# Карфаген (город)
Карфаге́н (финик. 𐤒𐤓𐤕𐤇𐤃𐤔𐤕, Qart-ḥadašt, лат. Carthago, араб. قرطاج‎, Картаж, фр. Carthage, др.-греч. Καρχηδών) — древний город (музей), расположенный на восточном берегу озера Бахира на территории современного государства Тунис, близ города Тунис. Карфаген был важнейшим торговым центром древнего Средиземноморья и одним из самых богатых городов античности, самый богатый к 500 году до нашей эры.
Карта́ж — современное название города, в котором находится музей Карфагена. Картаж входит в состав столичного вилайета Тунис. В настоящее время в Картаже находятся президентская резиденция и Университет Картажа.
Название Qart-ḥadašt (в пунической записи без гласных Qrt-ḥdšt) переводится с финикийского языка как «новый город».
На протяжении своей истории Карфаген был столицей основанного финикийцами государства Карфаген, которое доминировало в значительной части юго-западного Средиземноморья в течение первого тысячелетия до нашей эры. Тирская царевна Алисса, Элисса, или Дидона, считается основательницей города, хотя её историчность была поставлена под сомнение. Согласно записям Тимея из Таормины, Дидона была вынуждена покинуть родину; прибыв на берег современного Тунисского залива, она решила купить землю у местных племён под основание города. Ей разрешили купить лишь столько земли, сколько покроет одна бычья шкура. Тогда Дидона взяла и разрезала бычью шкуру на тонкие ремни, оцепила ими крутой прибрежный холм, где выстроила крепость, ставшую известной как Бирса. Именно с этой крепости и начинает свою историю Карфаген. Развившись, он основал крупную державу и стал предъявлять притязания на власть в регионе, что стало единственной экзистенциальной угрозой Риму до прихода вандалов несколько столетий спустя.
После Пунических войн Карфаген был взят и разрушен римлянами в 146 году до нашей эры, но в дальнейшем, будучи отстроен, являлся важнейшим городом Римской империи в провинции Африка, крупным культурным, а потом раннехристианским и церковным центром. Затем город захватили вандалы и он стал столицей Вандальского королевства, утратив этот статус после того, как византийцы отвоевали его в Вандальскую войну.
Однако после арабского завоевания Карфаген вновь пришёл в упадок. Город разграбили и разрушили войска Омейядов после битвы при Карфагене в 698 году, чтобы предотвратить его возвращение Восточной Римской империи. Он оставался заселённым в течение мусульманского периода и использовался мусульманами в качестве крепости до периода Хафсидов, когда город был взят крестоносцами вместе с его жителями, убитыми во время Восьмого крестового похода. Хафсиды решили окончательно разрушить город, чтобы он больше не мог использоваться в качестве базы для враждебной державы. До этого момента город продолжал использоваться как митрополичья кафедра.
Региональная власть переместилась в Кайруан и тунисскую Медину в средневековый период. В первые десятилетия XX века он начал развиваться в прибрежный пригород Туниса, объединённый как муниципалитет Карфагена в 1919 году.
Археологический памятник был впервые обследован в 1830 году датским консулом Кристианом Туксеном Фалбе. В 1831 году в Париже было открыто общество по изучению Карфагена. Раскопки проводились во второй половине XIX века Шарлем Эрнестом Бёле и Альфредом Луи Делатром. С 1874 года раскопки Карфагена велись под руководством французской Академии надписей. Национальный музей Карфагена был основан в 1875 году кардиналом Шарлем Лавижери. Раскопки, проведённые французскими археологами в 1920-х годах, впервые привлекли необычайное внимание из-за доказательств, которые они представили по поводу жертвоприношения детей. Между учёными существовали значительные разногласия относительно того, практиковалось ли жертвоприношение детей в Древнем Карфагене. В карфагенском Палеохристианском музее под открытым небом хранятся экспонаты, раскопанные под эгидой ЮНЕСКО с 1975 по 1984 год.

## Топонимика
Название Карфаген в русском языке является производным от древнегреческого названия города Karkhēdōn (Καρχηδών) от пунического Qart-ḥadašt, в пунической записи без гласных Qrt-ḥdšt (𐤒𐤓𐤕 𐤇𐤃𐤔𐤕), что переводится как «новый город», подразумевая, что это был «новый Тир».
Современная стандартная арабская форма названия قرطاج (Qarṭājо файле) является заимствованием из французского, где город именуется Картаж /kar.taʒ/ заменяя более старый местный топоним, известный как Картагенна, который является непосредственным продолжением латинского названия. Латинское название, отражено и в английском языке, который данный вариант также позаимствовал из французского, который в свою очередь перенял его из той же самой латыни. На латыни название звучит как Carthāgō и Karthāgō, а в этрусском город именовался *Carθaza. И латинское и этрусское названия происходили от пунического производного. Латинское прилагательное pūnicus, означающее «финикийский», использовалось для обозначения принадлежности города, а также при описании Пунических войн и пунического языка.

## География

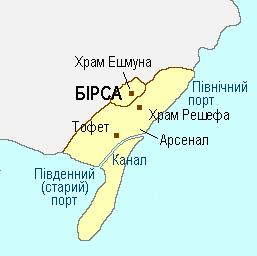
Карфаген в первые века своего существования

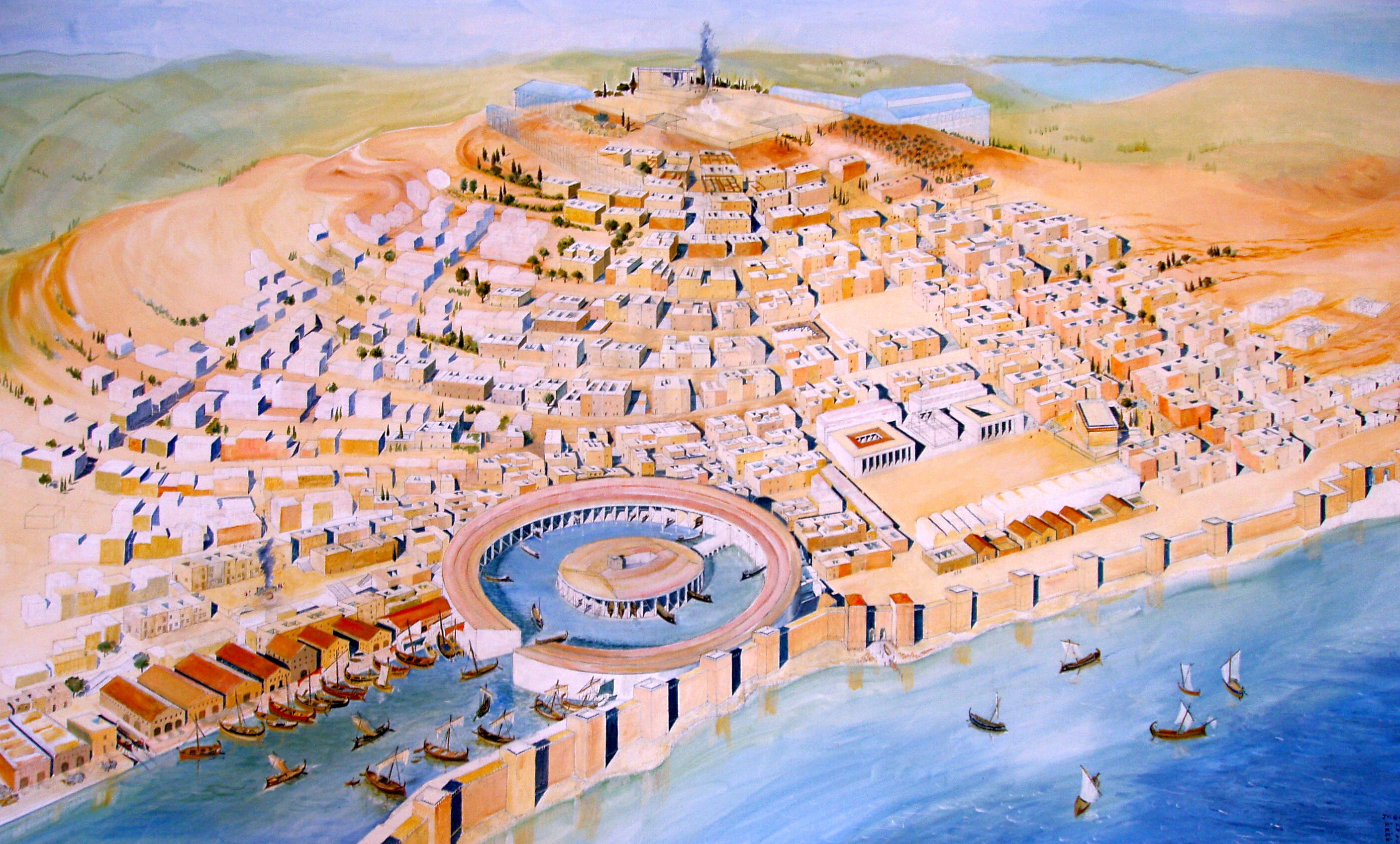
Современная реконструкция пунического Карфагена. Круговая гавань на фронте это котон, военный порт Карфагена, где стояли на якоре все военные корабли Карфагена (биремы)

Карфаген расположен на африканском побережье Средиземного моря примерно в десяти километрах к востоку от современного городa Туниса на севере Туниса. Город находится на полуострове, граничащем с Тунисским заливом на востоке, лагуной Себхет Ариана на севере и Тунисским озером на юге. Карфаген находился на важнейшем финикийском торговом пути между Левантом и Гибралтаром. Его расположение на Сицилийском проливе позволяло ему контролировать морскую торговлю в Средиземном море. Это было главной причиной экономического и военного господства города. В то же время существовала связь Сицилии с Тирренским морем и северным Средиземноморьем. В городе были построены две большие искусственные гавани, одна для размещения огромного флота из 220 военных кораблей, а другая для коммерческой торговли. Обнесённая стеной башня возвышалась над обеими гаванями. Город имел массивные стены длиной 23 миль (37 км), что было больше, чем стены сопоставимых городов. Большая часть стен находилась на берегу и поэтому могла быть менее впечатляющей, так как карфагенский контроль над морем затруднял атаку с этого направления. Около 3 миль (4,8 км) стены на перешейке к западу были действительно массивными и никогда не были пробиты. Расположение было стратегически выгодным, поскольку позволяло легко защищать город с суши. К северу от фактической городской застройки, но всё ещё в пределах городских стен, в древние времена находился сельскохозяйственный район Мегара.

## Древняя история

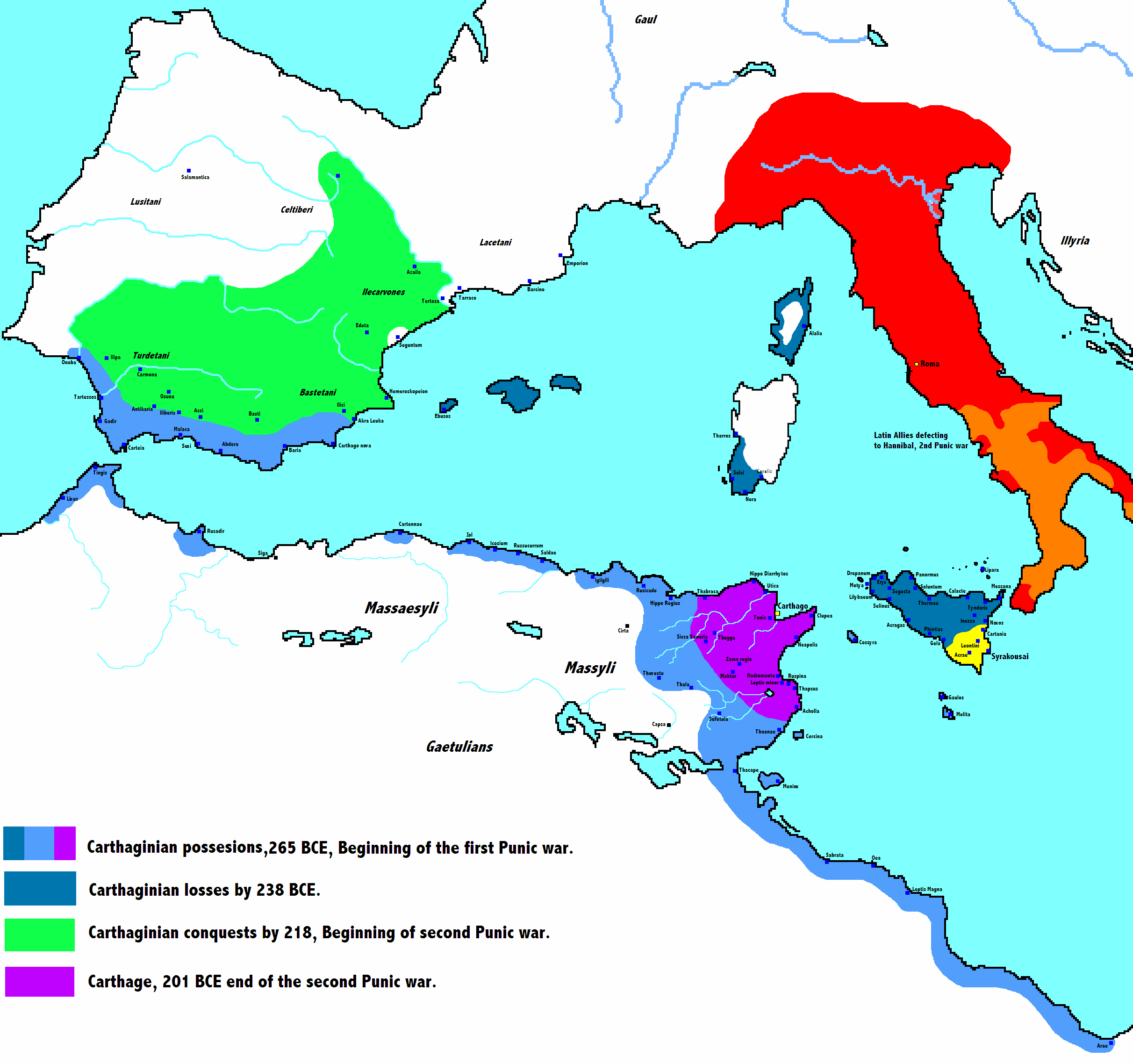
Падение Карфагенской империи
Уступки Риму в Первой Пунической войне (264—241 до н. э.)
Победы после Первой Пунической войны, потери во Второй Пунической войне
Потери во Второй Пунической войне (218—201 до н. э.)
Завоевания Римом в Третьей Пунической войне (149—146 до н. э.)

Карфаген основан в 814 году до н. э. колонистами из финикийского города Тира. После падения финикийского влияния, Карфаген переподчиняет себе бывшие финикийские колонии и превращается в столицу крупнейшего государства западного Средиземноморья. К III веку до н. э. карфагенское государство подчиняет южную Испанию, северную Африку, западную Сицилию, Сардинию, Корсику. Греческие города боролись с Карфагеном за западное Средиземноморье, кульминацией чего стали сицилийские войны и Пиррова война. После серии войн против Рима (Пунические войны) потерял свои завоевания и был разрушен в 146 году до н. э., его территория превращена в провинцию Африка. В римский период город восстановился и окончательно пришёл в упадок после арабских завоеваний.

### От финикийской колонии до Карфагенского государства

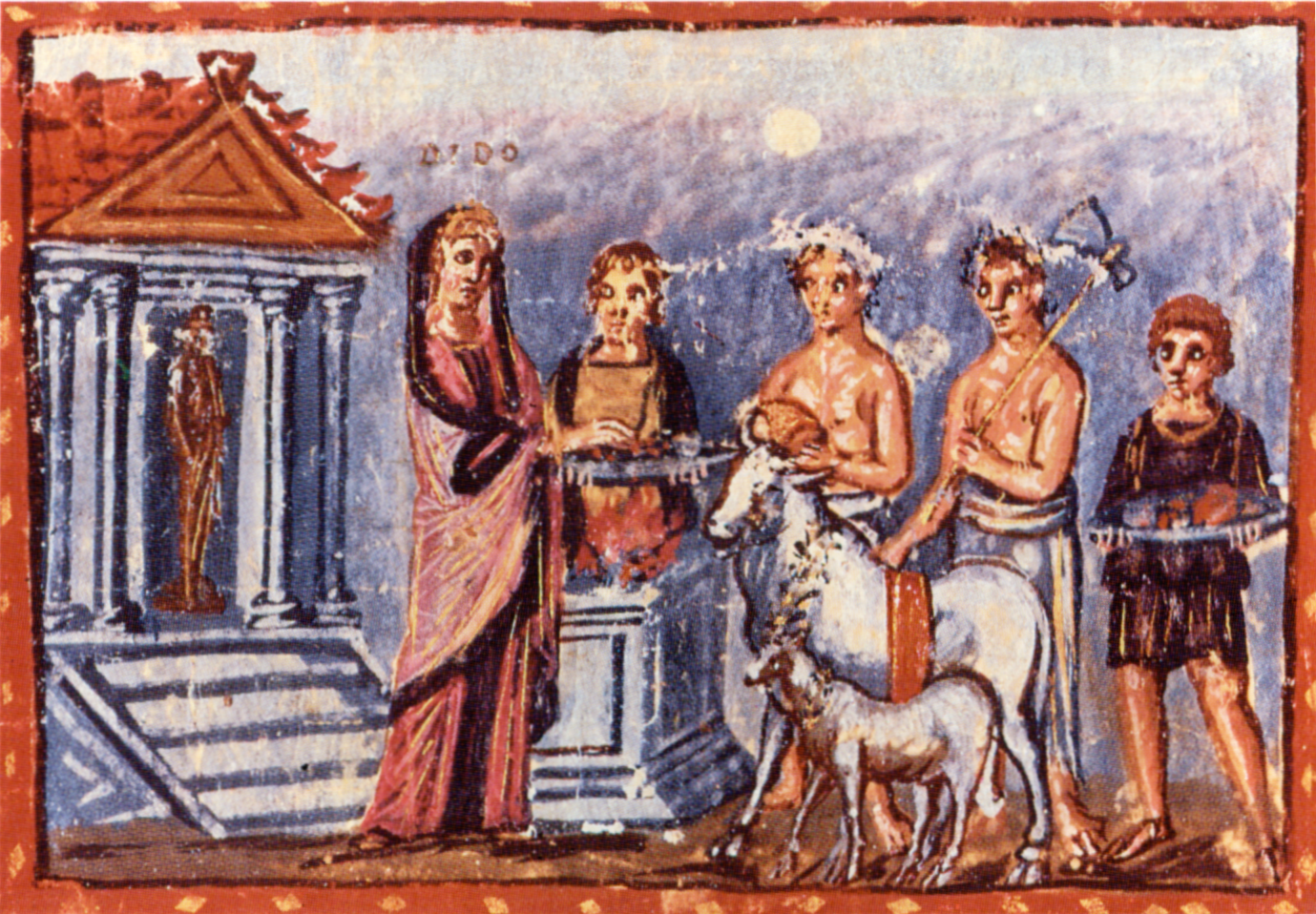
Элисса (Дидона) у алтаря. Книжная иллюстрация V века

Согласно легенде, царица Дидона, которая бежала в эти места из Тира после того, как ее брат — царь Пигмалион убил её мужа Сихея, решила купить землю под основание города. Ей разрешили купить столько земли, сколько сможет охватить одна бычья шкура. Сообразительная царица разрезала бычью шкуру на тонкие ремешки, связала их и получившейся длинной верёвкой обозначила свои владения. Не случайно возникшую в центре Карфагена цитадель назвали Бирсой, что означает «шкура». Карфаген (Картхадашт) — дословно обозначает «новый город». «Новым» Карфаген был прежде всего в отношении соседней Утики (чьё название, соответственно, переводят как «старый город»), но некоторые исследователи понимают название как «новый Тир». Карфагеняне были финикийскими поселенцами, происходившими с Средиземноморского побережья Ближнего Востока. Они говорили на ханаанских языках, семитской языковой семьи, и следовали местной разновидности древней ханаанской религии. Карфагенская республика была одним из самых долгоживущих и крупных государств древнего Средиземноморья.

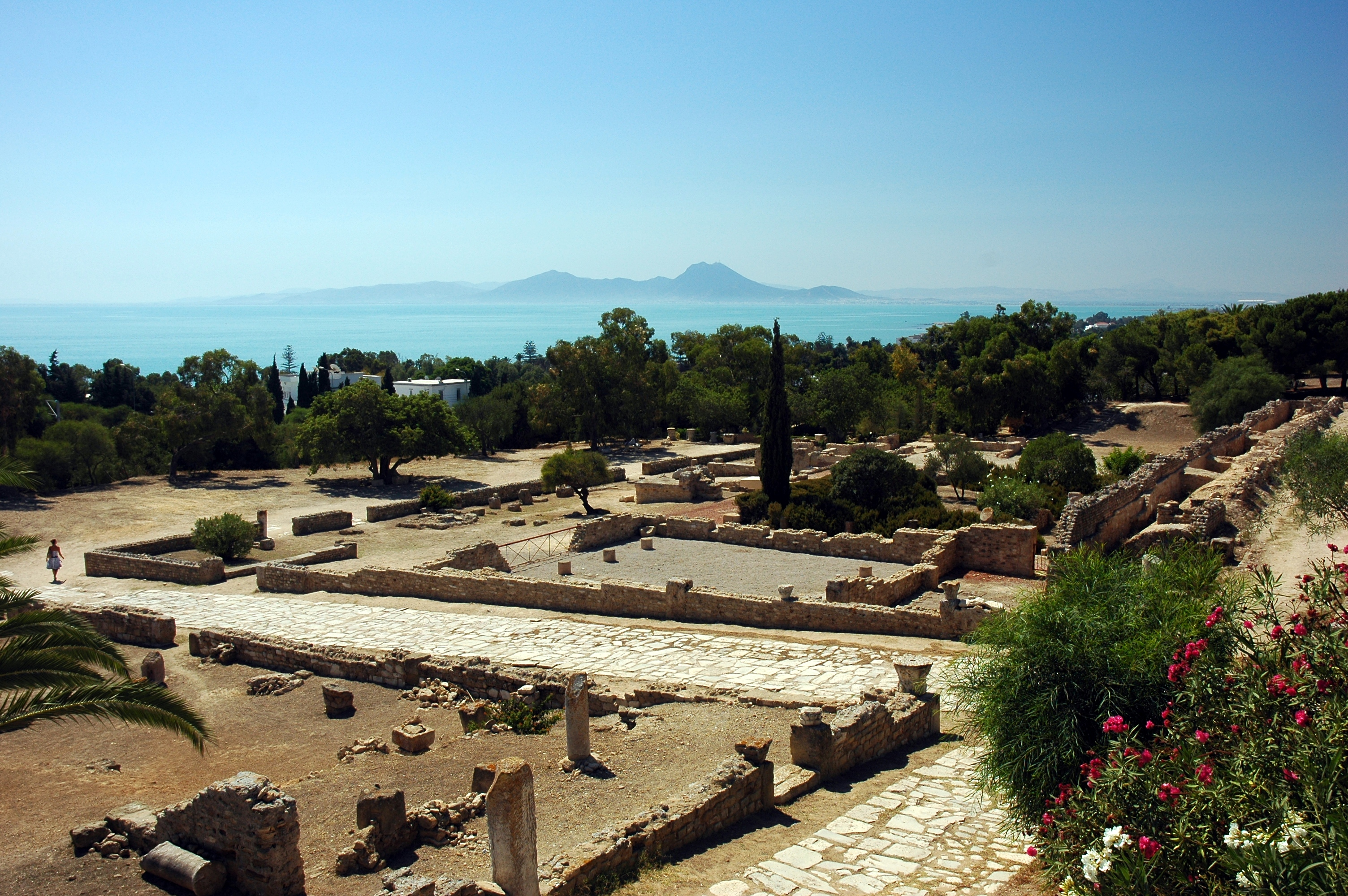
Руины Карфагена.

В 814 году до н. э. Дидона наложила на себя руки (по легенде — разрушив таким образом планы вождя берберского племени макситанов Иарбанта взять её в жёны и получить город в «приданое»), и в Карфагене был установлен республиканский строй аристократического образца. Высшая власть в городе принадлежала Совету десяти (Ашарат) — сначала состоящий из спутников Дидоны, а затем из их потомков. Существовали и народные собрания (Ам), но об их полномочиях практически ничего неизвестно, что может свидетельствовать о том, что их влияние было незначительным. Командующего войском (рабимаханата) назначал Ашарат, именно он представлял Карфаген и во внешних сношениях. В отличие от Рима, в котором руководящее положение занимал сенат, куда избирались лучшие люди, в Карфагене более весомая роль отводилась народному собранию. Но некоторые учёные полагают, что реальная власть в городе находилась у олигархов, группы особенно богатых людей. Карфаген наряду с Римом считался наиболее культурным и развитым городом того периода.
К началу III века до н. э. Карфаген стал крупнейшим государством на западе Средиземного моря. Его нахождение между Сицилией и побережьем нынешнего Туниса позволяло контролировать суда, которые проходили мимо. В те времена корабли плавали обычно в видимости берега. В первой четверти VII века до н. э. в Карфаген прибывает новая волна переселенцев из Финикии. Город быстро растёт, налаживаются торговые связи не только с метрополией и другими финикийскими колониями, но и с Этрурией и Грецией, в частности с Коринфом. В 663 году до н. э. карфагеняне основали и первую собственную колонию — Эбес на Питиуских островах у испанского побережья. Проникновение карфагенян на дальний запад Средиземного моря вызвало конфликт с Массалией, считавшей эти территории собственной «вотчиной». Карфагеняне потерпели поражение и вынуждены были сосредоточиться прежде всего на освоении африканского побережья. Так, в конце VII и начале VI веков до н. э. был основан Керкуан на полуострове Бон, установлен контроль над Гадруметом, Сабратой и Лептис-Магна.
Карфагеняне были воинственным и деловым народом, они вырыли на побережье две гавани (котон) — одну для военных судов, которая вмещала примерно 220 кораблей, другую — для торговых. Кроме того, вокруг всего города они выстроили крепостную стену, общая длина которой составляла 37 км, а высота в некоторых местах достигала 12 м. Карфаген сделался неприступным с суши и моря, где его охраняли боевые корабли. Сам город был поделён на 4 жилых района. Для захоронений у него имелось кладбище, для поклонения богам — специальные культовые места, где совершались жертвоприношения.

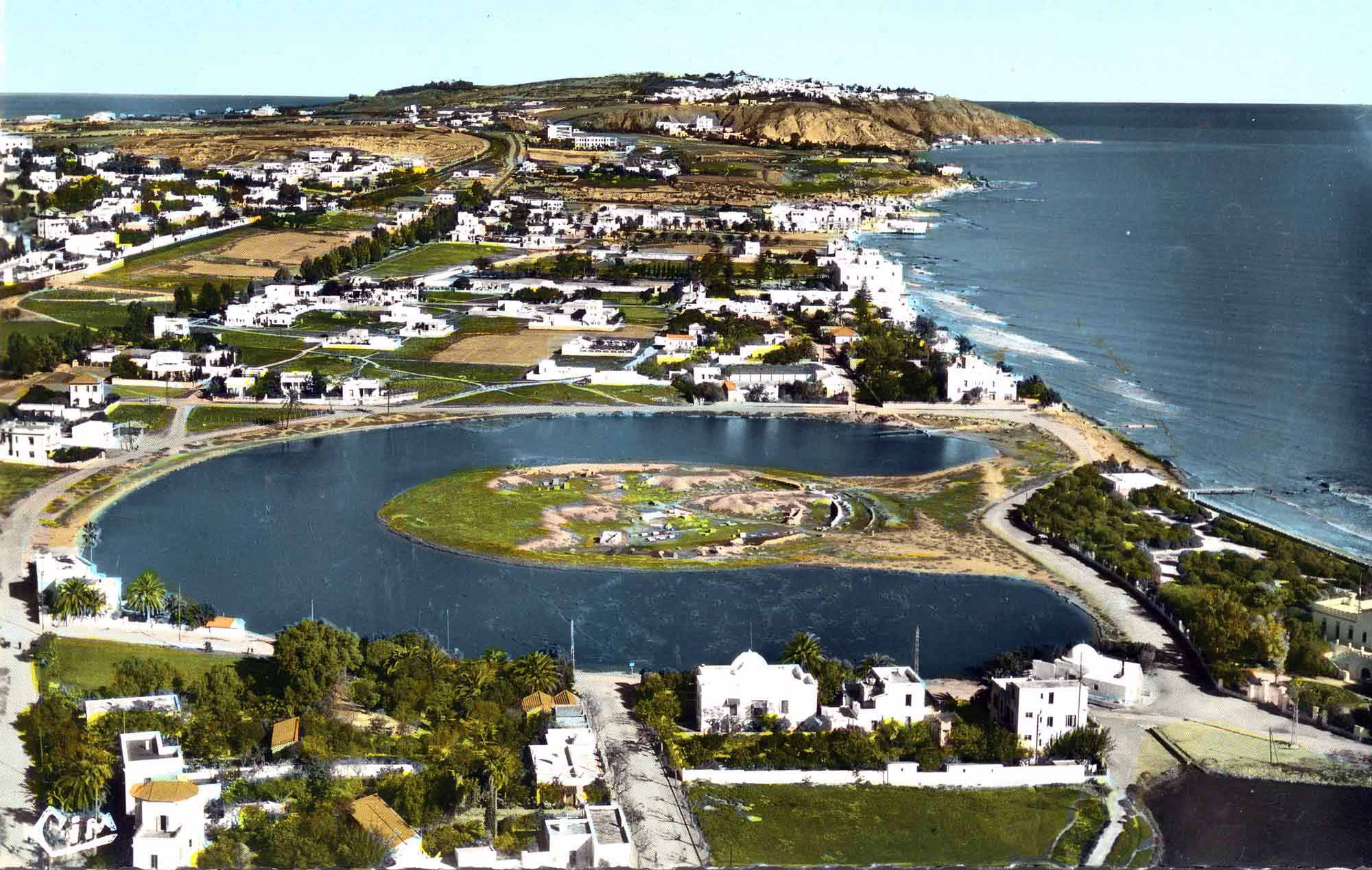
Карфагенский котон в 1958 году

Карфагеняне плавали в разные места и подчинили себе южную Испанию, земли северной Африки, острова Сицилию, Сардинию, Корсику. Римляне называли карфагенян пунийцами. Вначале оба государства помогали друг другу в боевых действиях, но вскоре возникли трения из-за обладания островом Сицилия, а также влияния в других землях и морях.

#### «Великие войны» Малха. Попытка установления тирании и утверждения олигархии

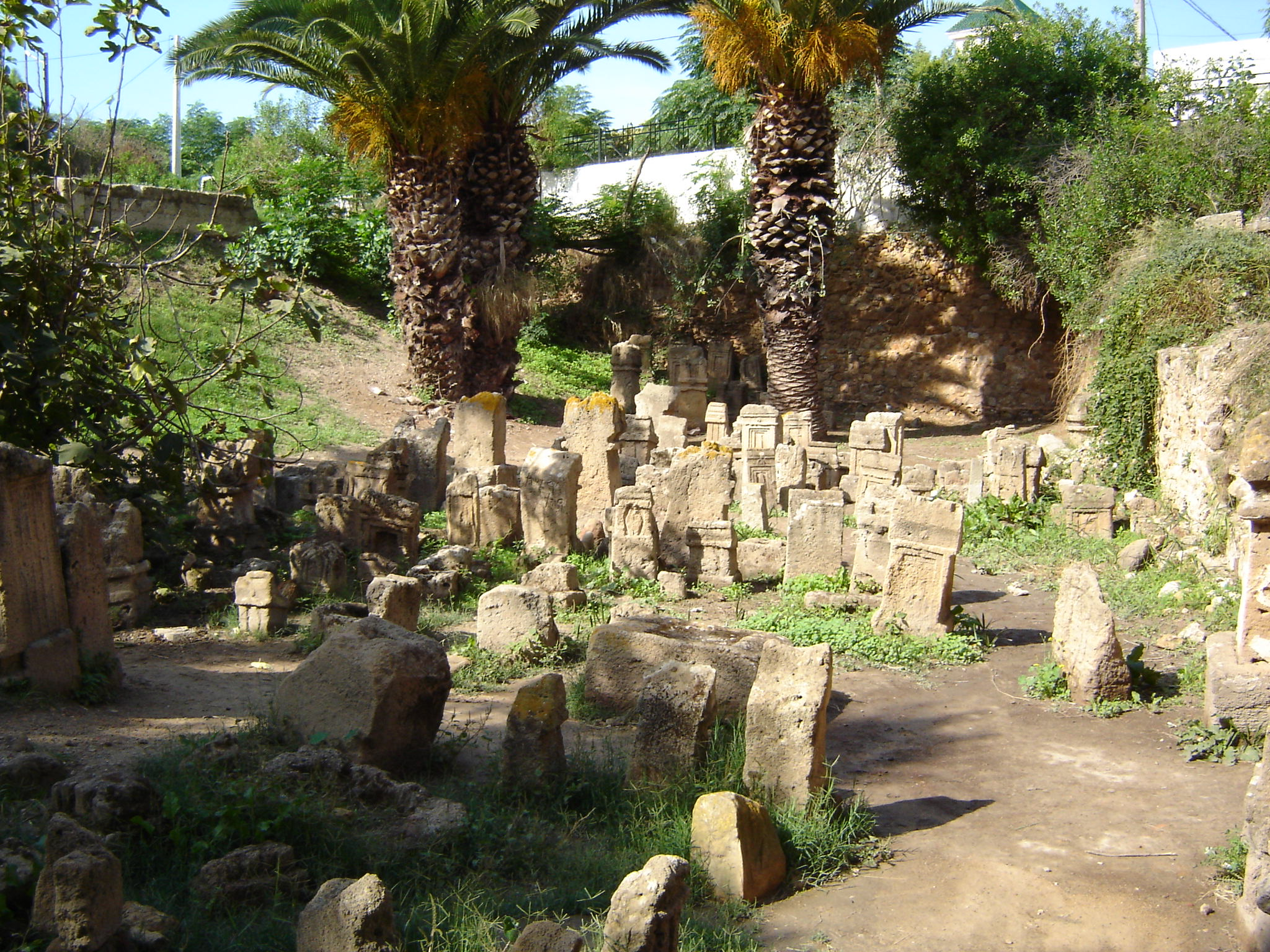
Тофет Карфагена

В 50-х годах VI века до н. э. под руководством командующего Малха карфагенянам удалось одержать несколько важных побед над соседними берберскими племенами и освободить город от обязанности платить дань племени макситан, на земле которых он был основан. В историю эти войны вошли под названием «великих». В знак триумфа десятую часть добычи командующий в сопровождении своего сына отослал в Тир. Переправившись в Сицилию, Малх установил контроль над финикийскими городами на западе острова и соседними племенами сиканов, заключив союз с элимами. В 545—540 годах до н. э. воевал на Сардинии. Карфагеняне разрушили непокорную финикийскую колонию Кукуред, рядом с которым основали уже карфагенский Каларис. Однако в дальнейшем военная кампания складывалась неудачно и Ашарат приговорил Малха на изгнание вместе со всем его войском.
В ответ Малх переправил войско в Карфаген и захватил власть в городе. Члены Ашарата были казнены, а народу объявили о восстановлении «справедливых старых законов». По стилю правления власть Малха в целом напоминала древнегреческую тиранию. Противники подозревали, что он хочет стать царём, однако публично он таких намерений не высказывал, очевидно понимая непопулярность такого шага среди народа. Однако в конце концов против Малха выступил даже его собственный сын, за что тот был казнён. Возмущённый народ вскоре восстал и расправился с самим Малхом.
В Карфагене была установлена олигархическая конституция. Формально власть принадлежала Народному собранию. Но руководила Адира (финик.  ), которая отныне назначала главнокомандующего армией и государственных чиновников. Высшая гражданская власть сосредоточивалась в руках двух суффетов. Существовали также должности судей, казначеев (мхашбов), «надзирателей за рынками» (махазов) и писцов (соферов). Если для назначения на некоторые из должностей имущественного ценза не было, для не слишком состоятельных граждан они всё равно были недоступны, так как за эту работу в Карфагене не платили.

#### Эпоха Магона и Магонидов
Несмотря на стремление авторов конституции всячески ограничить возможности для установления тирании, сразу после завершения «малховской смуты» фактическая власть сосредоточилась в руках нового командующего армией — Магона. Этому способствовала и проведённая им военная реформа. Направленная на усиление воинской дисциплины, она фактически легализовала использование отрядов наёмников, которые слушались лишь того, кто им платил.

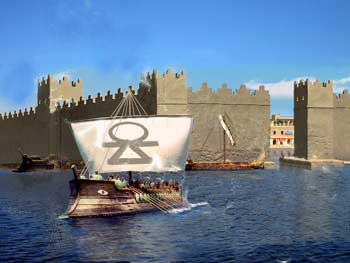
Карфагенский корабль у берегов Сицилии. Современная реконструкция

Установление дисциплины было крайне важно ввиду войн, в которые был втянут Карфаген. Обеспокоенные массовым переселением на Корсику фокейцев (540 год до н. э.) горожане заключили союз с этрусским городом Цере. В битве при Алалии (535 год до н. э.) алалианийтцы потерпели поражение, но и победители потеряли почти весь свой флот. Фокейцы вынуждены были признать Сардинию карфагенским владением и эвакуировать с острова всех греческих колонистов. Правда население Сардинии и даже некоторые финикийские города оказали отчаянное сопротивление карфагенянам, в борьбе с ними в конце концов погиб старший сын Магона Гасдрубал.
В конце VI в. до н. э. карфагеняне перешли в решительное наступление в Испании. Тартесс в это время был ослаблен разрушительным землетрясением, воспользовавшись этим пунийцы нанесли местным царям Форику и Араврику тяжёлое поражение, в результате которой тартесейцы вынуждены были отказаться от всех территорий к востоку от Гибралтара, который превратился в опорный пункт карфагенян. Опираясь на него, они постепенно начинают преобретать контроль над юго-восточным побережьем Испании.
В 515 году до н. э. спартанцы во главе с Дориеем при поддержке киренцев попытались основать колонию в устье реки Кинипс у Лептиса-Магна. При поддержке макситанцев и ливийцев карфагеняне вытеснили колонистов. Восточным рубежом Карфагена официально были признаны Филеновы алтари.
Дорией направился сначала в Италию, а затем — в Сицилию, где между Панормом и Солунтом основал колонию Гераклея. Элины обратились за помощью, и карфагеняне не замедлили воспользоваться этим. Гераклея была разрушена, сам Дорией погиб в 506 году до н. э., а Карфаген закрепил за собой запад Сицилии.

#### Карфагенскаяталассократия
Экспансия карфагенян в Испании привела к новой войне с Массалией. В разгар войны в Карфаген прибыли посланцы персидского властителя Дария Великого, которые сделали «предложение» присоединиться к империи персов и которое горожане отклонили. В 484 году до н. э. массалийский флот под руководством Гераклида Миласского нанёс карфагенянам поражение у мыса Нао. Однако по условиям мира греки вынуждены были согласиться на карфагенскую блокаду Гибралтарского пролива.

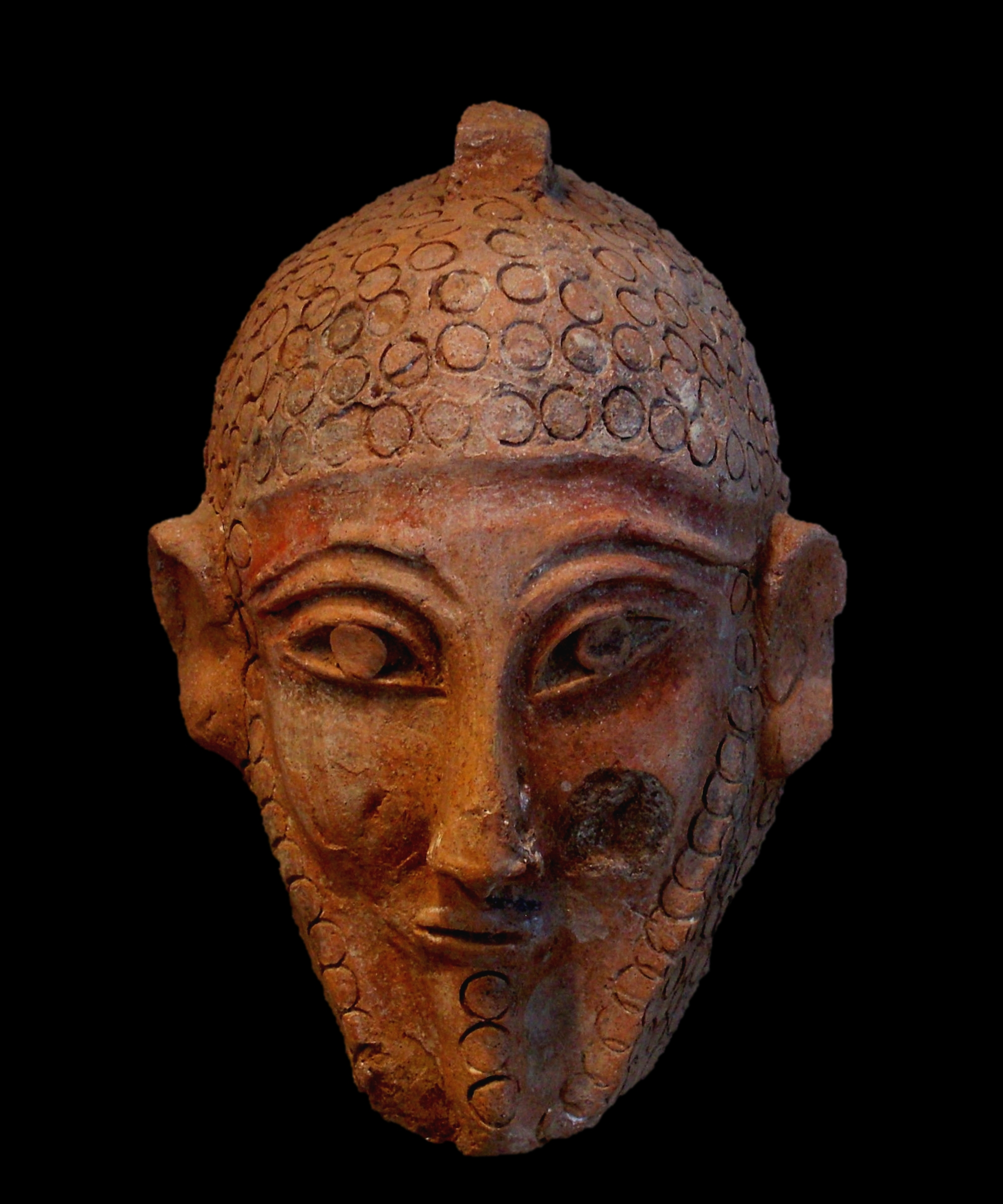
Терракотовая маска (Музей Бардо)

В 481 году до н. э. карфагеняне всё-таки заключили союз с Ксерксом, заинтересованным в «окружении» Эллады. Для наступления на греков карфагеняне использовали конфликты между их полисами и обращение за помощью тирана Регия Анаксилая, который был связан проксенией с сыном Магона Гамилькаром. Тот с огромной армией десантировался на Сицилии и двинулся на Гимеру. На встречу Гамилькару выступила армия сиракузского тирана Гелона. 20 сентября 480 года до н. э. греки неожиданно напали на небольшой отряд карфагенского командующего, приносившего жертвы богам. Поняв, что спастись он не сможет, Гамилькар бросился в жертвенный огонь. Лишённая руководства карфагенская армия потерпела сокрушительное поражение. Карфагеняне поспешили заключить мир, согласившись уплатить военные расходы сиракузян, две тысячи талантов серебра контрибуции и построить два храма для хранения текста соглашения.
Помирившись с Сиракузами, карфагеняне получили возможность помочь Гадесу, который в это время осадили тартессийцы. Однако после победы карфагеняне не захотели покидать Испанию и уже сами взяли город штурмом. Гадес вошёл в состав их государства на правах союзника, сохранив собственное самоуправление, право чеканить свою монету, флот и даже войско. Опираясь на Гадес, карфагеняне завершили разгром тартессийцев, присоединив их владения к своему государству (не позднее 477 года до н. э.).
С 475 года до н. э. Карфаген вынужден был вести изнурительные войны и против своих берберских соседей. Сначала, правда, от них пытались откупиться. А позже, под руководством внуков Магона Великого (их было целых шесть), прежде всего Ганнона (сына Гамилькара, что позже получил прозвище «мореплаватель»), перешли в решительное контрнаступление. Попутно карфагеняне присоединили к себе Утику, которая тоже вошла в состав их государства на правах союзника (однако, в отличие от Гадеса без права чеканить собственную монету, к тому же под контролем Карфагена оказались её внешние сношения, даже торговля). Был разрушен Кибос — единственная ионийская (и вообще греческая) колония непосредственно на западноафриканском побережье. Под власть карфагенян попала и Эвбея — греческий городок на острове рядом с Гиппоном Акра.

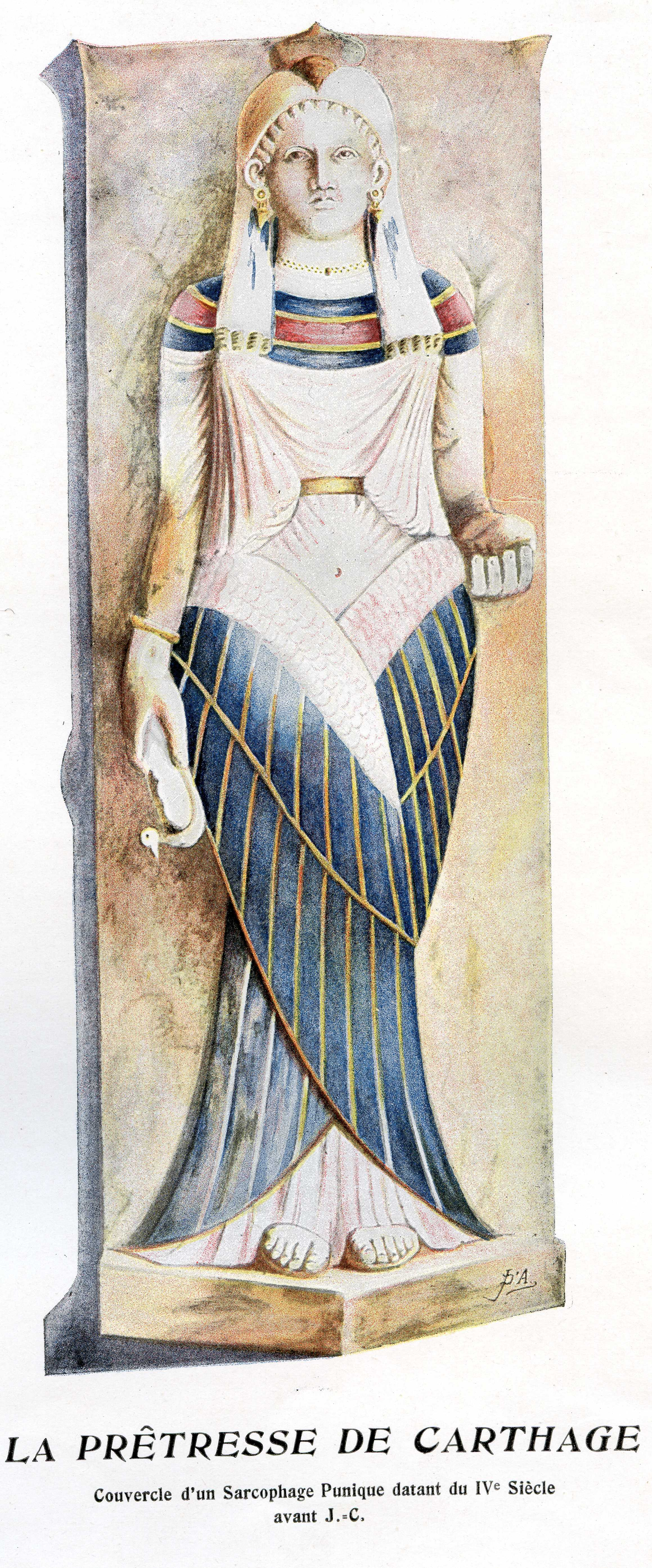
Карфагенская жрица. Изображённая на саркофаге.

Для полного контроля над путем к Гибралтарe была создана особая система колоний-рынков. Примерно с 460 года до н. э. Ганнон мореплаватель начал образование колоний на атлантическом побережье Африки и совершил путешествие к югу от устья реки Сенегал (по некоторым интерпретациям доплыв вплоть до Камеруна). Брат Ганнона Гимилькон попытался достичь Эстримнии (Бретани, или же Корнуолла), однако его плавание было не таким успешным, северная торговля осталась в руках «союзного» Гадеса.

#### Экспансия на Сицилии и внутренний кризис в Карфагене
Карфагенская олигархия, однако, была недовольна всевластием Магонидов и лишь искала повод, чтобы положить этому конец. В конце концов последнего внука Магона, который остался к тому времени жив, — Гисгона выгнали из города, поставив ему в вину поражение под Гимерой его отца Гамилькара, и тот нашёл убежище в Селинунте. Чтобы избежать в дальнейшем чрезмерного сосредоточения власти в руках отдельных лиц, был образован новый государственный орган — Совет ста четырёх или миат, что формировался из бывших чиновников и должен был следить за соблюдением законов. Особенно бдительными члены Миата должны были быть в отношении суффетов и военного командующего (или командующих — иногда их назначали сразу двоих). Попасть в Миат могли только самые состоятельные граждане, потому что существовал имущественный ценз, а выборы осуществляли «комиссии», которые сами пополняли свой состав путём кооптирования.
Теперь Магониды не казались такими опасными. Сына Гисгона — Ганнибала Миат даже назначил командующим в новой сицилийской войне. В 409 году до н. э. Ганнибал с войском десантировался в Мотии. Элимы добровольно перешли под власть Карфагена, Селинунт и Гимера оказывали отчаянное сопротивление, но также были побеждены и присоединены к карфагенским владениям. В 406 году до н. э. преемник Ганнибала Гимилькон развил успех и осадил Сиракузы. Лишь эпидемия в лагере нападавших спасла город.
В 405 году до н. э. был заключён мир, по которому Карфаген получал половину Сицилии с Селинунтом, Гимерой, Акрагантом и землями сиканов, а Гела и Камарина ещё и должны были платить пунийцам дань. Правда, Гимилькон вынужден был спешить в Африку, где началось восстание берберов. Повстанцы подошли к стенам самого Карфагена и подавить беспорядки удалось лишь с помощью военных хитростей.
В 398 году до н. э. сиракузский тиран Дионисий разорвал мир и город за городом завладел всей Сицилией, с финикийскими городами включительно. Остатки карфагенян забаррикадировались у Мотии, но Дионисий взял и её, разрушив до основания. Городские жители впоследствии основали новый город Лилибей, однако остров для пунийцев был потерян. Гимилькон в отчаянии покончил с собой, а в Африке вспыхнуло новое, более масштабное берберское восстание, к которому присоединились ещё и рабы.

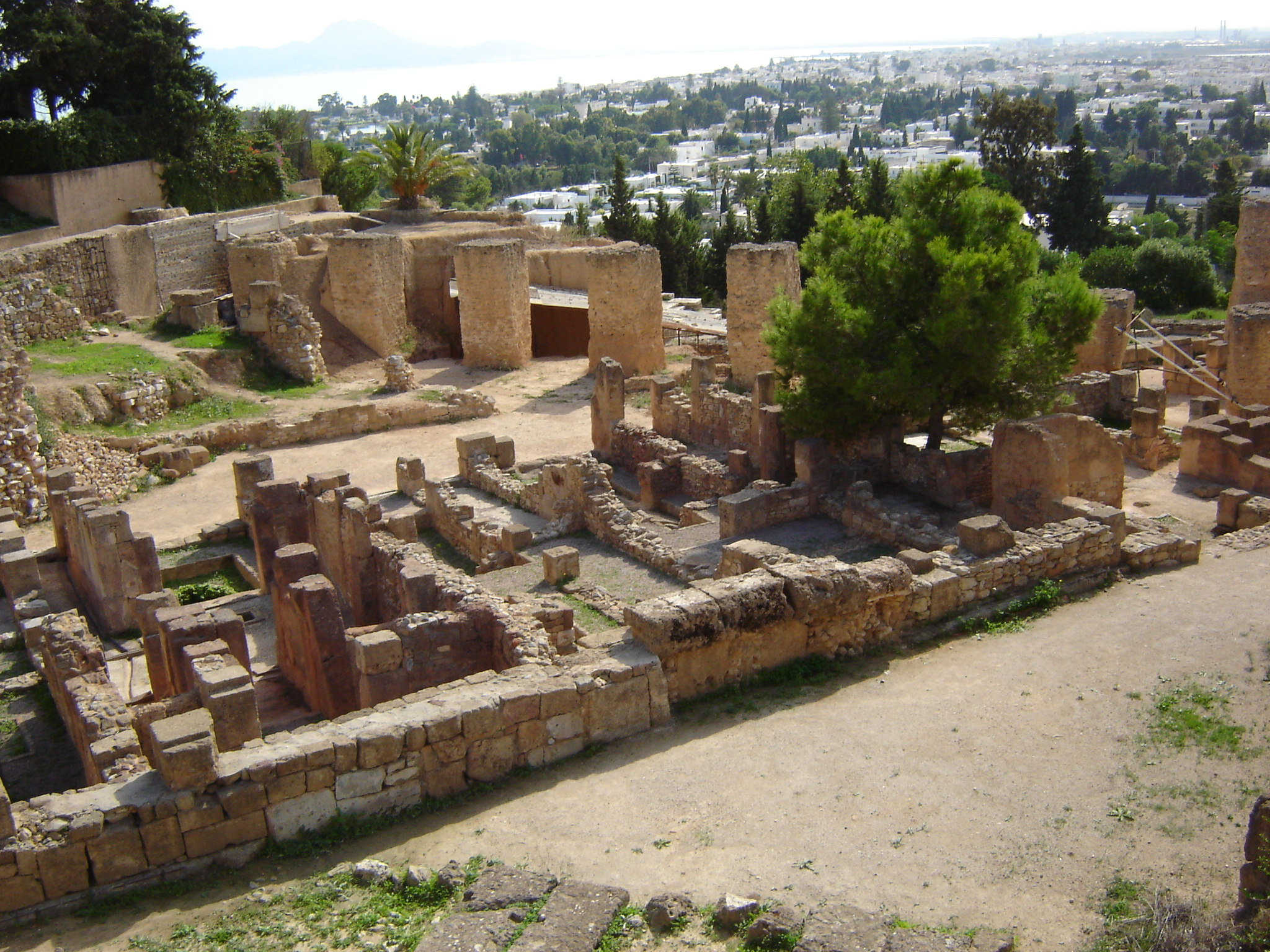
Руины пунического квартала на холме Бирса.

Карфаген потерял все свои владения за пределами города. Огромное войско повстанцев начало готовить осаду столицы, став лагерем в соседнем поселке Тунет. Волнения начались и в самом Карфагене. Ходили слухи, что поражения являются наказанием за разорённые на Сицилии греческие храмы. Для того, чтобы успокоить общину, чиновники вынуждены были даже официально ввести в Карфагене греческий культ «пострадавших» Персефоны и Деметры. Благодаря энергичным мерам удалось возобновить поставки хлеба в столицу, а затем — лишить провианта повстанцев. Среди бунтовщиков начались конфликты и с помощью подкупа выступление было подавлено. Воспользовавшись ситуацией олигархия окончательно лишила влияния «ненужных» уже Магонидов.

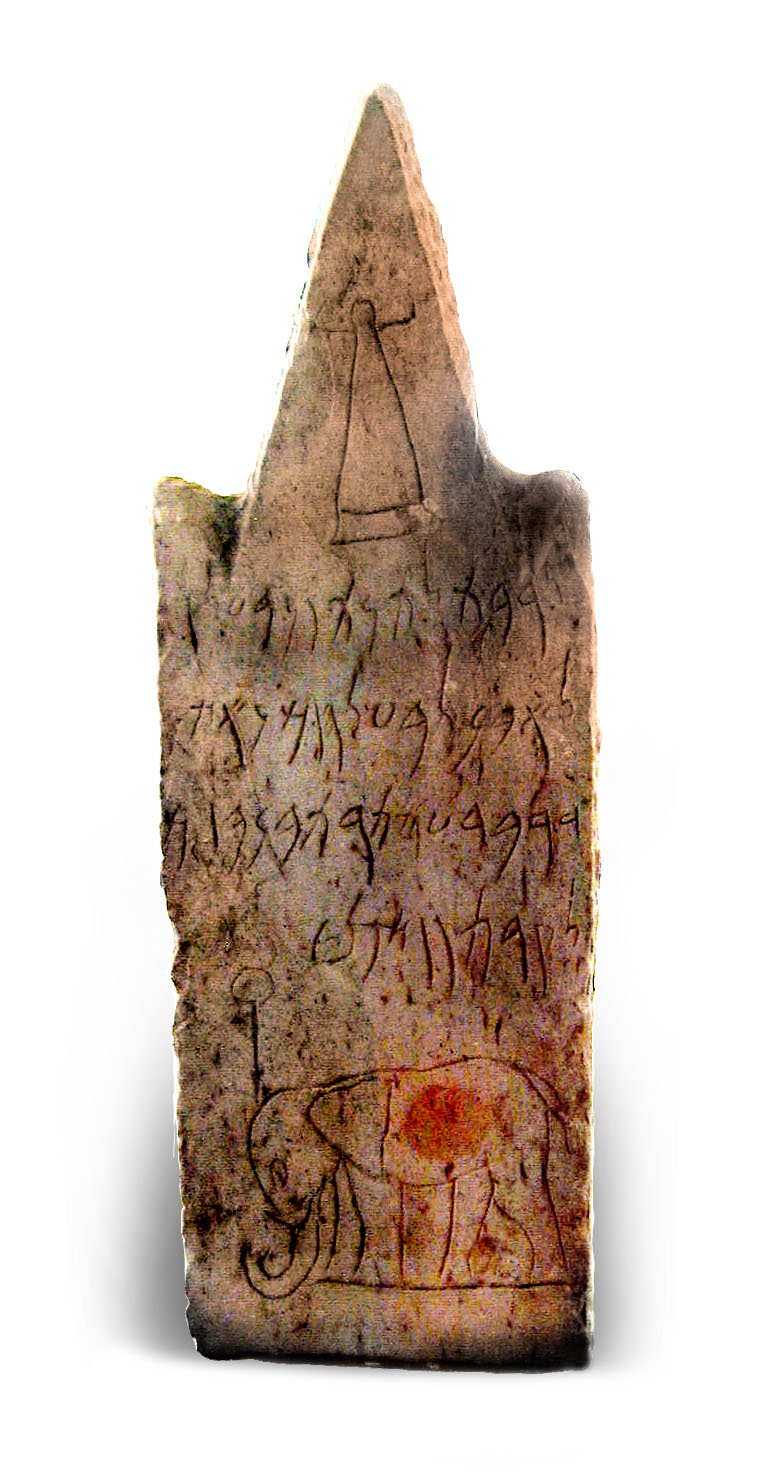
Стела с изображением слона (Карфагенский Национальный музей)

Однако олигархический режим, самым ярким представителем, которого считают суффета Суниата, не был прочным. В 379 году до н. э. в Карфагене вспыхнула эпидемия, и поиск виновных привёл к настоящему гражданскому конфликту — с вооруженными столкновениями на улицах, ранеными и погибшими. Восстановить порядок удалось лишь после того, как враги окончательно истощили друг друга. Тогда же была восстановлена и власть Карфагена над Африкой и Сардинией. А с помощью греков, недовольных гегемонией Сиракуз, карфагеняне вернулись на Сицилию. Восточной границей их владений на острове стала река Галик.

#### Ганнон Великий и Ганнониды
Новая война привела к росту влияния военных, самым талантливым из которых был Ганнон по прозвищу Великий. Чтобы избавиться от него, Суниат установил контакт с главным врагом Карфагена — cиракузским тираном Дионисием и выдал ему военные тайны. Благодаря этому сиракузяне перешли в 368 году до н. э. в наступление, захватили Селинунт и осадили Лилибей. Но карфагеняне нанесли им поражение на море под Эрикой. А потом Дионисий умер, мир заключили по принципу статус-кво, а Суниата разоблачили и казнили. Приняли даже закон, который запрещал карфагенянам изучать греческий язык, чтобы «у предателей не было возможности общаться с врагами», который, правда, остался на бумаге. Влияние Ганнона ещё больше возросло благодаря его победам в Африке и Испании, где он значительно расширил и укрепил карфагенские владения. Когда в Сиракузах вспыхнула гражданская война, Ганнон снова отправился на Сицилию. Сиракузяне вынуждены были обратиться за помощью к своей метрополии — Коринфу, который прислал войско под командованием Тимолеонта. Адира отозвала Ганнона домой, но его преемник Магон потерпел поражение и вынужден был отступить от Сиракуз.

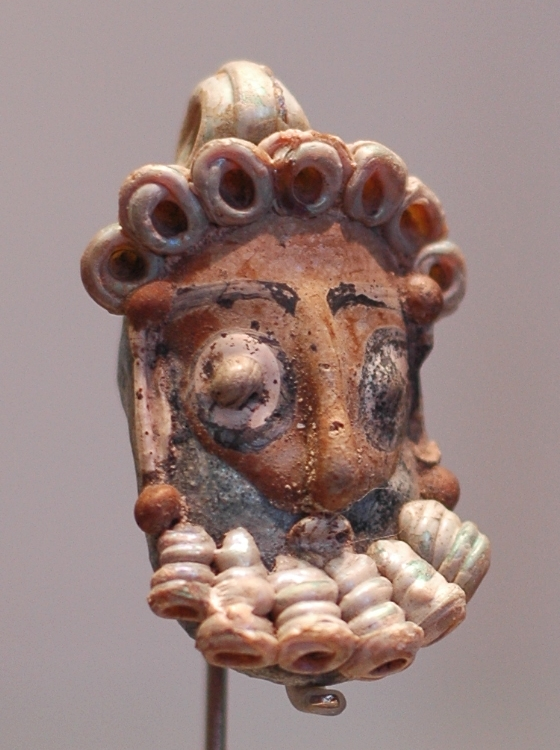
Бородатый мужчина. Стеклянная подвеска, найденная в Карфагене (Лувр)

Возмущённый Ганнон решил отомстить Адире и убить всех её членов. Для этого он пригласил их к себе домой на свадьбу дочери. Однако его план был разоблачён. Тогда бывший командующий бежал из города в своё имение, где на собственные средства вооружил 20 тысяч рабов. Но восстание было быстро подавлено. Ганнона схватили и жестоко казнили. Убили и всех родственников мятежника, кроме сына Гисгона. Учитывая его военные доблести, ограничились его изгнанием из Карфагена. И лишь после многочисленных поражений преемников Ганнона на Сицилии Гисгона вернули и назначили командующим. В 339 году до н. э. Гисгон добился мира с греками и восстановления границы на реке Галык. Ганнониды превращаются в самую влиятельную семью Карфагена и в то же время на надежную опору карфагенской олигархии.
Сын Гисгона Гамилькар возглавлял карфагенское войско во время войны с новым тираном Сиракуз Агафоклом. Гамилькару удалось захватить всю Сицилию и в очередной раз осадить Сиракузы. Но Агафокл неожиданно решил перенести войну в Африку, в 310 году до н. э. десантировался возле Карфагена и захватил Тунет. В следующем году карфагеняне потерпели поражение и у самых Сиракуз, а Гамилькар погиб в бою. Адире пришлось срочно набирать новую армию, во главе которой поставили сразу двух командующих, которые к тому же терпеть не могли друг друга — Бомилькара и другого Ганнона. Однако последний вскоре тоже погиб. Услышав об этом, восстали нумидийцы. Карфагеняне едва успели организовать бунт других берберов и подавить беспорядки. Тогда Агафокл позвал на помощь киренцев. Осада становилась невыносимой. Этим попытался воспользоваться Бомилькар, устроивший в городе попытку государственного переворота. Карфагеняне мятежника не поддержали и, схватив, казнили. Но его сообщникам пришлось пообещать амнистию.

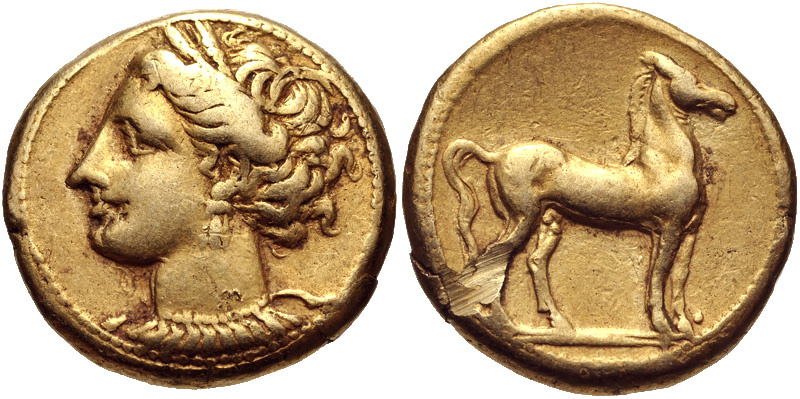
Карфагенская монета с изображением богини Танит (примерно 310—290 годы до н. э.).

В 307 году до н. э. сиракузяне вынуждены были ослабить осаду, а Агафокл вернулся в Сицилию. Карфагеняне воспользовались этим, чтобы спровоцировать греков распылить свои силы и бить их по частям. В конце концов Агафокл вынужден был заключить мир, подтвердив довоенную границу и даже выплатив Карфагену контрибуцию.
После смерти Агафокла в греческой части Сицилии воцарился хаос, и карфагеняне снова перешли в наступление. Одновременно они вытеснили сиракузян с Корсики и присоединили остров к своим владениям (280 год до н. э.). Жители Сиракуз вынуждены были вновь обратиться за внешней помощью — на этот раз к зятю Агафокла — эпирскому царю Пирру. Тот с энтузиазмом принял приглашение и довольно быстро отвоевал почти весь остров, за исключением Лилибея. Однако вскоре настроил против себя самих греков и поторопился оставить Сицилию, из-за чего почти весь остров, кроме собственно Сиракуз и удерживаемой бывшими наёмниками Агафокла (мамертинцами) Мессины, оказался под пунийским управлением.

#### Потеря Сицилии, восстание наёмников и подъём демократического движения

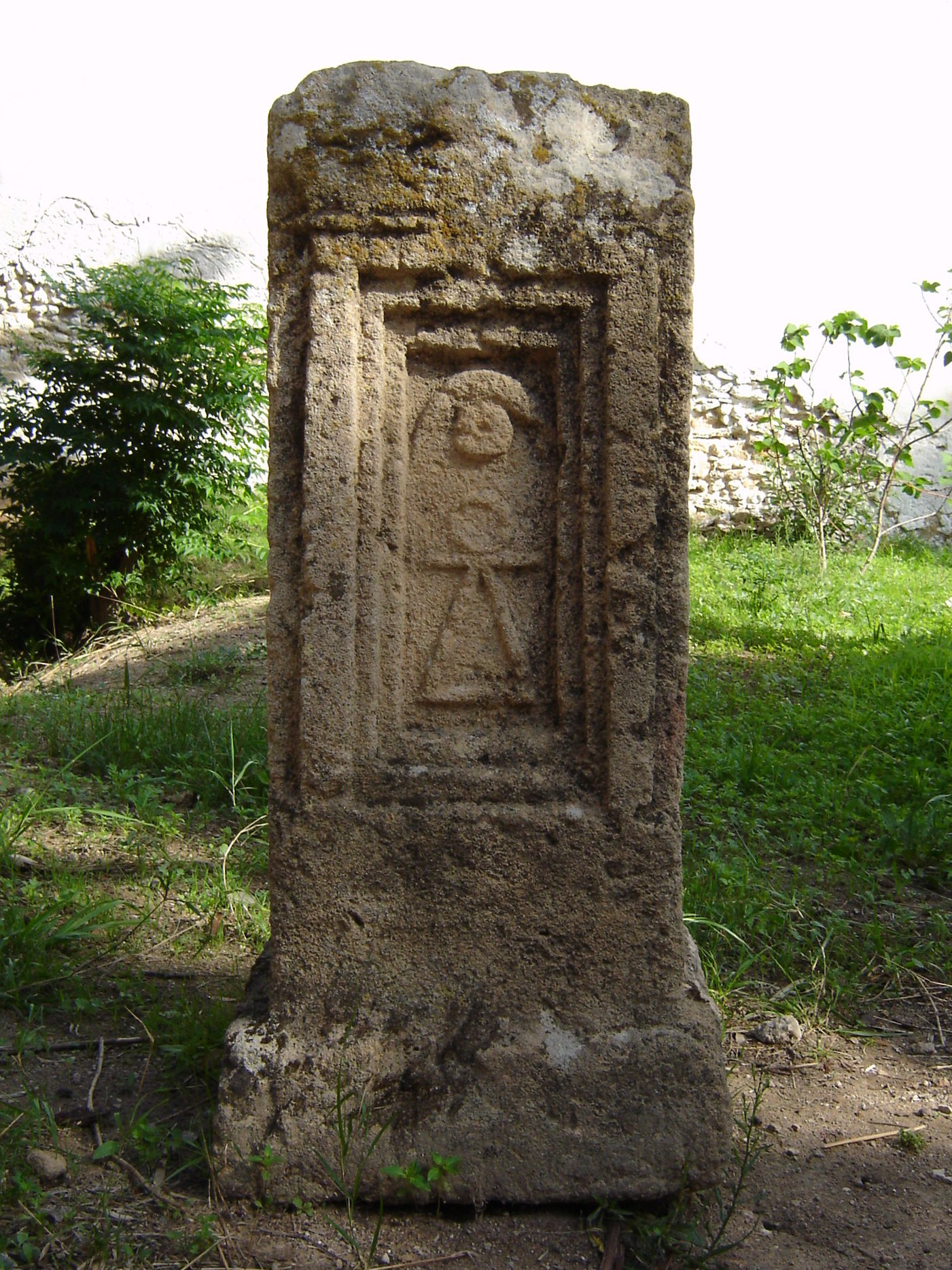
Стела, посвященная богине Танит

Попытка помочь мамертинцам в борьбе с сиракузянами привела к конфликту Карфагена со своим недавним союзником — Римом. В 264 году до н. э. между ними началась Первая Пуническая война за господство на Средиземном море и за владение Сицилией. Она длилась с переменным успехом до 241 года до н. э. Объяснялось это тем, что карфагеняне имели сильный флот и доминировали на море, но на суше их побеждала более сильная и организованная римская армия. Война складывалась для карфагенян неудачно. В 256 году до н. э. римляне даже перенесли боевые действия на африканскую территорию. Учитывая критическое положение во главе пунийского войска поставили иностранного «специалиста» — спартанца Ксантиппа. Тот с помощью нумидийской конницы и боевых слонов разгромил интервентов, а консул Марк Атилий Регул попал в плен. В 247 году до н. э. новым командующим был назначен Гамилькар по прозвищу Барка (молния). Он нанёс римлянам несколько ощутимых ударов на Сицилии, однако после поражение карфагенского флота у Эгадских островов, был фактически отрезан от метрополии и вынужден был согласиться на мир, по которому Карфаген окончательно отказывался от Сицилии и выплачивал огромную контрибуцию римлянам.
Задержки с выплатой денег наёмникам, что после завершения войны оказались без «работы», спровоцировали грандиозное восстание, во время которого к возмущённым солдатам присоединились ливийцы, нумидийцы и рабы, что сбежали от своих хозяев. На сторону повстанцев перешли и некоторые города Карфагенской державы, недовольные своим положением, — прежде всего Утика, беспорядки распространились на Сардинию и даже на Испанию. Олигархат оказался неспособен обуздать восстание. Недовольство властью способствовало подъёму демократического движения в самом Карфагене, одним из лидером которого был зять Гамилькара Барки Гасдрубал Красивый. Простонародье добилось отстранения от власти Ганнонидов и расширения прав Народного собрания, которое отныне само избирало главнокомандующего. Первым главнокомандующим «выбранный гражданами» стал Гамилькар. Сам Барка, правда, к демократам не принадлежал. Его семья была связана с торговой верхушкой города, заинтересованной в активной внешней политике, принципы которой исповедовал и сам Гамилькар.
Став во главе войска, Гамилькар последовательно и жестоко подавил восстание наёмников, восстановив власть Карфагена над африканскими территориями. Правда, Сардинию пришлось отдать Риму — за счёт невыплаченной части контрибуции. Граждане требовали «компенсации», и Барка предложил расширение карфагенских владений в Испании. Демократическая партия добилась не только организации такой экспедиции во главе с Гамилькаром, но и предоставления ему чрезвычайных полномочий на завоеванных территориях, которые древние авторы небезосновательно сравнивали с царскими. За короткий срок Гамилькар значительно расширил подконтрольную территорию и даже основал новый административный центр — Акру Левку. Однако, вскоре он погиб, и новым командующим экспедиционного корпуса был назначен «демократ» Гасдрубал. Он, правда, отдавал первенство дипломатическим методам и даже женился вторым браком на дочери одного из местных вождей. Центром его владений стал город, основанный Гасдрубалом и названный им Новым Карфагеном (сейчас Картахена). А в 226 году до н. э. полководец заключил соглашение с римлянами по итогу, которого северной границей пунийских владений признавалась река Ибер. Поговаривали, что это должно было бы обеспечить нейтралитет Рима во время демократического переворота в Карфагене. Именно для совершения такого переворота Гасдрубал вскоре и отправился на Родину. Однако быстро убедился, что сил для захвата власти у демократов мало, поэтому снова отправился в Испанию, где погиб от рук одного из местных жителей.

#### Ганнибал. Несбывшиеся надежды на перемены
Карфагенская армия в Испании провозгласила своим командующим сына Гамилькара Барки Ганнибала и правительство вынуждено было согласиться. Ганнибал сразу взял курс на прямое столкновение с Римом. Подавив мелкие восстания местных племен, он после восьмимесячной осады захватил союзный римлянам город Сагунт. В ответ римляне объявили Карфагену войну, вошедшую в историю под как Вторая Пуническая война.
Инициатива изначально целиком принадлежала Ганнибалу, который вместе с войском совершил стремительный переход из Испании в Италию, и на территории противника, при любой возможности, крушил войска Рима. Едва ли не самым громким его успехом стала победа под Каннами (216 год до н. э.). Однако на штурм Рима Ганнибал так и не решился. И римляне постепенно начали брать реванш на других театрах войны. В 212 году до н. э. они захватили на этот раз союзные карфагенянам Сиракузы, постепенно вытеснив пунийцев из Испании — последним их городом оставался Гадес, но и он капитулировал в 206 году до н. э. В 204 году до н. э. Публий Корнелий Сципион Африканский с войском десантировался в Африке и привлёк на свою сторону нумидийцев во главе с царем Массиниссой.

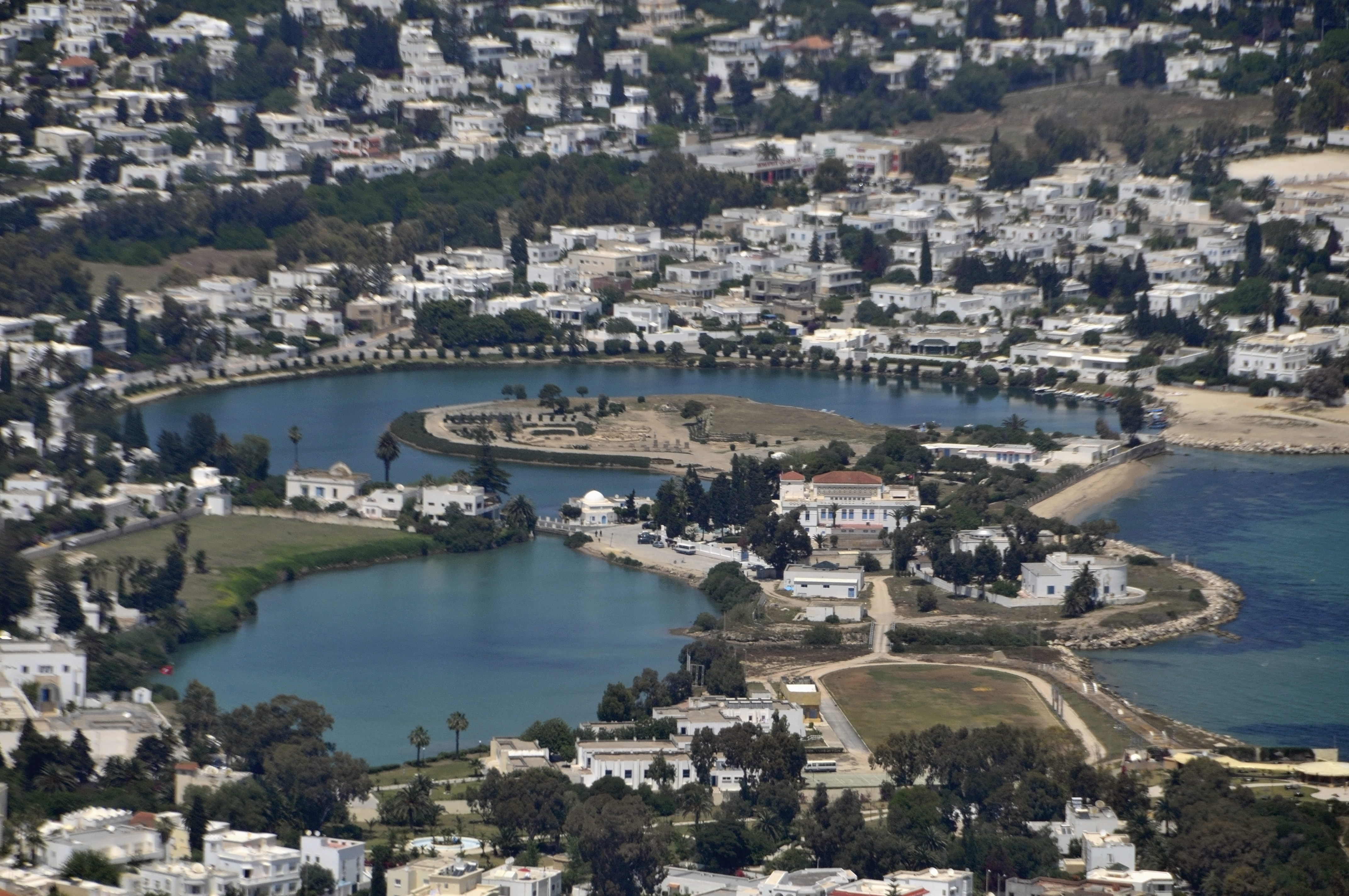
Остатки карфагенских портов

Ганнибал вынужден был покинуть Италию и вернуться на Родину, война в значительной мере была уже проиграна. В последней битве при Заме в 202 году до н. э. Ганнибал потерпел первое, но решающее поражение и сам предложил правительству заключить мир с ненавистной ему лично Римской республикой. По договору Карфаген потерял Испанию и все другие неафриканские владения, признавал независимость Нумидии — при этом без чёткого обозначения её границ, отказался от флота и права самостоятельно вести внешнюю политику да ещё и оплатил огромную контрибуцию (201 год до н. э.).
Противники Ганнибала попытались привлечь его к ответственности за поражение в войне, им же и спровоцированной, однако без особого успеха. Карфагенский простой люд был уверен, что во всём виновато олигархическое правительство, которое мешало командующему вести войну по собственному усмотрению. Ганнибал быстро превратился в кумира и предводителя демократического движения. В 196 году до н. э. он был избран суффетом и начал кардинальную перестройку политической системы Карфагена. В своих действиях он не остановился даже перед арестом одного из своих соперников, что занимал должность казначея. Через Народное собрание был проведён закон, устанавливавший ежегодные выборы Совета ста и суффетов с запретом занимать ту же должность два срока подряд. Обеспечив таким образом себе политический тыл, Ганнибал начал упорядочение государственных финансов, разоблачив методы, с помощью которых ставленники олигархии разворовывали городские средства. Это позволило Карфагену платить контрибуцию, не одалживая деньги у частных лиц и не увеличивая налоги. Но это всё вызвало большое недовольство олигархических кругов. В конце концов с помощью римлян они заставили Ганнибала оставить обязанности суффета и покинуть город.

#### Экономическое восстановление и катастрофа 146 года до нашей эры
Первая половина II века до н. э. стала эпохой политического упадка Карфагена. Но в то же время это был едва ли не самый продолжительный за несколько веков период мира. Это способствовало как восстановлению торговли, в том числе и транзитной, так и подъёму собственного сельскохозяйственного производства. Карфаген превращается в мощного экспортёра зерна и масла. Именно на это время приходится деятельность Магона, который стал автором фундаментального труда по сельскому хозяйству.
Город вернул себе роль экономического центра всего западного Средиземноморья и это вызвало беспокойство соседей. Нумидийцы, пользуясь поддержкой Рима, пытались присоединить к себе самые плодородные карфагенские земли, а когда пунийцы осмелились дать отпор, сразу вмешались римляне.
В 149 году до н. э. они объявили Карфагену войну и осадили город, так началась Третья Пуническая война (149—146 до н. э.) окончившаяся полной победой римлян. Несмотря на первоначальные серьёзные потери римского флота и восстановление Рима, находившегося на грани поражения после 15-летней оккупации и опустошении большей части Италии Ганнибалом во время Второй Пунической войны, конец этой войны привёл к уничтожению карфагенской государственности и полному разрушению города Сципионом Эмилианом. Сопротивление было героическим и длилось три года. Сбылся призыв государственного деятеля, полководца и оратора Древнего Рима Марка Порция Катона Старшего (234—149 до н. э.), который все свои речи в сенате заканчивал фразой «… я считаю, что Карфаген должен быть разрушен». Его призыв исполнился, хотя сам он и не дожил до этого времени, а фраза стала крылатой; её говорят, чтобы подчеркнуть настойчивость в каком-либо деле.
Почти полумиллионный город пунийцев был разрушен, остались только руины — пожар продолжался 17 дней. Римляне вытащили пунийские военные корабли из гавани и сожгли их перед городом, они ходили от дома к дому, захватывая и порабощая людей. Большая часть жителей города погибла во время осады и штурма, оставшихся в живых около 50 000 человек, продали в рабство, а само место, на котором был расположен город, перепахали плугом и засыпали морской солью, чтобы в этих местах никто не селился. В течение многих лет, но особенно начиная с XIX-го века, различные тексты утверждают, что после победы над Карфагеном в Третьей Пунической войне (146 году до н. э.) римский полководец Сципион Эмилиан Африканский приказал разграбить город, продать его выживших жителей в рабство, а месторасположение перепахать и засыпать солью. Однако ни в одном из античных источников подтверждения этой легенде нет, первое упоминание о ней содержится в книге английского историка Бернарда Холворда и относится к 1930 году. Обычай посыпать завоеванный город солью является ассирийским, о нём также можно прочитать в Библии в Книге Судей 9 кн., 45 стих засоление Авимелехом Сихема. Поэтому элемент соления, вероятно, является более поздним вымыслом, смоделированным по образцу библейского Сихема. Ритуал символического вспахивания земли на месте города упоминается в древних источниках, но не в связи с Карфагеном конкретно. Хотя, когда папа Бонифаций VIII разрушил Палестрину в 1299 году, он издал буллу, где было сказано, чтобы она была вспахана «по старому примеру Карфагена в Африке», а затем также засолена. «Я провёл по ней плугом, как по древнему Карфагену в Африке, и посеял на ней соль…».
Но в дальнейшем римляне пожалели о содеянном, сочтя, что достаточно было уничтожить армию противника. Они вновь заселили Карфаген и превратили его в главный город Римской Африки.
После падения Карфагена Рим аннексировал большинство карфагенских колоний, включая другие североафриканские города, такие как Волюбилис, Ликсус, Шелла.

### Ранний римский период

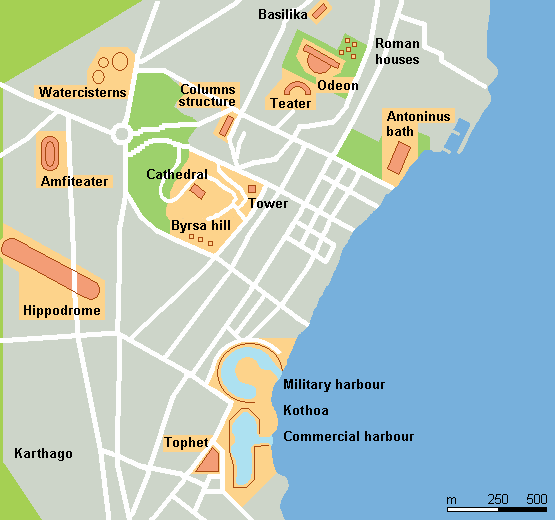
Римский Карфаген, центр города

Когда Карфаген пал, его ближайший соперник Утика, римский союзник, стал столицей региона и заменил Карфаген в качестве ведущего центра пунической торговли и руководства. Он имел выгодное положение, располагаясь на выходе из реки Меджерда, единственной реки Туниса, которая текла круглый год. Однако выращивание зерна в тунисских горах привело к тому, что большое количество ила выветрилось в реку. Этот ил накапливался в гавани до тех пор, пока она не стала бесполезной и Рим был вынужден восстановить Карфаген.
B 122 году до н. э. в Риме путем плебисцита был принят так называемый «закон Рубрия» (по имени одного из народных трибунов), который предусматривал основание на месте Карфагена римской колонии Юнония (Плутарх приводит и греческий аналог — Гераполь («Город Геры»)), по латинскому наименованию пунической богини Танит, Iuno Caelestis. Основание колонии поручили триумвирату в составе Гая Гракха (которого называли настоящим инициатором колонизации), Марка Флакка и Гая Карбона. Запись колонистов вели не только в Риме, но и в целом Италии, и вообще в списки внесли 6000 человек. Целью колонизации было получение пахотных земель для обедневших крестьян. Основание нового города сопровождалось неблагоприятными знамениями — рассказывали, что волки (или гиены) украли межевые знаки, однако дело всё-таки доведенo было до конца. Заселение продолжалось и после гибели Гракха в 121 году до н. э., но в конце — по настоянию его противников из числа сенаторов — был принят другой закон (в том же году, или в 119 году до н. э. — источники смутные), который лишил Юнонию статуса колонии. Это лишило стимулов для переселения в Африку новых колонистов, однако большинство из тех, кто уже переселился и получил землю на новом месте, осталась жить на территории Карфагена.

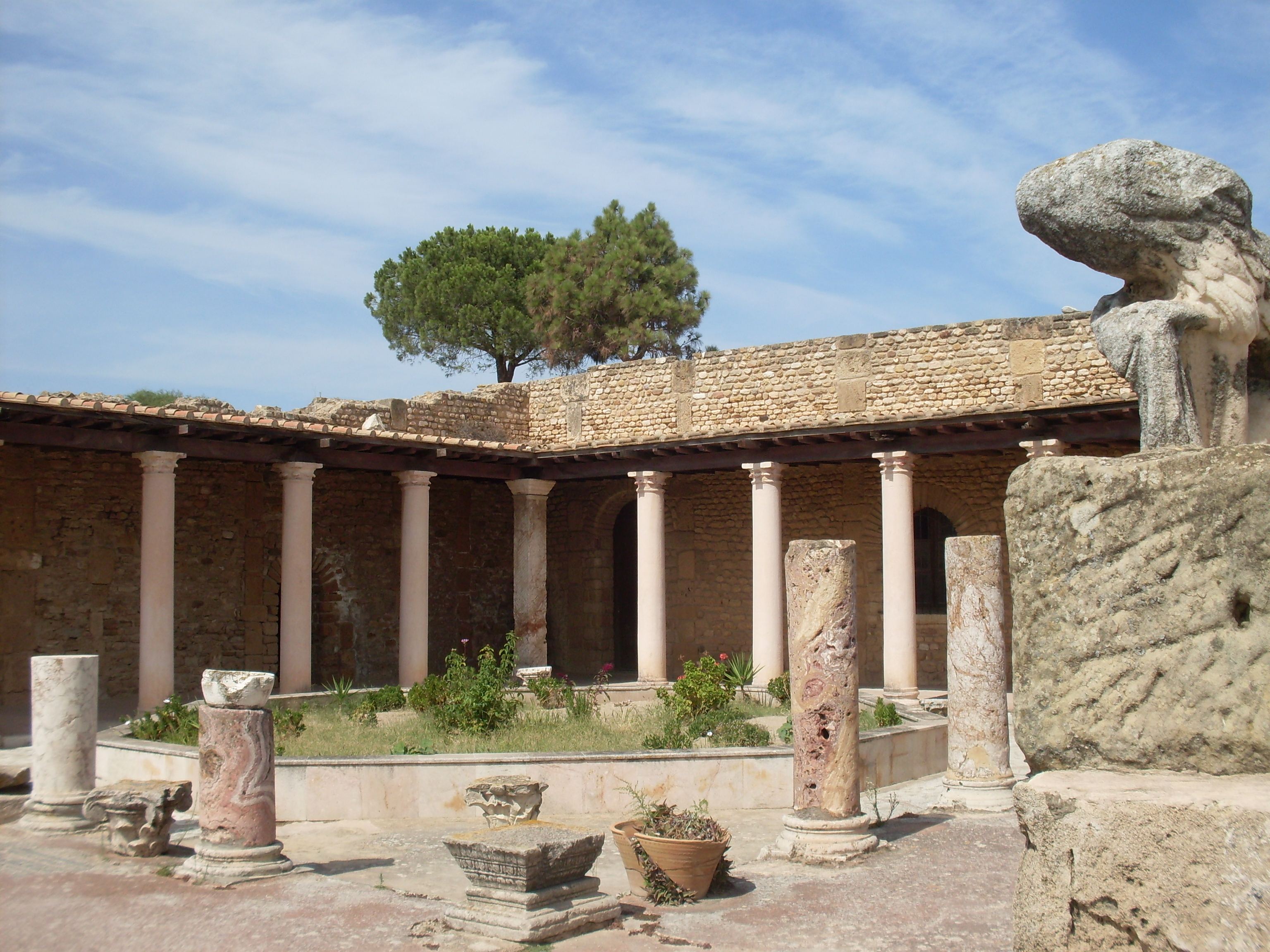
Внутренний двор римской виллы, откопанной на территории Карфагена.

K попыткe организованной колонизации римляне вернулись только в 46 году до н. э. На этот раз инициатором был Гай Юлий Цезарь, которому были нужны земли для расселения многочисленных ветеранов. Ссылаясь на вещий сон, который он якобы увидел во время посещения руин города, Цезарь решил основать колонию под названием Юлия Карфагенская (лат. Colonia Julia Carthago). Однако при жизни диктатора проект осуществить не успели. Выполнить волю своего названного отца взялся Октавиан Август. Однако заселять колонию, учитывая неудачную попытку 122 года до н. э., согласились не более 3 тысяч римлян, поэтому большинство населения нового города составили именно местное население — преимущественно пунийцы.
В отличие от Гракха, Август строил новый город прямо на месте пунического. Верхушку Бирсы срыли и холм стал просторнее. По плану Юлия Карфагенская была типичным римским поселением — с кардо, декуманус и «квадратными» кварталами. Колонию украсили многочисленные храмы, посвященные римским и романизированным пуническим богам. Танит, скажем, была отождествлена с Юноной, Баал — с Сатурном, Мелькарт — с Геркулесом. Сводные были также термы, театр, цирк (где могло вместиться 60 000 человек), также имелся 132-километровый акведук.

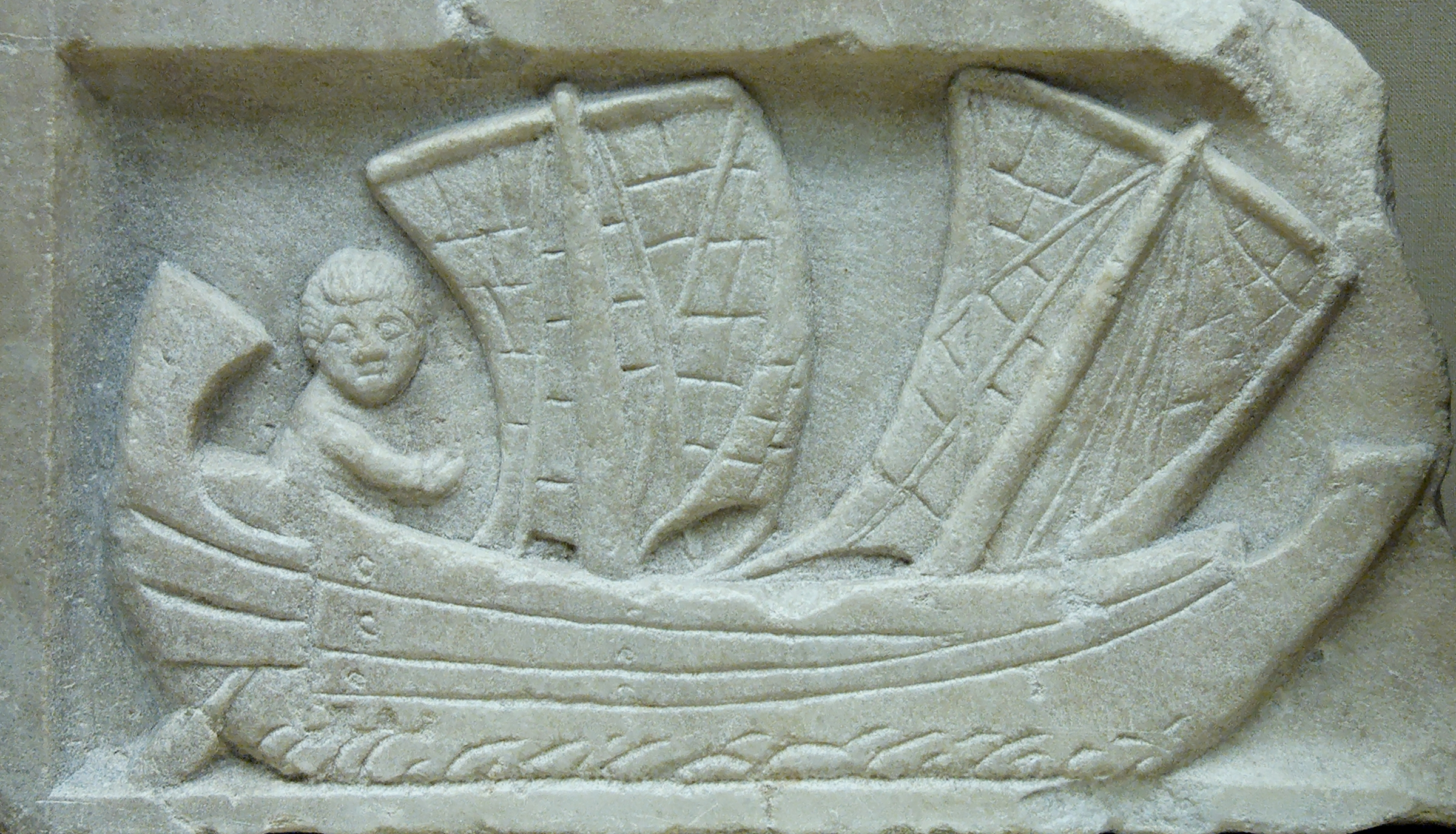
Корабль. Мраморный рельеф, найденный в Карфагене.

Однако новое название не смогло прижиться и было вытеснено прежним и коротким наименованием — Карфаген, город обрёл новую жизнь под властью Рима. Благодаря удобному расположению на торговых путях город вскоре снова разросся и стал столицей римской провинции Африки, включавшей земли нынешнего северного Туниса, вытеснив Утику. Провинция Африка занимала нынешний Тунис и прибрежную зонy Ливии, а в будущем онa даст своё имя всему континенту. Эта провинция стала одной из самых важных в империи по производству зерновых. Её большой порт был жизненно важен для экспорта африканской пшеницы в Рим.
В своём великолепии во времена правления Рима, город имел население более 500 000 жителей, став вторым по величине городом империи. Среди его величественных зданий выделялись цирк, театр, амфитеатр, акведук и, прежде всего, термы Антония (лат. thermae Antonius), которые были самыми большими после римских, находились в привилегированном месте рядом с морем и чьи остатки всё ещё сохранились. У него была большая и сложная канализационная сеть, способная обеспечивать водой весь город.

#### Распространение христианства

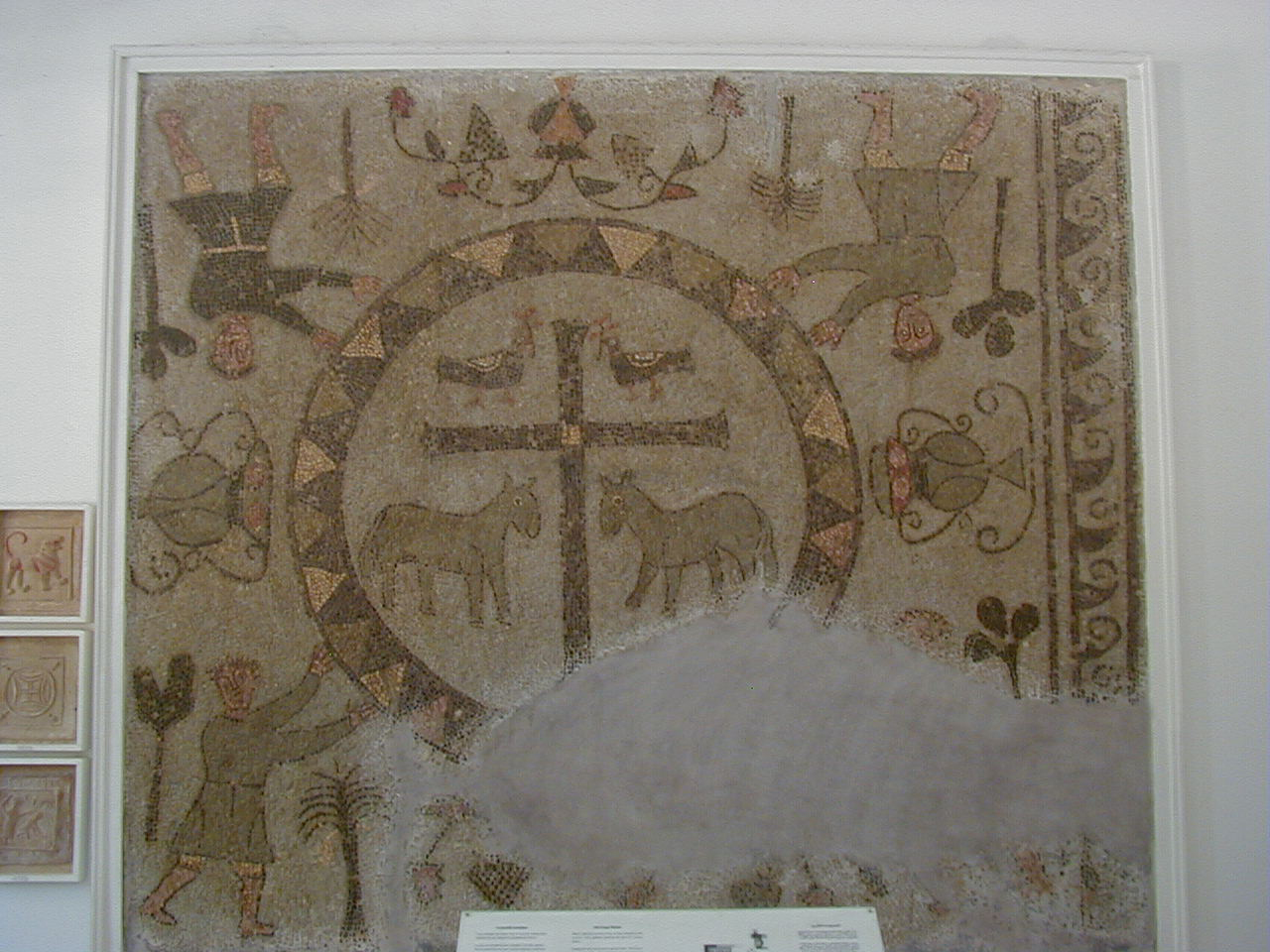
Древнеримская мозаика с изображением креста (Национальный музей Карфагена)

С I века в Карфагене распространяется христианство. Первым местным епископом стал Епенет — апостол из семидесяти. Некоторое время новое вероучение находилось в тени иудаизма, на городских кладбищах христиан даже хоронили рядом с иудеями. Но к концу II века христиане превратились в самостоятельную и достаточно влиятельную силу, которая имела собственные сооружения и кладбища, систему взаимопомощи и поддержки малоимущих, немало действующих представителей местной власти им симпатизировало. Римская администрация была этим крайне недовольна и против христиан начались сильные гонения — казнь первых мучеников за веру в Карфагене датирована 180 годом.

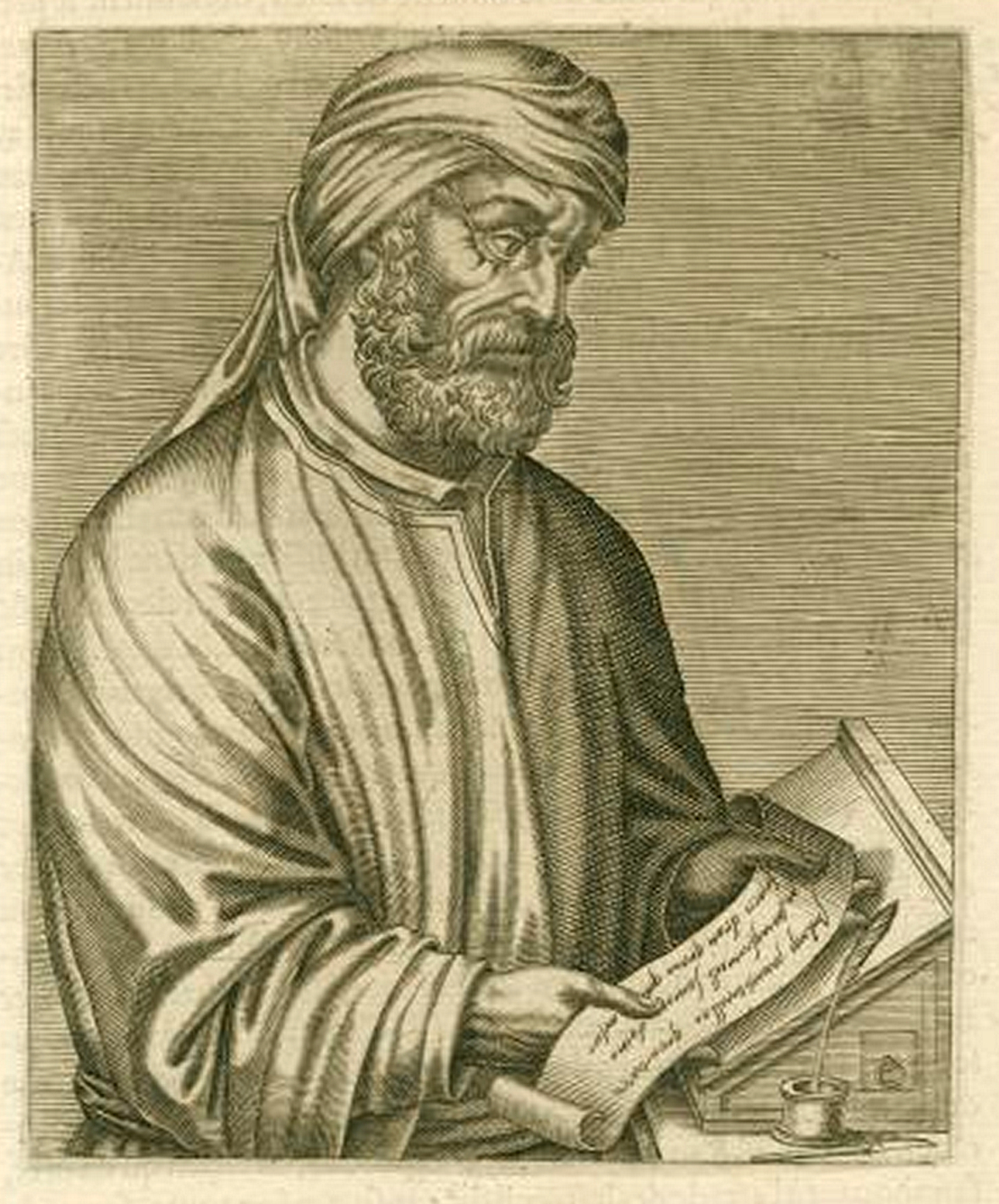
Квинт Тертулиан

Правда гонения на новое вероучение не остановили его распространение и уже в конце столетия, по словам самих христиан, их среди горожан было уже больше половины. Карфаген стал одним из центров раннего христианства (см. Карфагенская церковь). Духовным лидером общины стал Квинт Тертуллиан, сын центуриона, блестящий юрист и оратор. Именно благодаря трудам этого «отца церкви» латынь стала официальным языком западного христианства. Карфаген превращается в центр одной из двух самых влиятельных теологических школ, сторонники которой стремились к мистическому, интуитивно-экстатическому познанию истины. На первом соборе, из ряда нескольких произошедших несколько лет спустя и довольно плохо освящённых, в Карфагене присутствовало не менее 70 епископов.
Новая волна репрессий ждала христиан в правление Септимия Севера, который по иронии судьбы сам имел африканское происхождение. Жертвами преследований стали тысячи христиан, самыми известными из которых были Святые Фелицитата и Перпетуя.

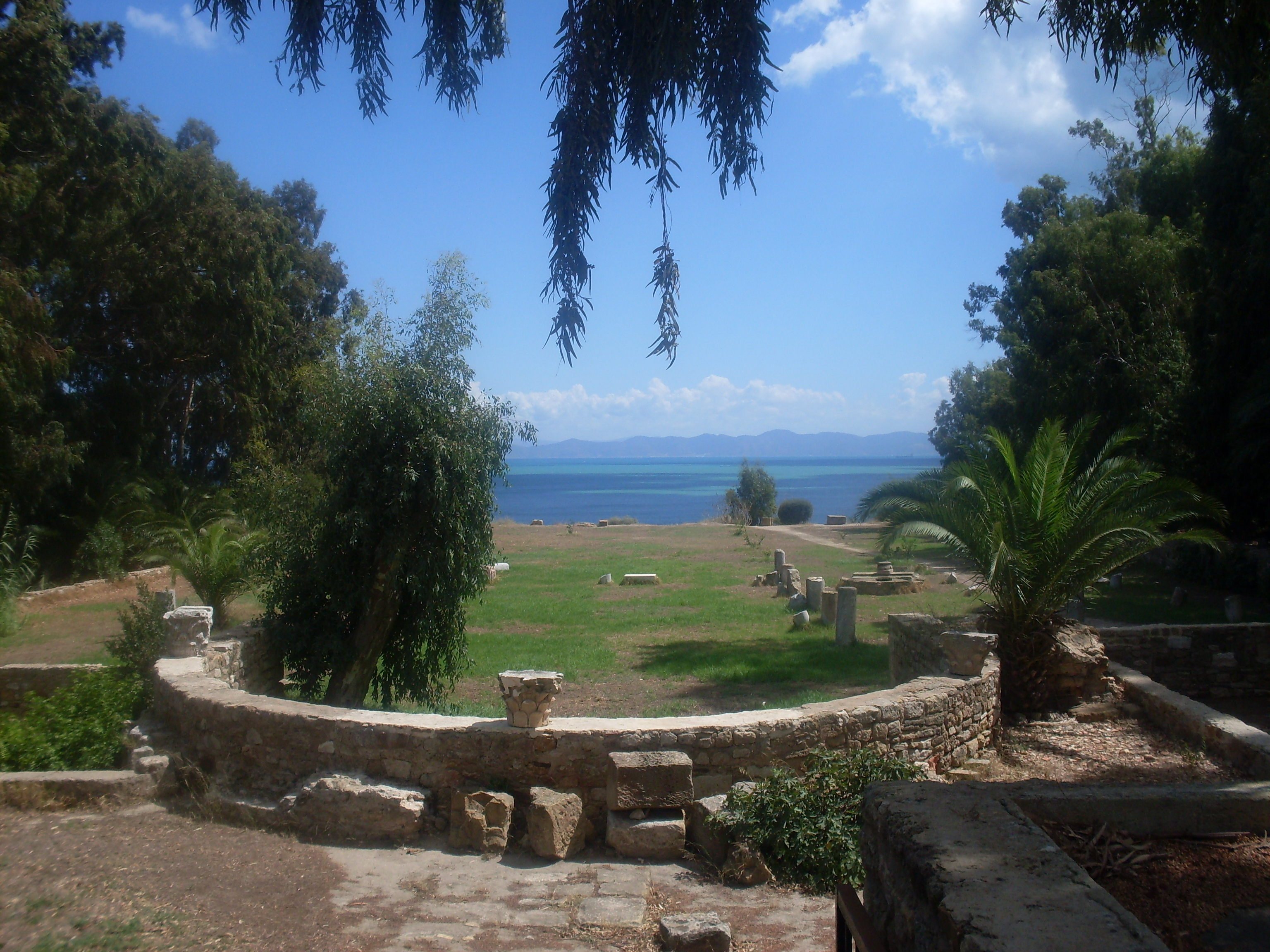
Руины базилики Святого Киприана

В III веке Карфагенскую церковь возглавил Киприан Карфагенский. Он происходил из местной аристократической семьи, получил хорошее образование и долгое время преподавал философию и риторику в Карфагенской школе и одновременно защищал сограждан в судах. Став христианином, он уже через два года был рукоположён в сан епископа. После гонений христиан в эпоху императора Деция Траяна, во время которых многие верующие вынуждены были на словах отказаться от христианства, Киприан на соборе в Карфагене добился признания за церковью права отпускать смертные грехи (с отступничеством включительно). Со временем взгляды Киприана по этому вопросу стали общепринятыми.
В 257—258 годах христиане пережили новую волну репрессий. Киприана сначала выслали, а в следующем году вызвали назад в Карфаген, судили и казнили.
После признания христианства императором Константином, община выходит из подполья. Постепенно христианизируется образование. В карфагенской риторической школе, в частности, получил образование Аврелий Августин, один из величайших христианских теологов, который объединил учение церкви с классической греческой философией. Он активно боролся против донатистской ереси, которая быстро распространилась среди местного населения.
На карфагенском соборе 397 года был утверждён библейский канон для христианской церкви. Постепенно, когда христианство стало государственной религией, а количество христиан в империи резко возросло, христиане в Карфагене начали проводить преследования против язычников, во время которых языческие храмы, в частности знаменитый храм Юноны Целести в Карфагене, были разрушены. Выдающимися богословами Карфагенской церкви стали священномученик Киприан Карфагенский, Святой Преподобный Максим Исповедник и блаженный Августин Гиппонский.
В конце IV века Римская империя распалась на западную и восточную, Карфаген отошёл к первой.
Несмотря на быстрое распространение латыни, пунический язык оставался главным в ежедневном общении. В то же время местные жители были вовлечены в политическую и культурную жизнь империи. Из Африки происходил Марк Корнелий Фронтон, наставник Марка Аврелия. В Карфагене учился Апулей, достигший такой популярности, что памятники ему устанавливали ещё при жизни.

#### Закат империи и мятежи

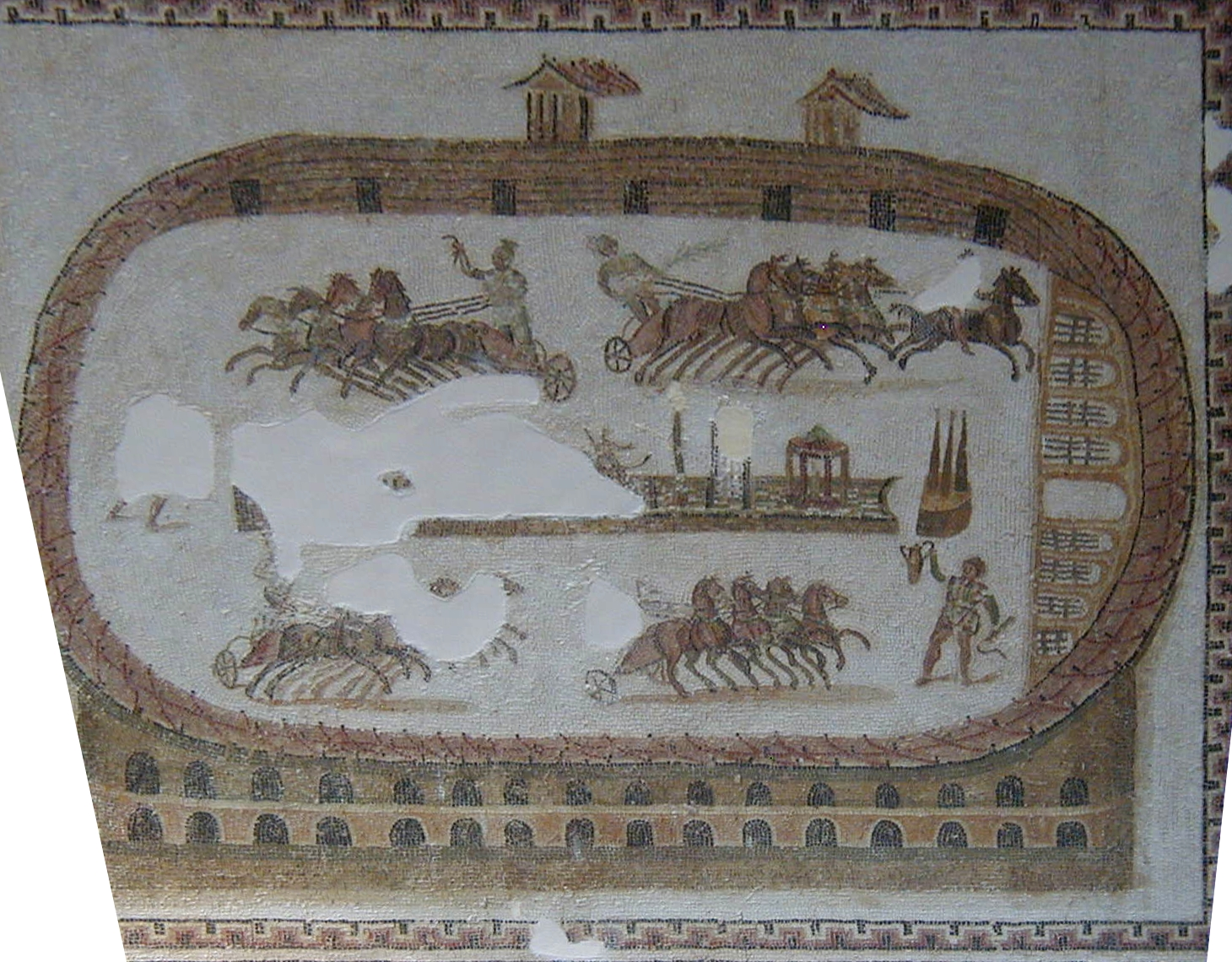
Цирк Карфагена. Древнеримская мозаика (Музей Бардо)

В первой половине IV века Карфаген активно развивается, а с переносом столицы в Константинополь и упадком Рима, он превращается в крупнейший город западной части империи. Длина его стен достигала 32 километров. И если Мегара была населена не очень плотно, то кварталы у Бирсы были застроены инсулами, потому как места для всех желающих не хватало. Настоящей гордостью города была улица под названием Небесный путь, театр и храм Мнемосины.

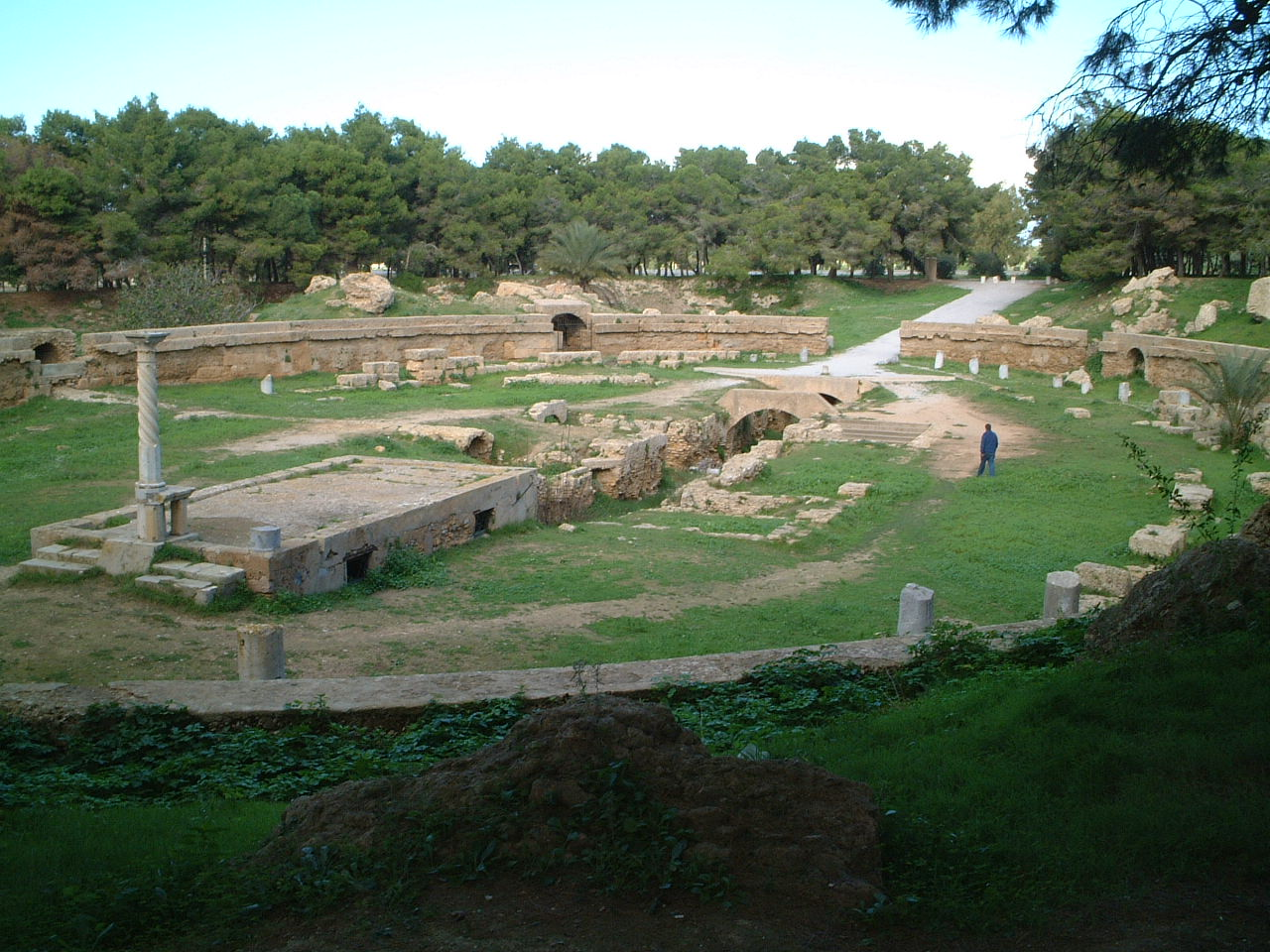
Руины карфагенского амфитеатра.

В эпоху ослабления империи, социальных волнений и подъёма сепаратистских движений берберских племён Карфаген оставался прочной опорой власти, которая использовала город как базу для карательных экспедиций в Нумидии и Бизацене. Впоследствии, однако, сепаратистские наклонности начали обнаруживать и сами римские наместники — комиты Африки. Первым на этот путь стал Гильдон. Он, правда, не был ни пунийцем ни римлянином, а был бербером. К тому же братом знаменитого Фирма, восстание которого подавлял будущий император Феодосий I Великий. Гильдон поддержал Феодосия и за это в 386 году был назначен комитом Африки.

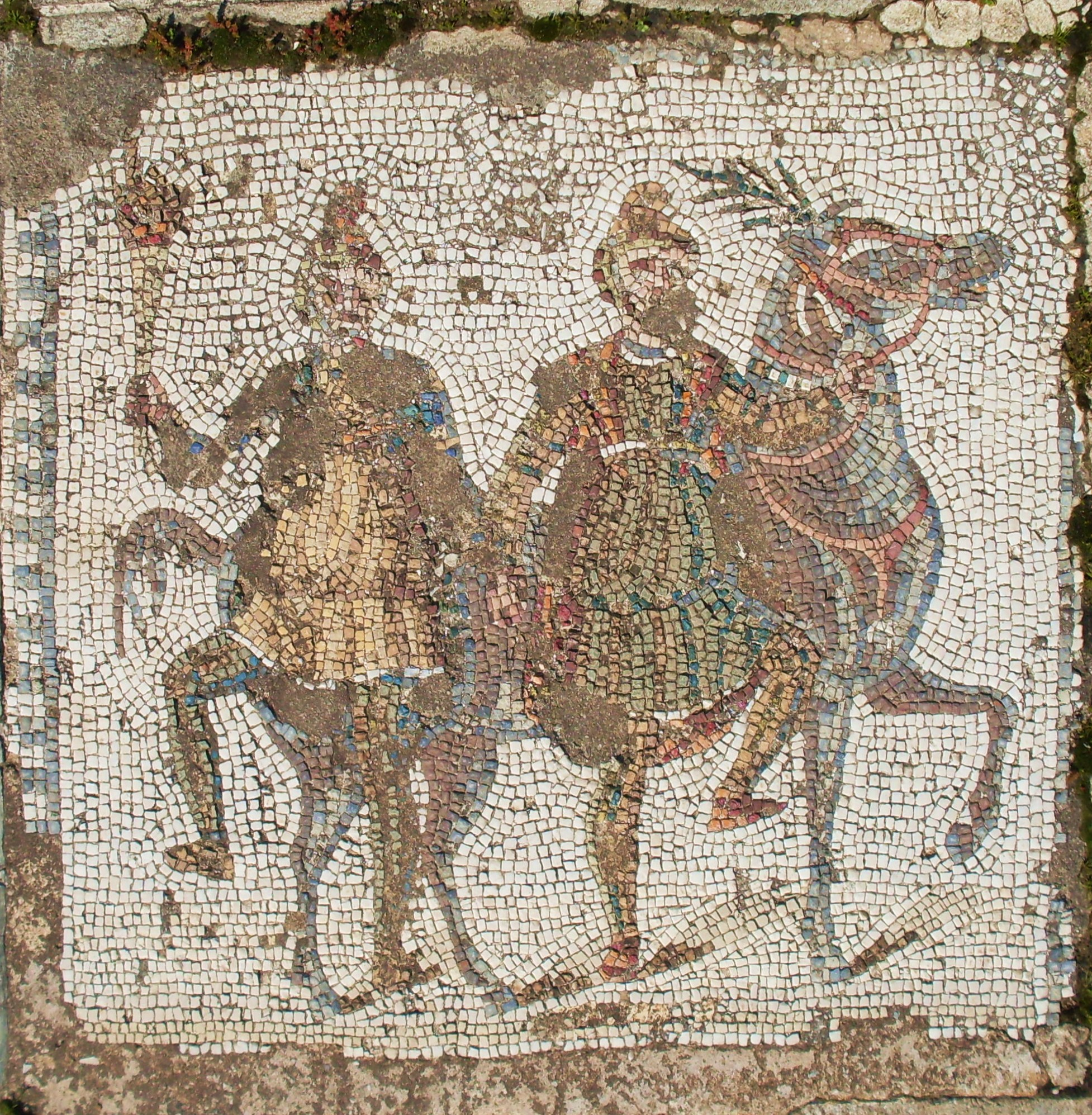
Всадники. Мозаика, найденная в Карфагене.

Однако лояльность империи Гильдон сохранял недолго, быстро начал вести себя как самостоятельный властитель и в конце концов отказался платить налоги. Воспользовавшись конфликтом между Равенной и Константинополем Гильдон объявил о своём подчинении восточному императору Аркадию, что придало его действиям определенную легитимность. Против мятежника были направлены шесть легионов, выведенных для этого из Галлии, во главе которых Стилихон поставил младшего брата Гильдона (и Фирма) — Масцезеля. Тот без помех высадился в Африке и занял Карфаген. Гильдон отступил в Нумидию и вскоре погиб. Остерегаясь теперь Масцезеля, Стилихон вызвал его к Медиолану, где коварно убил. Комитом Африки стал Батанарих, муж сестры Стилихона.

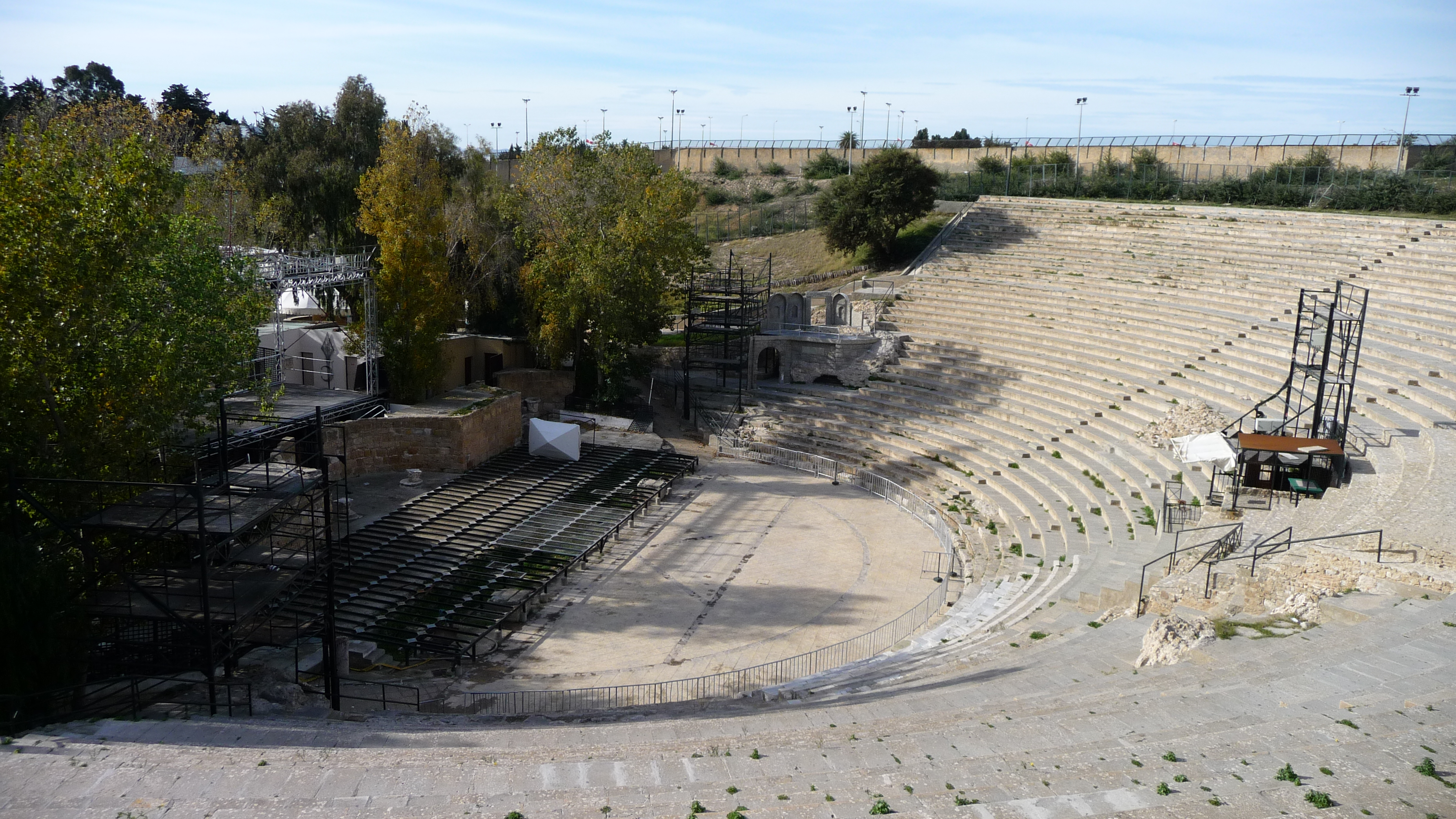
Карфагенский театр

Стилихон, однако, вскоре был убит по приказу императора Гонория, убили и Батанариха. А на его место назначили убийцу Стилихона Гераклиана. Впрочем, и тот очень быстро оценил преимущества единоличного управления богатой провинцией, тоже отказался платить налоги в имперскую казну — якобы до тех пор, пока федератов-германцев не выгонят с территории империи. Гонорий попытался натравить на Карфаген Алариха, но это лишь подогрело амбиции Гераклиана. В 413 году он провозгласил себя императором и отплыл с флотом в Италию, правда, в битве при Отриколе Гераклиан был разгромлен. Римляне снова высадились в Карфагене, захватили и казнили мятежного комита — прямо в храме Мнемосины.
В 422 году комитом Африки стал Бонифаций. Через год Гонорий умер и Бонифаций превратился в самостоятельного властителя. В 425 году он окончательно отказался подчиняться Равенне, в 427 году с помощью наёмников-готов отбил нападение имперских войск, а в следующем году обратился за помощью к вандалам, что в это время жили в Испании, — по сути спровоцировав их вторжение в Африку.
Бонифаций всё же примирился с имперским правительством, однако вандалы уже не соглашались вернуться назад. Война с вчерашними союзниками завершилась миром, вандалы на словах отказались от посягательств на Карфаген, а Бонифация отозвали в Италию.

### Столица королевства вандалов

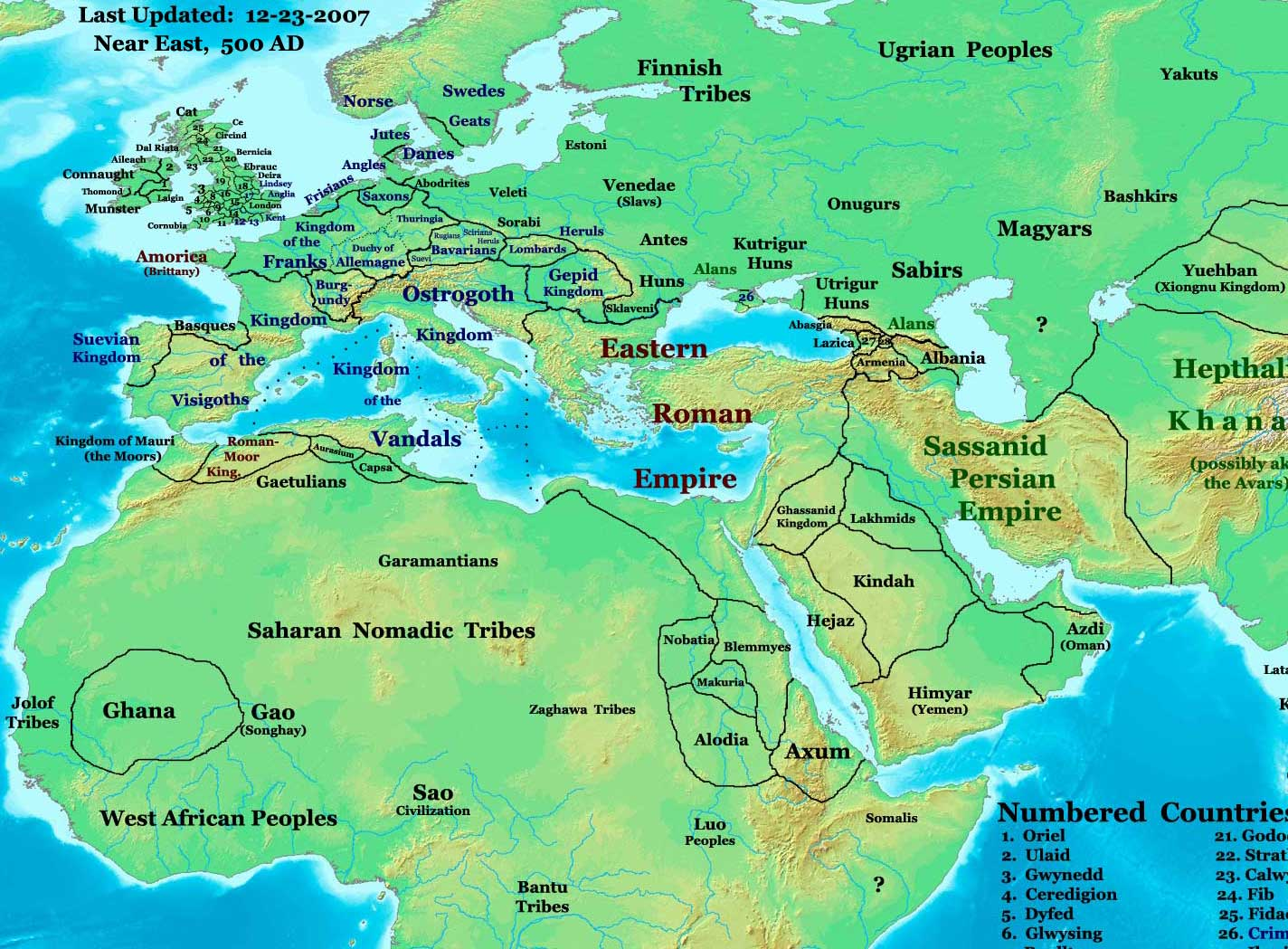
Королевство вандалов и аланов в 500 году со столицей в Карфагене

Во время Великого переселения народов и смуты в Западной Римской империи Северная Африка была захвачена вандалами и аланами, которые сделали Карфаген столицей своего государства. Недовольство местного населения управлением тамошних чиновников, провальная налоговая политика, их отказ подчиняться имперскому центру, мятежи, донатитская ересь, предположительно, являются решающими факторами, благодаря которым Карфаген и другие города были захвачены в V веке Гейзерихом, королём вандалов, который победил римского полководца Бонифация.
19 октября 439 года, воспользовавшись тем, что большинство жителей города было в театре, Гейзерих неожиданным ударом овладел Карфагеном, превратив его в столицу своего королевства. Захваченный врасплох «хлебный флот» был переоснащён и превратился в мощную военную флотилию, с того времени наводившую ужас на всё западное Средиземноморье. Ариане по вероисповеданию, вандалы начали своё обустройство в городе с разрушения оставшихся языческих святилищ. Статуи богов были скинуты с постаментов и разбиты. Имущество богатых карфагенян было конфисковано в пользу королевской казны и многие из крупных владельцев поспешили переселиться в Константинополь. Виктор Витенский в Historia Persecutionis Africanae Provincia пишет, что вандалы во время своего завоевания разрушили часть Карфагена, включая различные здания и церкви.
Однако вскоре уже сам Гейзерих начал развитие своей новой столицы. Был возведён королевский дворец, в котором были как помещение для торжественных приёмов, так и казематы, служившие тюрьмой. В 455 году вандалы разграбили Рим и вывезли в Карфаген не только скульптуры и целые архитектурные элементы, но и тысячи ремесленников, которые должны были помочь превратить бывший римский провинциальный город в настоящую столицу, которой должны были завидовать и Равенна, и Константинополь. Гейзерих, так же как и донатисты, считался еретиком, арианином, ариане презирали никейских христиан и устраивали от случая к случаю гонения на них. Вандалы были арианами и стремились утвердить арианство. Тогда для Карфагенской церкви началась эпоха преследований, доселе неизвестных. Церкви, оставшиеся после вторжения, были либо переданы арианам, либо изъяты у никеян и закрыты для общественных богослужений. После вмешательства императора Зенона и заключения мирного договора с Гейзерихом наступило временное затишье. Церкви были открыты, и никеянам было разрешено выбрать архиепископа в 476 году, но смерть Гейзериха и указ Хунериха в 484 году усугубили ситуацию. Современник тех событий писатель Виктор Витенский рассказал нам всё, что мы знаем об этой долгой истории преследований со стороны вандалов. В таком опасном положении находились многие африканские христиане, происходило повсемесное насилие там, где вандалы непосредственно проживали с афро-римлянами, «мужчины и женщины… подвергались ряду пыток, включая скальпирование, принудительный труд и казнь мечом и огнём».

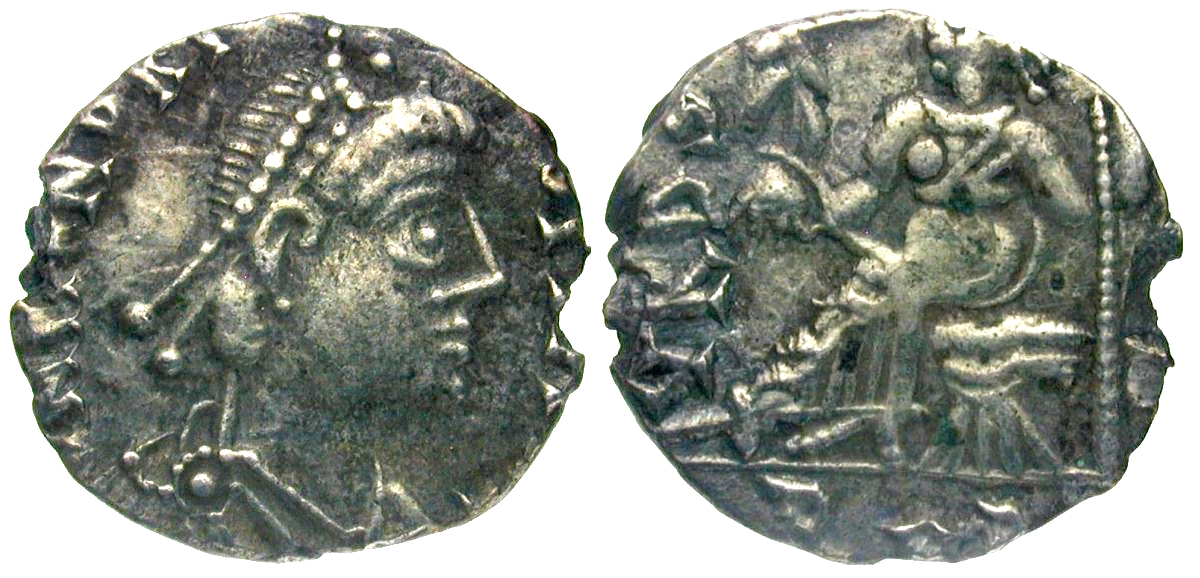
Монета короля Гейзериха, отчеканена в Карфагене

В 468 году армия восточной империи попыталась отвоевать Африку. Их флот одержал победу над вандальским у мыса Меркурия и подошёл к Карфагену. Когда армия восточной империи высадилась в Африке примерно в 60 км от Карфагена, Гейзерих вступил в переговоры, попросив 5 дней для принятия мирных предложений. В это время он подготовил корабли и, используя попутный ветер, атаковал ночью скученный в гавани византийский флот брандерами. Разгром римлян довершило нападение флота вандалов под командованием Гензона, сына Гейзериха. Император поспешил отозвать экспедиционный корпус, и в 474 году Константинополь окончательно признал независимость Африканского королевства.
Наследники Гейзериха пытались сблизиться с римско-пунийской верхушкой. Король Гунтамунд прекратил преследование никейских христиан, позволил открыть им свои церкви и вернул из ссылки клириков. При его дворе жил и работал поэт Блоссий Драконций, была создана знаменитая «Латинская антология», в Карфагене работали риторические школы. У короля Тразамунда в городе сформировалась целая плеяда римских поэтов, к которой, в частности, принадлежали Люксорий, Коронат и Флавий Феликс, наделённые монархом сенаторскими званиями. Тразамунд возобновил и масштабное строительство, возводя новые термы, библиотеки и школы.
Восстанавливаются и приобретают новое развитие торговые связи Карфагена с Италией и другими регионами Средиземного моря. В городе существовал целый район, населённый иностранными негоциантами. Короли взяли под патронат карфагенское купечество и даже защищали его интересы в переговорах с Константинополем.
Тразамунд положил конец политике веротерпимости своего покойного брата Гунтамунда, когда взошёл на трон в 496 году. Он вновь ввёл «жёсткие меры против никейской церковной иерархии», но «работал над поддержанием позитивных отношений с афро-римской светской элитой», его намерение состояло в том, чтобы разделить лояльность двух этих групп, однако ничего из этого не вышло. Исидор Севильский давал следующую оценку деятельности Тразамунда: «Полный арианской ярости, он преследовал католиков, закрывал их церкви, выслал изо всей африканской католической церкви 120 епископов на Сардинию в ссылку».
В правление Хильдериха королевство сильно сблизилось с империей, а также прекратило гонения на никейских христиан и даже согласилось на косвенное признание своей вассальной зависимости от Константинополя. Это вызвало сопротивление вандальской знати, устранившей Хильдериха и отдавшей престол Гелимеру. Ещё до официального вступления на престол Хильдерих вернул никейских епископов из ссылки и предписал заместить пустующие кафедры в епархиях. Это уилило недовольство вандальской знати и в итоге привело к государственному перевороту, который стал поводом для римской интервенции. Государство вандалов просуществовало до 534 года, когда полководцы восточноримского императора Юстиниана I вернули африканские земли империи. На протяжении всей своей истории королевство вандалов вело постоянные войны с берберами, которые либо восставали, либо устраивали набеги на земли королевства, в итоге это стало одной из главных причин ослабления королевства, армии которого несли колоссальные потери в битвах с берберами и восполнялись крайне трудно ввиду малочисленности вандалов по отношению к местному населению, которое относилось к ним крайне враждебно из-за, в свою очередь, плохого отношения к ним вандалов.

### Поздний римский период

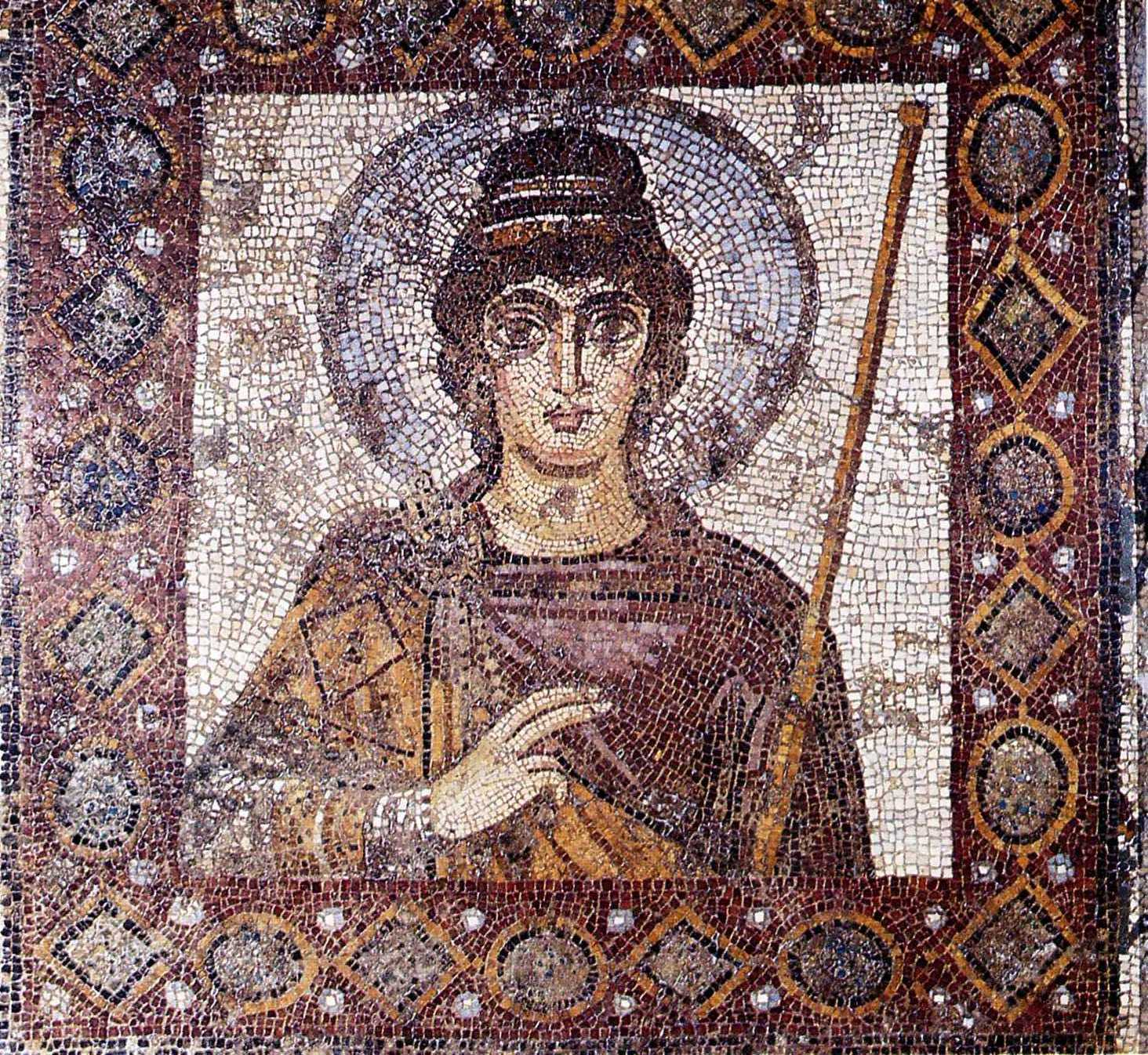
Мозаика Карфагенская дама, один из главных сохранившихся кусочков византийского искусства в современном Тунисе

После двух неудачных попыток вернуть город в V веке, империя наконец отвоевала город у вандалов в результате войны 533—534 годов. В 534 году Велизарий окончательно разгромил войска вандалов. Победившему Велизарию достаточно было лишь показать себя, чтобы отвоевать большую часть побережья и подчинить города императору Юстиниану, города и крепости не оказывали сильного сопротивления, а большинство приветствовали своих освободителей от вандальского гнёта. В воскресенье, 15 октября 533 года, римский полководец Велизарий в сопровождении своей жены Антонины торжественно въехал в Карфаген, избавив город от резни и грабежа, если бы город брали штурмом. В следующем 534 году в Карфагене состоялся церковный Собор, на котором присутствовали 220 епископов, представляющих все Церкви. Он издал эдикт, запрещающий публичное совершение арианского культа. С гонениями на никейских христиан было покончено и наступил период относительного мира и спокойствия, арианство же было окончательно ликвидировано. Однако на отвоёванных территориях начались сильные волнения и восстания берберов проживавших в регионе, они были усмирены лишь в 546 году.
Карфаген был преобразован Юстинианом в центр «преторианской префектуры Африка», в состав которой входило сначала шесть африканских провинций, а впоследствии — ещё одна испанская. Однако такая форма управления удаленными от столицы территориями была слишком громоздкой, и уже Маврикий создал в 590 году Карфагенский, или Африканский экзархат, в котором вся власть — и военная, и административная была объединена в руках наместника — экзарха. Bо время правления императора Маврикия было создано два экзархата, Африканский экзархат и Равеннский экзархат на итальянском полуострове. Эти два экзархата были единственными западными оплотами Римской империи, всем, что осталось от её власти там на территориях некогда существовавшей Западной Римской империи.
Первым экзархом, назначенным Маврикием, стал Геннадий зарекомендовавший себя победами над берберами. Его преемник Ираклий чувствовал себя настолько уверенно и самостоятельно, что после государственного переворота в Константинополе и утверждения у власти Фоки фактически стал во главе оппозиции, отказался платить налоги, а потом вооружил и оснастил армию повстанцев поставив во главе своего сына — будущего императора Ираклия. Тот, в свою очередь, рассматривал Африку как крепкий тыл, и, когда в 617 году персы подступили к Константинополю, даже думал перенести столицу империи в Карфаген. Правда эти планы так и не были осуществлены.
Около 642 года Святой Максим Исповедник перешёл в монастырь близ Карфагена, где начал изучать христологию Григория Нисского и Псевдо-Дионисия Ареопагита. Там же, в Карфагене, Максим начал свою карьеру как богослов и аскетический писатель. Максим был высоко оценён местным населением и духовенством как человек святой жизни. Он проповедовал христианство в Карфагене и его окрестностях около 5 лет и боролся против ереси монофелитов. Некоторое время епископ Карфагена носил почётный титул Патриарха.
Столицей Карфаген вновь стал в 647 году. Экзарх Григорий (племянник Ираклия) провозгласил себя самостоятельным правителем — императором Африки. Однако новообразованной «империи» уже угрожал новый сильный враг — арабы. Против их передового отряда выступил сам Григорий, но под стенами Суфетулы потерпел сокрушительное поражение и погиб.

### Мусульманский период и окончательное падение
Омейядский халифат под предводительством Абд аль-Малика ибн Марвана в 686 году послал войско во главе с Зухайром ибн Кайсом, который одержал победу над римлянами и берберами во главе с царём Кусаилой из царства Альтава на равнине Кайруан, но он не смог воспользоваться плодами своей победы. В 695 году Хассан ибн ан-Нуман захватил Карфаген и продвинулся в Атласские горы. Императорский флот прибыл и отбил Карфаген, но в 698 году Хассан ибн ан-Нуман вернулся и победил императора Тиберия III в битве при Карфагене в 698 году. Имперские войска массово эвакуировались с территории всей римской Африки, кроме Сеуты. Опасаясь, что римская армия сможет отвоевать город, арабы решили основать свою штаб-квартиру где-нибудь в другом месте вместо уязвимого с моря Карфагена, сам же город они подвергли серьёзному разрушению. Следуя политике выжженной земли, стены города были разрушены, водоснабжение из акведуков перекрыто, сельскохозяйственные угодья разорены, гавани и верфи были приведены в негодность. Столицей своих новых владений, теперь именовавшихся «Ифрикия», арабы сделали основанный ими в 670 году город Кайруан.
В отличие от предыдущих завоевателей, арабы не были удовлетворены тем, что просто занимали прибрежные районы, но также намеревались завоевать внутренние районы. После некоторого сопротивления большинство берберов обратилось в ислам, в основном, присоединившись к арабским силам. В построенных рибатах были открыты религиозные школы. Однако в то же время многие берберы присоединились к деноминации хариджитов, провозгласившей равенство всех мусульман независимо от их расы или социального класса. Сегодняшний Тунис оставался провинцией Омейядов до 750 года. Между 767 и 776 годами вся территория Туниса находилась под властью берберских хариджитов под командованием Абу Курры, которым позже пришлось отступить в своё королевство Тлемсен.
Несмотря на то, что город был сильно разорён и разрушен мусульманскими завоевателями, из археологических свидетельств видно, что он продолжал существовать и оставался, до определённого периода, важным экономическим, религиозным и культурным центром. Окрестности Бьерди-Джедида продолжали быть занятыми. Термы Антония продолжали функционировать и в арабский период, историк Абу Убайд аль-Бакри утверждал, что они всё ещё находятся в хорошем состоянии. В городе также находились различные производства по изготовлению тех или иных товаров. Трудно определить, к какому периоду принадлежали всё ещё использующиеся здания — позднеримскому или раннеарабскому. Церковь Бир-Фтуха продолжала функционировать и в этот период, хотя неясно, когда она была окончательно заброшена. Знаменитый средневековый врач и переводчик Константин Африканский родился в Карфагене, где и получил своё первичное образование.

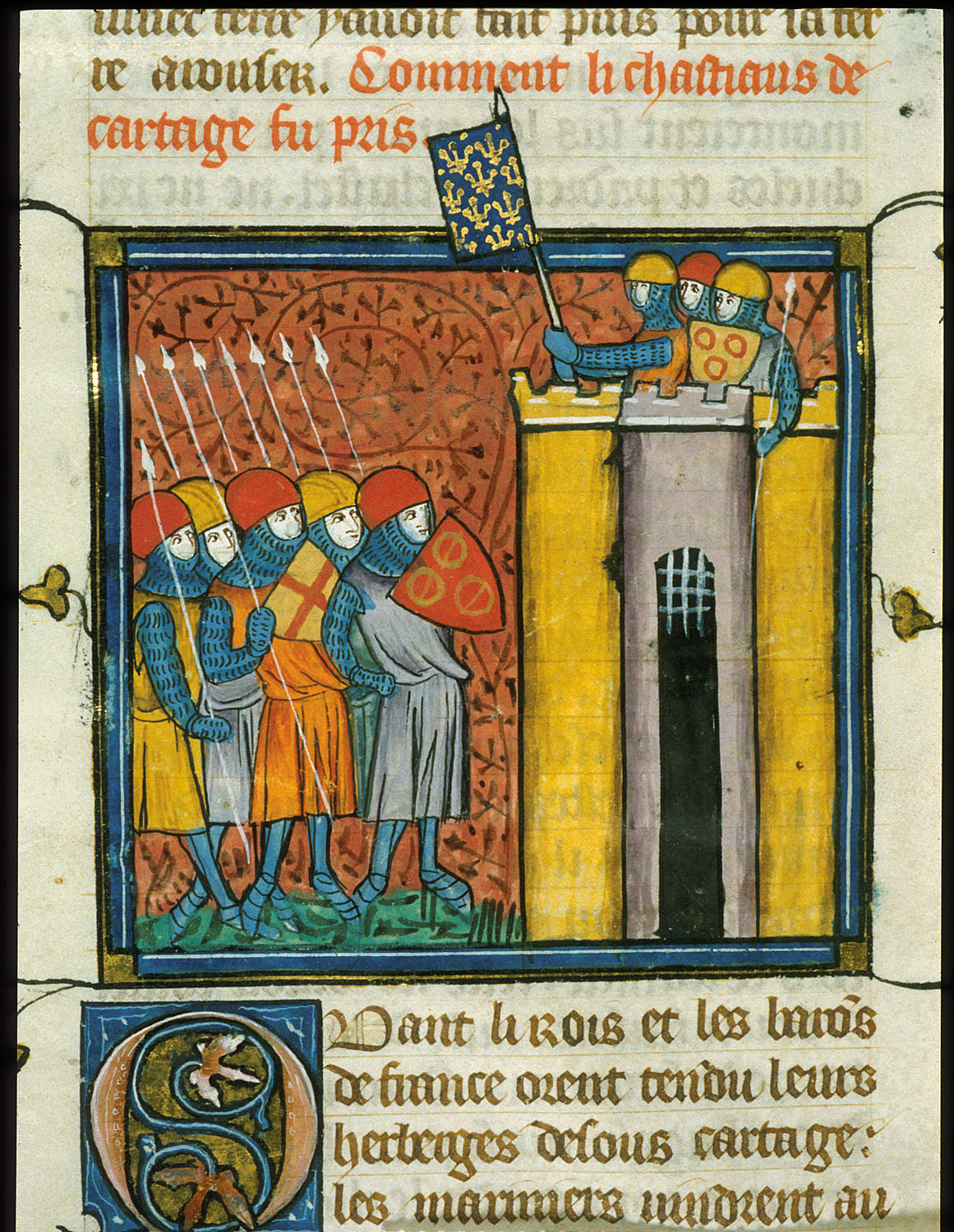
Захват Карфагена крестоносцами во время Восьмого крестового похода: Роберт III Малет де Гравиль на переднем плане, изображение из Grandes Chroniques de France

Медина Суса, первоначально берберо-пунийский, а затем римский город, был преобразован как новый региональный центр при халифате Омейядов в начале VIII-го века. При Аглабидах народ Ифрикии неоднократно восставал, но Карфаген или Картагенна, как его называли арабские завоеватели, извлёк выгоду из экономических улучшений и быстро стал вторым по значимости в эмирате. С конца правления Ибрагима II в 902 году и до 909 года, когда шиитские берберы захватили Ифрикию и основали Фатимидский халифат, он ненадолго, и последний раз в своей истории, стал столицей страны.
Карфаген оставался действующим митрополичьем престолом вплоть до периода высокого Средневековья, упомянутый в двух письмах папы Льва IX от 1053 года, написанных в ответ на консультации по поводу конфликта между епископами Карфагена и Гумми. В каждом из двух посланий папа заявляет, что после римского престола первым архиепископом и главным митрополитом всей Африки является епископ карфагенский. Позже карфагенский архиепископ Кириак был заключён в тюрьму арабскими правителями по различным обвинениям. Папа Григорий VII написал ему письмо утешения, повторяя обнадёживающие заверения в первенстве карфагенской кафедры, «должна ли карфагенская Церковь по-прежнему лежать в запустении или воскреснуть во славе». К 1076 году Кириак был освобождён, но в провинции остался только один епископ и это был карфагенский. Это последние, о ком упоминается в тот период в истории карфагенской церкви.
Карфаген как крепость использовался мусульманами до эпохи Хафсидов, когда город подвергся нападению со стороны крестоносцев во время восьмого крестового похода. 21 июля были заняты окрестные селения вокруг Карфагена, где было несколько колодцев, затем 24 июля сам город был взят штурмом. Многие жители Карфагена были убиты крестоносцами во время битвы, после захвата он использовался в качестве базы для операций против Хафсидов. Вернув город в результате заключённого мира, Мухаммад I аль-Мустансир решил не рисковать и приказал полностью и окончательно разрушить Карфаген, чтобы предотвратить его возможное использование вражеской армией как опорный боевой пункт, а всех оставшихся местных жителей было решено переселить в соседний город Тунис. Карфаген же превратился в своеобразную каменоломню, здесь добывали материал для строительства соседнего Туниса и для украшения мечетей в Кайруане и Махдии. Некоторые элементы карфагенских храмов были использованы для возведения западноевропейских соборов — в частности в Генуе, Пизе и даже Кентербери.
Обитаемыми остались только две деревушки населённые обычными крестьянами Дуар-Чотте и Ла-Мальга.

## Современная история

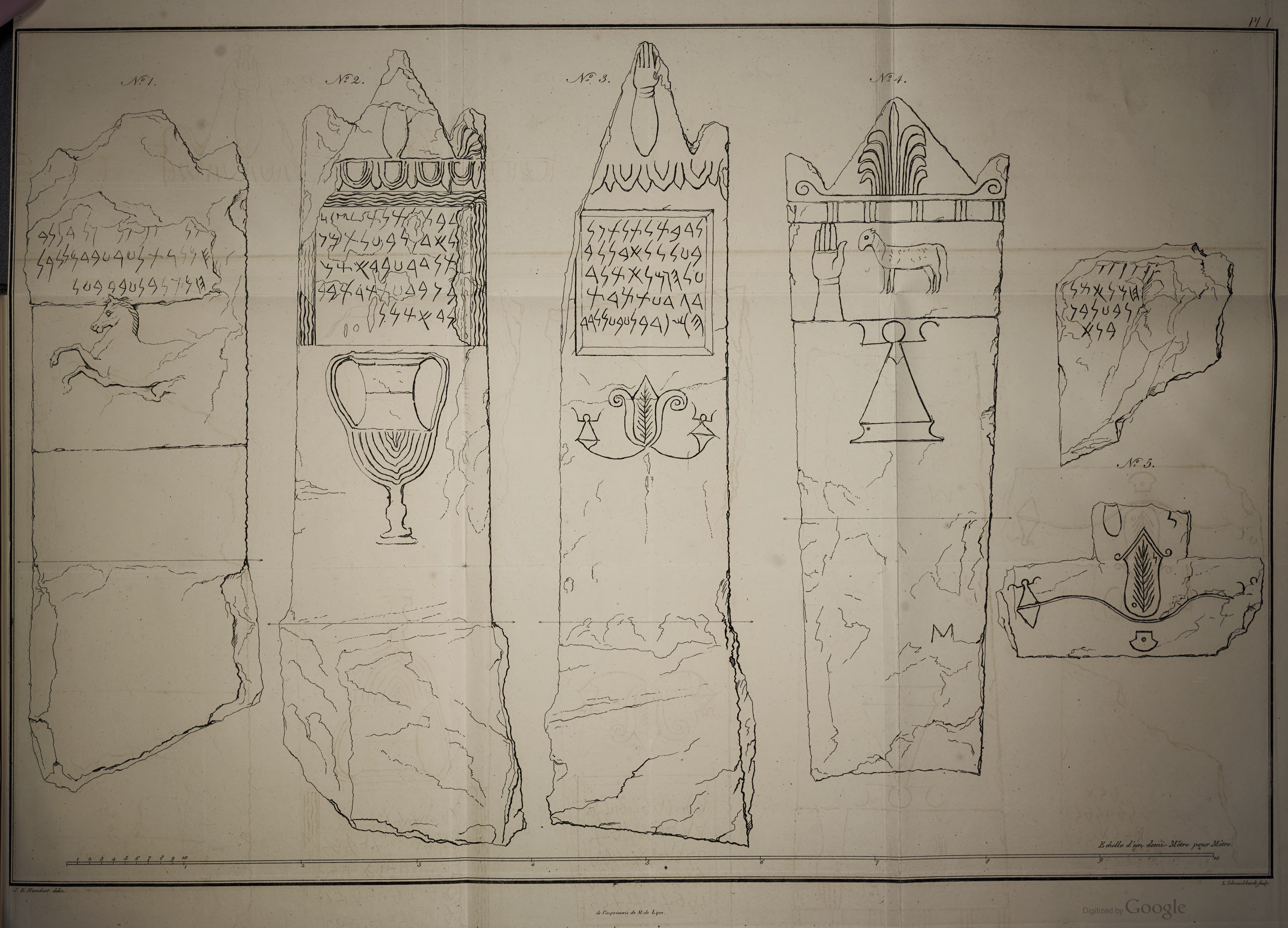
Первый опубликованный набросок артефактов из Карфагена — в основном карфагенских надгробий. Это было опубликовано в Жаном-Эмилем Гумбертом в Notice sur quatre cippes sépulcraux et deux fragments, découverts en 1817, sur le sol de l’ancienne Carthage.

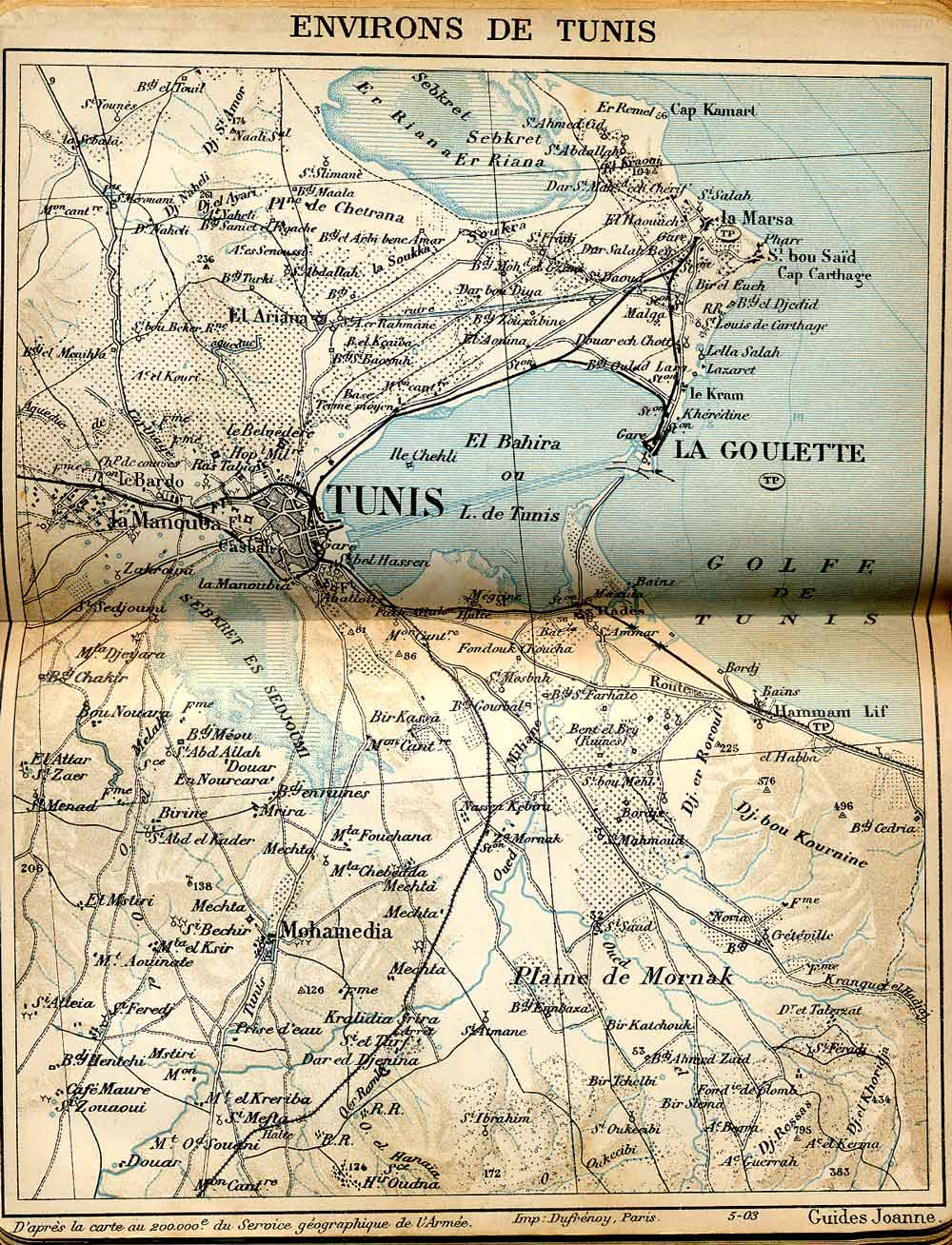
Историческая карта тунисского района (1903 год), на которой изображён Собор Святого Людовика между Сиди-Бу-Саид и Ле-Крамом.

Карфаген находится примерно в 15 километров (9,3 миль) к северо-востоку от Туниса; ближайшими к Карфагену поселениями были город Сиди-Бу-Саид на севере и деревня Ле-Крам на юге. Сиди-Бу-Саид был деревней, выросшей вокруг могилы одноименного суфийского святого, который был превращён в город под османским владычеством в XVIII веке. Ле-Крам был основан в конце XIX века под властью французской администрацией как поселение недалеко от порта Ла-Гулетт.
Именно в XIX веке некоторые высокопоставленные лица тунисского бейлика выбрали Карфаген для летнего отдыха. Первым поселился там Мустафа Хазнадар построив дворец в Саламбо, на берегу моря у пунического порта, а затем ещё один на высотах Бирсы, ставший специальной школой. Затем мамлюкский генерал Ахмед Заррук построил дворец Заррук, ставший официальной резиденцией Ламин-Бея, а затем ставший ночным клубом после отмены монархии, чтобы затем стать штаб-квартирой Тунисской академии наук, литературы и искусств. Влиятельный фаворит Садок-Бея, министр Мустафа Бен Исмаил также строит дворец, ставший полицейской академией в Дуар-Чотте после того, как он был собственностью Хеди-Бея и его потомков в 1882 году при конфискации дворца. Эти дворцы в тунисском стиле постепенно окружаются меньшими летними особняками, принадлежащими знатным и богатым тунисцам.
В 1881 году Тунис стал французским протекторатом, и в том же году Шарль Лавижери, который был архиепископом Алжира, стал апостольским администратором тунисского викариата. В следующем году Лавижери стал кардиналом. Он «видел себя возрождателем древней христианской церкви Африки, Церкви Киприана Карфагенского», и 10 ноября 1884 года преуспел в своём великом стремлении восстановить митрополичий престол Карфагена с самим собой в качестве его первого архиепископа. В соответствии с декларацией папы Льва IX в 1053 году папа Лев XIII признал возрождённую архиепископию Карфагена первосвятительским престолом Африки, а Лавижери её предстоятелем.
Только в 1906 году отмечается появление первых вилл в европейском стиле, наиболее значимыми из которых являются виллы генерального секретаря тунисского правительства, французского колониального чиновника и премьер-министра страны. Эта вилла будет выбрана Хабибом Бургибом, чтобы стать президентским дворцом в Карфагене в 1960 году. В Саламбо, недалеко от пунических портов, около 1930 года была построена вилла генерала Лайнелота, командующего французской армией и военного министра бея, ставшая виллой Терци, а также виллы Каидов Хабиба Джеллули и Салема Снадли на холме Бирса. В период с 1928 по 1929 год Ле Корбюзье осуществил в Карфагене свою единственную тунисскую работу виллу Байзо.
Карфагенский Собор Святого Людовика был возведён на холме Бирса в 1884 году.
Муниципалитет Карфагена был учреждён указом бея 15 июня 1919 года. Расширение территории и увеличение численности населения привели к созданию 25 октября 1983 года муниципального района Карфаген-Мохамед-Али. В феврале 1985 года Уго Ветере и Шадли Клиби, мэры Рима и Карфагена, подписали символический Карфагенский мирный договор, официально завершающий последнюю войну между двумя городами, Третью Пуническую войну.
С тех пор Карфаген стал маленьким жилым пригородом в городе Тунис. Мечеть Малик ибн Анас была открыта 11 ноября 2003 года на холме Одеон после разрушения жилых зданий, относящихся к колониальному периоду.
В наше время Карфаген стал знаменитым пригородом Туниса, местом паломничества туристов со всего света. В 1985 году был включён в список Всемирного наследия ЮНЕСКО.

### Археологические исследования
Датский консул Кристиан Туксен Фальбе провёл первое исследование топографии археологического объекта (опубликованное в 1833 году). Интерес к антиквариату усилился после публикации романа Саламбо Гюстава Флобера в 1858 году. Чарльз Эрнест Бёле провёл предварительные раскопки римских руин на холме Бирса в 1860 году. Более систематическое изучение руин как пунической, так и римской эпох принадлежит Альфреду Луи Делаттру, который был послан в Тунис кардиналом Шарлем Лавижери в 1875 году как с апостольской, так и с археологической миссией. Аудоллент (1901, p. 203) цитирует Делаттра и Лавижери о том, что в 1880-х годах местные жители всё ещё знали район древнего города под названием Картагенна (то есть отражая латинское 'n-stem Carthāgine).
Огюст Одоллен делит территорию римского Карфагена на четыре части: Картагенна, Дермеш, Бирса и Ла-Мальга. Картагенна и Дермеш соотносятся с нижним городом, в том числе с местом пунического Карфагена; Бирса связана с верхним городом, который в пунические времена был крепостной стеной над гаванью; а Ла Мальга связана с более отдаленными частями верхнего города в римские времена.
Французские раскопки в Карфагене начались в 1921 году, а с 1923 года сообщалось о находках большого количества урн, содержащих смесь костей животных и детей. Рене Дюссо определил стелу IV-го века до нашей эры, найденную в Карфагене, как изображающую жертвоприношение ребёнка.
Храм в Аммане (1400—1250 годы до н. э.), раскопанный и описанный Дж. Б. Хеннесси в 1966 году, показывает возможность жертвоприношения животных и людей огнём. В то время как свидетельства о жертвоприношениях детей в Ханаане были предметом академических разногласий, причём некоторые учёные утверждали, что в Карфагене были обнаружены только детские кладбища, смесь детских костей с костями животных, а также связанные с этим эпиграфические свидетельства, включающие упоминание о mlk, заставили некоторых поверить, что, по крайней мере, в Карфагене, детские жертвоприношения действительно были обычной практикой. Однако, хотя животные, несомненно, были принесены в жертву, это не полностью указывает на то, что младенцы были, и на самом деле кости указывают на обратное. Скорее всего, жертвоприношение животных было сделано в некотором роде в честь умершего.
В 2016 году было обнаружено, что древний карфагенянин, извлеченный из Пунической гробницы на холме Бирса, принадлежит к редкой материнской гаплогруппе U5b2c1. Образец молодого человека из Бирсы датируется концом VI-го века до нашей эры, и его родословная, как полагают, представляет собой ранний поток генов из Иберии в Магриб.

### Муниципалитет
В 1920 году на Тунисском озере была построена первая база гидросамолётов для Compagnie Aéronavale. Тунисский аэродром был открыт в 1938 году и ежегодно обслуживал около 5800 пассажиров по маршруту Париж-Тунис. Во время Второй мировой войны аэропорт использовался двенадцатой армией ВВС США в качестве штаб-квартиры и базы командования для итальянской кампании 1943 года. Строительство аэропорта Тунис-Карфаген, который полностью финансировался Францией, началось в 1944 году, а в 1948 году аэропорт стал главным пересадочным пунктом для компании Tunisair.
В 1950-х годах был создан Французский лицей Карфагена для обслуживания французских семей в Карфагене. В 1961 году он был передан тунисскому правительству в рамках независимости Туниса, поэтому близлежащий колледж Мориса Кайю в Ла-Марсе, ранее пристроенный к французскому лицею Карфагена, был переименован в Французский лицей Ла-Марса, в настоящее время это лицей Гюстава Флобера.
После обретения Тунисом независимости в 1956 году тунисская агломерация постепенно распространилась вокруг аэропорта и Карфаген (قرااج Qartāj) теперь является пригородом Туниса, охватывая территорию между Сиди-Бу-Саидом и Ле-Крамом. Его население по состоянию на январь 2013 года оценивалось в 21 276 человек, что в основном привлекало более богатых людей. Если Карфаген и не является столицей, он, как правило, является политическим полюсом, «местом символической власти», согласно Софи Бесси, оставляя Тунису экономическую и административную роли. Карфагенский дворец (президентский дворец Туниса) расположен на побережье в Карфагене.

## Планирование и архитектура

Археологическая карта современного Карфагена

Пунический Карфаген был разделён на четыре больших одинаковых по размеру жилых районов с одинаковой планировкой, имел религиозные районы, рыночные площади, здание совета, башни, театр и огромный некрополь; примерно в центре города находилась мощная цитадель под названием Бирса, располагавшаяся на высоком одноимённом холме, она былa центром как пунического так и римского Карфагена. Карфаген опоясывали мощные стены, которые, по словам древних авторов, местами поднимались выше 13 м и имели толщину почти 10 м. На западе были построены три параллельные стены. Стены в общей сложности тянулись примерно на 33 километра (21 миль), окружив город . Холм Бирса был дополнительно укреплён; этот район был последним, куда вступили римляне после долгой осады в 146 году до нашей эры. Первоначально римляне высадили свою армию на полоске земли, протянувшейся к югу от города.
За городскими стенами Карфагена находится хора или сельскохозяйственные угодья Карфагена. Хора охватывала ограниченную территорию: северный прибрежный телль (искусственный холм), нижнюю долину реки Баградас (вглубь от Утики), мыс Бон и прилегающий сахель на восточном побережье. Пуническая наука здесь внедрила новые методы ведения сельского хозяйства, впервые разработанные для земель восточного Средиземноморья, адаптировав их к местным африканским условиям.
Городская планировка Карфагена известна отчасти благодаря древним авторам, знания дополненные современными раскопками и исследованиями, проведенными археологами. „Первое городское ядро“, датируемое седьмым веком до нашей эры, площадью около 10 гектаров (25 акров), по-видимому, располагалось на низменных землях вдоль побережья (к северу от более поздних гаваней). Как подтверждают археологические раскопки, Карфаген был „творением ex nihilo“, построенным на „девственной“ земле и расположенный там, где тогда был конец полуострова. Здесь среди „глинобитных кирпичных стен и битых глиняных полов“ (недавно вскрытых) были также найдены обширные кладбища, где были найдены погребальные предметы показывающие быт, такие как глиняные маски. Благодаря этим погребениям, мы знаем об архаичном Карфагене больше, чем о любом другом современном городе западного Средиземноморья. Уже в VIII веке был налажен процесс по крашению тканей, о чём свидетельствуют измельченные раковины мурекса (из которых был получен „финикийский пурпур“). Тем не менее, только „скудная картина“ культурной жизни первых пионеров в городе может быть предположена, нет много информации о жилье, памятниках или оборонительных сооружениях первого времени. Римский поэт Вергилий (70-19 годы до н. э.) представлял себе ранний Карфаген, когда туда прибыл персонаж его повествований Эней:

„Эней обнаружил там, где недавно стояли хижины,

чудесные здания, ворота, мощёные дороги,

и грохот повозок. Там тирийцы

усердно трудились: прокладывали дорожки для стен,

закатывали камни для строительства цитадели, в то

время как другие выбирали строительные площадки и пропахивали

пограничную борозду. Принимались законы, избирались

магистраты и священный сенат.

Здесь люди рыли гавани, там закладывали

глубокий фундамент театра

и добывали массивные колонны….“

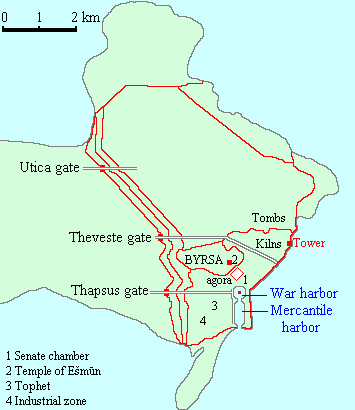
Планировка пунического Карфагена до его падения в 146 году до н. э.

Две внутренние гавани, названные по пунически котон, располагались на юго-востоке; одна была торговой, а другая военной. Их определенные функции не вполне известны, вероятно, для строительства, оснащения или ремонта судов, а также для погрузки и разгрузки грузов. Более крупные якорные стоянки существовали к северу и югу от города. К северу и западу от котона располагались несколько промышленных районов, например, металлообрабатывающие и гончарные (например, для амфор), которые могли служить как внутренними гаванями, так и кораблями, стоявшими на якоре к югу от города.
Наши знания о Бирсе, районе цитадели к северу, весьма отрывочны. Склоны этого холма и крепости на нём были ареной ожесточённых боёв во время великой осады города в 146 году до нашей эры. Бирса, как сообщалось, была местом расположения храма Эшмуна (Бога исцеления), на вершине лестницы из шестидесяти ступеней. Храм Танит (царицы-богини города), вероятно, был расположен на склоне „малой Бирсы“ непосредственно к востоку, в сторону к морю.
К югу от цитадели, рядом с котоном, находился тофет, особое и очень старое кладбище, которое, когда город только строился, лежало за пределами города. Здесь располагался Саламбо, святилище Танит, не храм, а ограда для размещения каменных стел. Они были в основном короткими и прямыми, вырезанными для погребальных целей. Наличие здесь скелетов младенцев может указывать на факт жертвоприношения детей, как утверждается в Библии, хотя среди некоторых археологов были значительные сомнения в этом, и многие считали, что это просто кладбище, посвященное младенцам. Вероятно, тофетские погребальные поля „возможно использовались в ранние времена первыми поселенцами“. С другой стороны, недавние исследования доказали, что детские жертвоприношения практиковались на самом деле карфагенянами.
Между котоном для судоходства и холмом Бирса лежала агора, центральный рынок города-государства для ведения бизнеса и торговли. Агора была также областью общественной площадкой, где люди могли собираться на собрания или фестивали. Это было место, где располагались религиозные святыни и главные муниципальные здания Карфагена. Здесь билось сердце гражданской жизни. В этом районе города, скорее всего, председательствовали правящие суффеты, созывался совет старейшин, заседал трибунал из 104 человек и правосудие вершилось на судебных процессах под открытым небом.
Ранние жилые кварталы окружали Бирсу с юга на северо-восток. Дома обычно были побелены и выходили главным фасадом на улицу, но внутри каждого дома были дворы-колодцы. В этих районах многоэтажное строительство позже стало обычным явлением, некоторые из домов достигали до шести этажей в высоту, согласно древнегреческому автору. В ходе недавних раскопок было обнаружено несколько архитектурных планов домов, а также общая планировка нескольких городских кварталов. На улицах были установлены каменные лестницы, а дренаж планировался, например, в виде просачивающихся в песчаную почву мокрых дорожек. Вдоль южного склона Бирсы располагались не только прекрасные старинные дома, но и многие из самых ранних могил, расположенных рядом на небольших участках, перемежающихся с жилой застройкой.

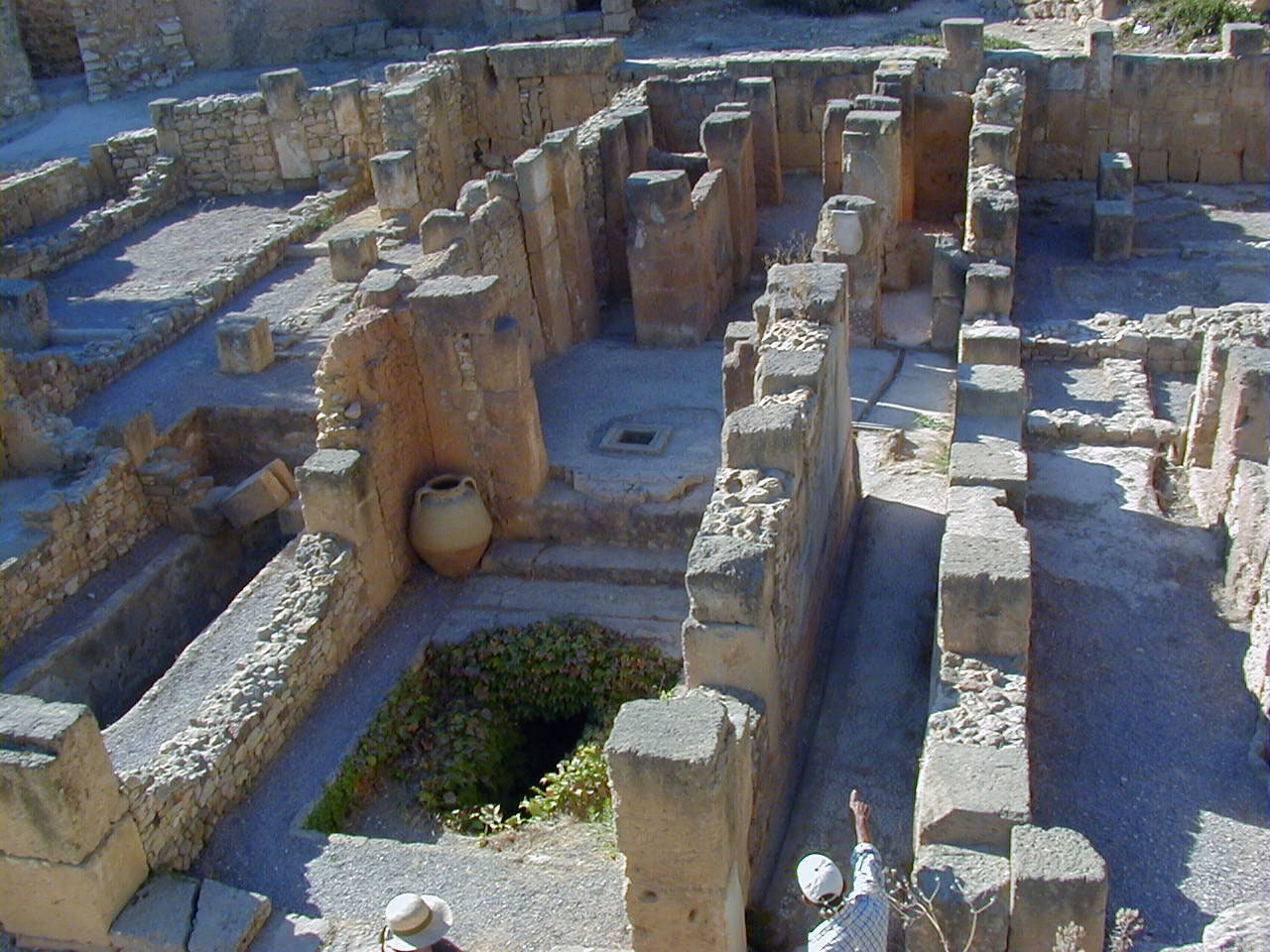
Пунические руины Бирсы.

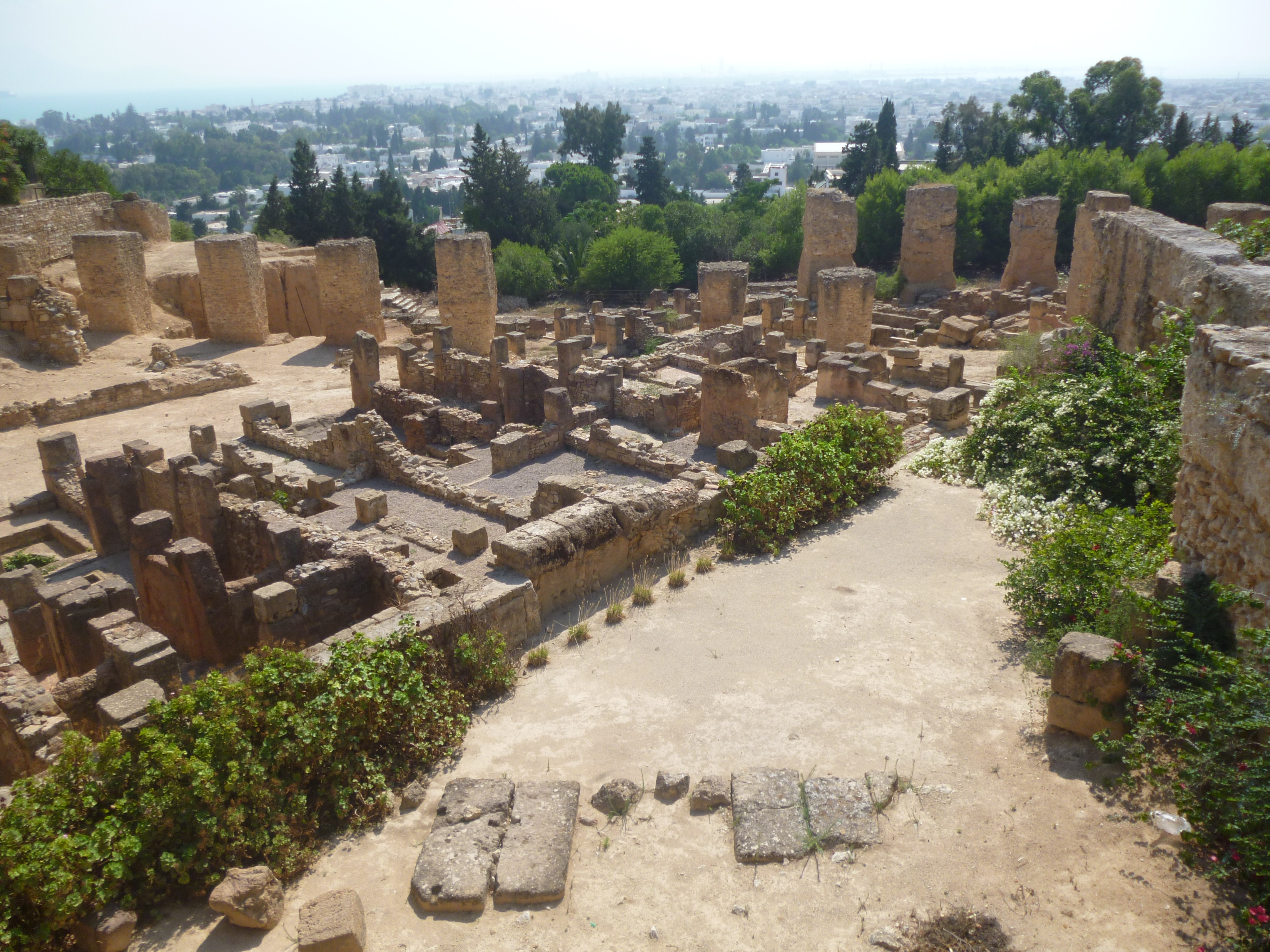
Археологическая достопримечательность в Карфагене.

Ремёсленные мастерские располагались в городе на участках к северу и западу от гаваней. Расположение трёх металлообрабатывающих мастерских было обнаружено рядом с морскими и торговыми гаванями (предположительно из-за железного шлака и других остатков такой деятельности), а ещё две находились выше по склону холма в направлении цитадели. Между агорой и гаванями, а также дальше на север, были обнаружены места, где были гончарные печи. Глиняная посуда часто изготавливалась на основе греческого образца. Мастерские по валянию (изготовление шерстяных тканей усыхающих и утолщающихся), очевидно, располагался дальше к западу и югу, то есть на окраине города. Карфаген также производил предметы редкого изящества. В течение IV-го и III-го веков скульптуры c саркофагов стали произведениями искусства. „Бронзовая гравировка и резьба по камню достигли своего зенита“.
Высота суши на мысе на берегу моря к северо-востоку (ныне называемом Сиди-Бу-Саид) была вдвое выше над уровнем моря, чем у Бирсы (100 м и 50 м). В промежутках между хребтом, несколько раз достигающим 50 м; она продолжается и с северо-запада вдоль моря, и образует край плато, как зона между Бирсой и морем. Новые разработки градостроительства находились здесь, в этих северных округах.
Из-за того, что римляне сравняли город с землёй, первоначальная пуническая городская планировка Карфагена был в значительной степени утрачена. С 1982 года французский археолог Серж Лансель раскопал жилой район пунического Карфагена на вершине холма Бирса недалеко от римского форума Карфагена. Этот район может быть датирован началом второго века до нашей эры, с его домами, магазинами и частными двориками, имеет большое значение для раскрытия информации о повседневной жизни пунического Карфагена.
Руины сохранились под насыпями-фундаментами более позднего римского форума, сваи фундамента которого усеивают весь район. Жилые кварталы разделены сеткой прямых улиц шириной около 6 м (20 футов), с проезжей частью, состоящей из глины; лестница компенсируют наклон холма. Строительство такого типа предполагало организацию и политическую волю, что вдохновило название района, „район Ганнибала“, ссылаясь на легендарного пунического генерала или суффета (консула) в начале второго века до нашей эры. Среда обитания типична, даже стереотипна. Улица часто использовалась как витрина магазина; в подвалах были установлены цистерны для сбора воды для домашнего использования, а длинный коридор с правой стороны каждого хозяйства вёл во внутренний двор, содержащий отстойник, вокруг которого можно было найти различные другие предметы. В некоторых местах земля покрыта мозаикой, называемой пунической мостовой, иногда с использованием характерного красного раствора.
Опираясь на своё историческое наследие, Карфаген растёт и становится обширным жилым пригородом Туниса вокруг президентского дворца. Однако, поскольку быстрое развитие современного города грозит навсегда уничтожить руины, тунисские археологи сильно забеспокоились, и ЮНЕСКО начала широкую международную кампанию в 1972—1992 годах, чтобы спасти Карфаген. Завершившись с высоким рейтингом важности для всемирного наследия.
Трудность для посетителя сегодня заключается в крайней разбросанности руин, хотя их можно найти.

### Современные религиозные здания

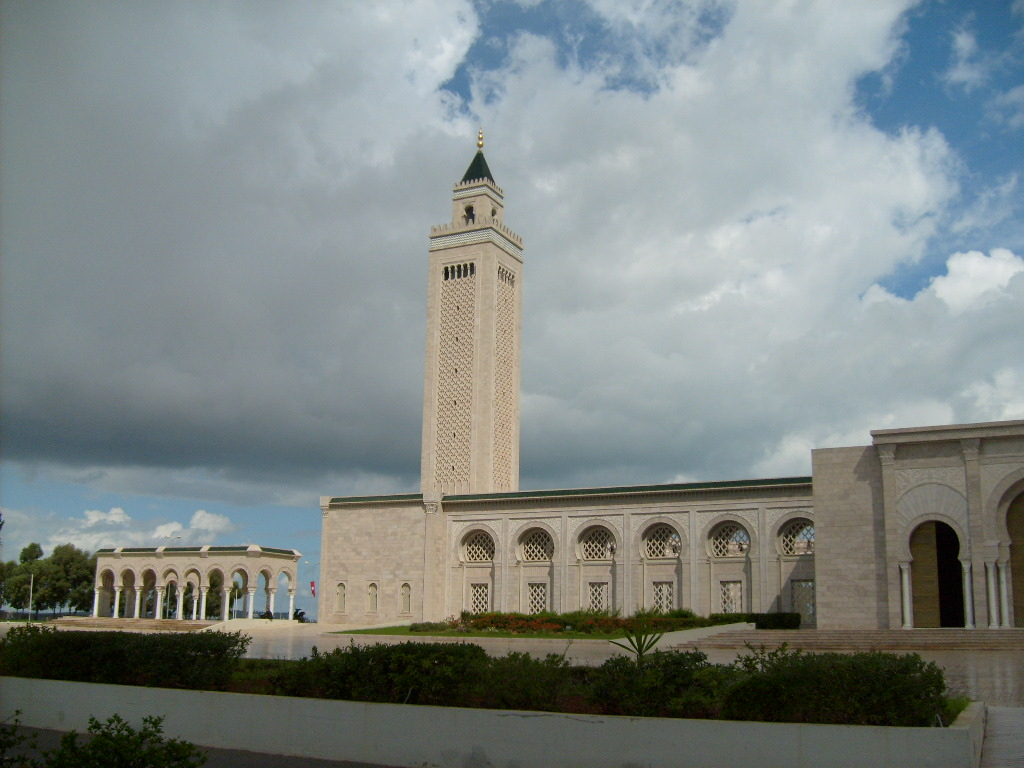
Мечеть Малик ибн Анас

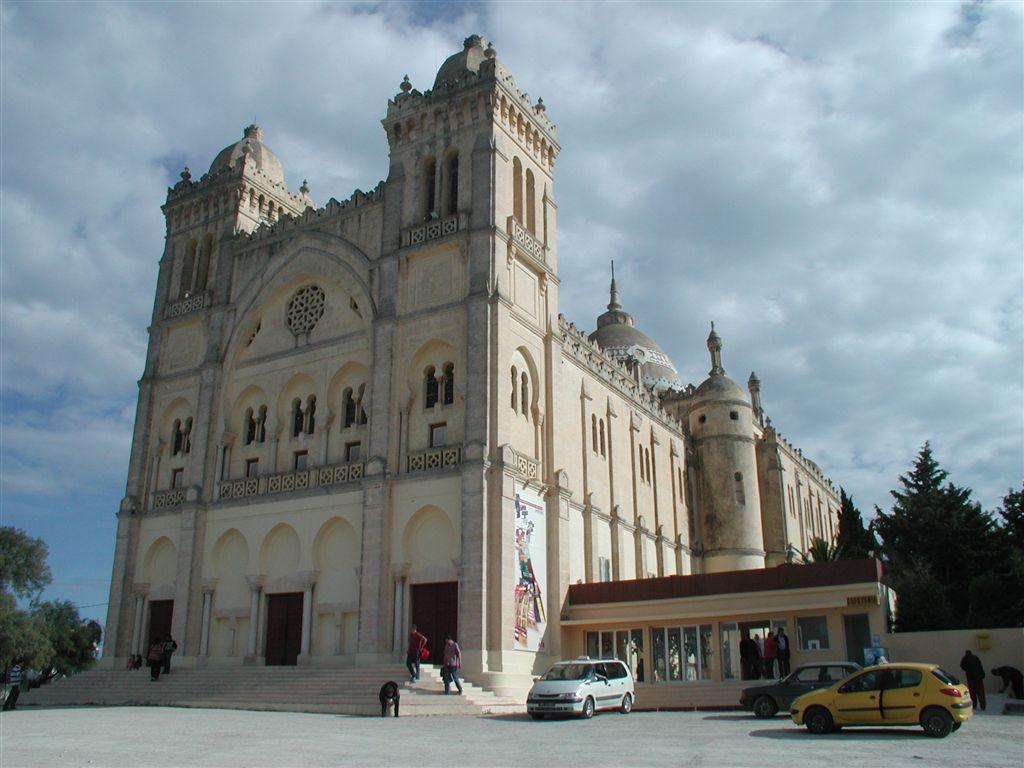
Фасад собора Св. Людовика

Мечеть Малик ибн Анас была воздвигнута на месте, называемом „холм Одеона“, на участке площадью в три гектара.
Её открыл тогдашний президент Тунисской Республики Зин аль-Абидин Бен Али 11 ноября 2003 года. Она была построена на эспланаде площадью 2500 м² и имеет 55-метровый минарет и молельный зал, в котором могут разместиться более 1000 верующих.
Собор Святого Людовика в Карфагене, расположенный на вершине холма Бирса, является бывшим католическим собором, ныне недействующий храм. Здание в византийско-мавританском стиле в форме латинского креста, а его фасад обрамлён двумя квадратными башнями. На стенах — гербы семей спонсоров строительства базилики. Витражи также украшены арабесками.
Построенный между 1884 и 1890 годами, под протекторатом Франции, собор становится местом, где служил предстоятель Африки, когда титул восстанавливается в пользу кардинала Лавижери.

## Органы власти
Должность мэра занимает с 6 июля 2018 года Хайет Байуд, кандидат от партии Нидаа Тунес, который затем перешёл в партию Тахья Тунес. В его обязанности входит генеральный секретариат и различные органы муниципального управления. Среди его предшественников были министры Шадли Клиби (1963—1990) и Фуад Мебазаа (1995—1998).

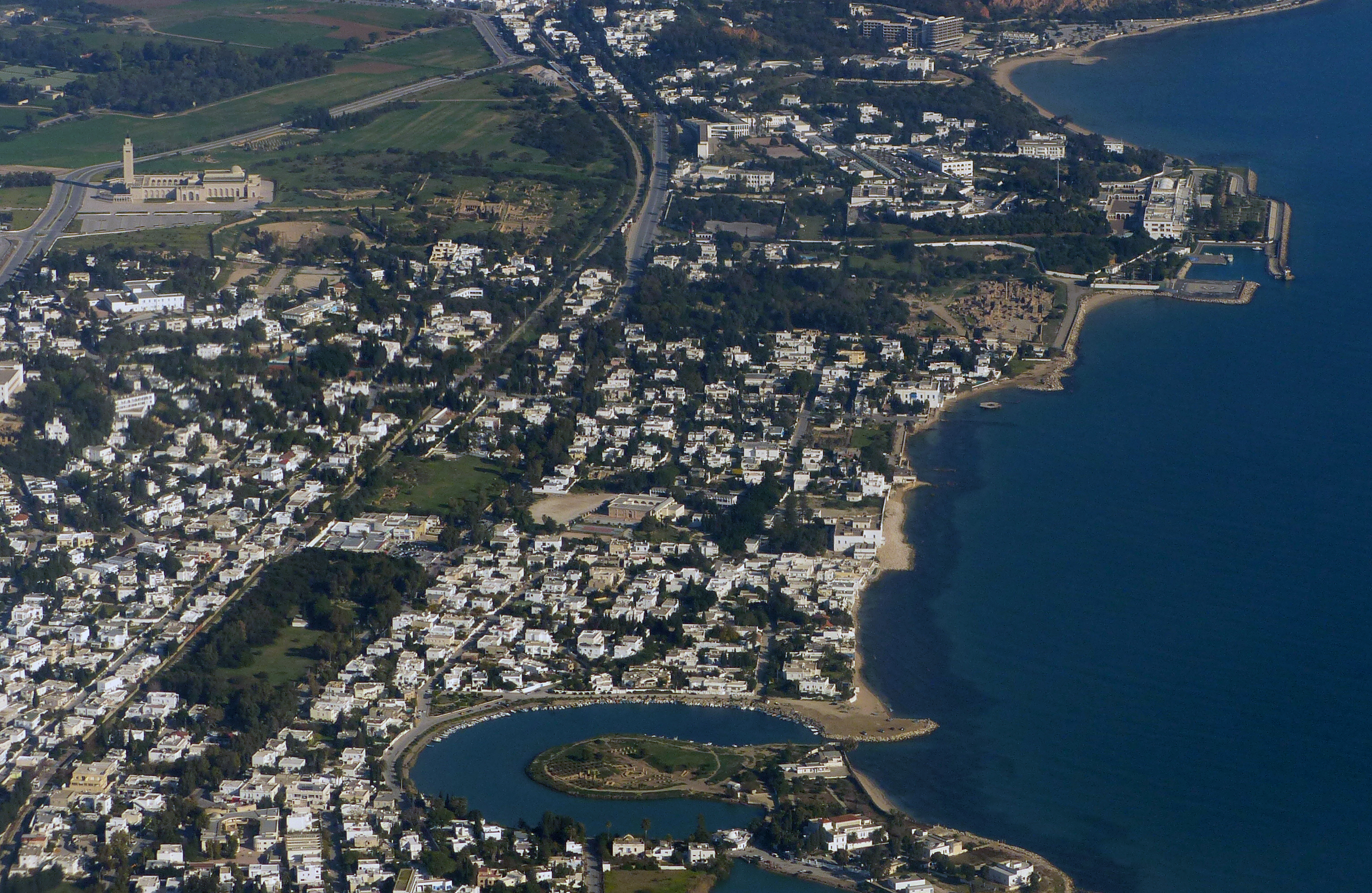
Панорамный вид на Карфаген со стороны пунических портов.

Здание ратуши, построенное в начале XX века, объединяет различные отделения городского совета и администрации. Доходы муниципального бюджета представляют собой доходы от налогов на построенные здания, незастроенные земли и предприятия, гостиничный и театральный налоги, а также взносы владельцев речных путей.
Муниципалитет Карфагена разделён на три района: Карфаген, Карфаген Мохамед Али и Эль-Ясмина.
Современный Карфаген, помимо своего жилого призвания, также, по-видимому, должен быть наделён всё большей политической ролью, как символической, так и фактической, особенно после строительства его монументальной мечети. Этот памятник явный признак готовности власти к реабилитации ислама.
Сначала город был выбран во время французского протектората, чтобы построить там собор, ставший впоследствии митрополичьим престолом в Африке, напомнив тем самым о существовании на африканской земле христианства, которое появилось там раньше ислама. Затем в Карфагене разместился летний дворец бея, а после обретения независимости — официальное место жительства президента Тунисской Республики; первоначально построенный президентом Хабибом Бургибом, он расположен на берегу, недалеко от терм Антонина.
Географическое расположение Карфагена, бывшего полуострова, избавляет город от возможных неудобств как у Туниса и повышает его привлекательность как место проживания элит.

## Экономика

### В древности

#### Сельское хозяйство

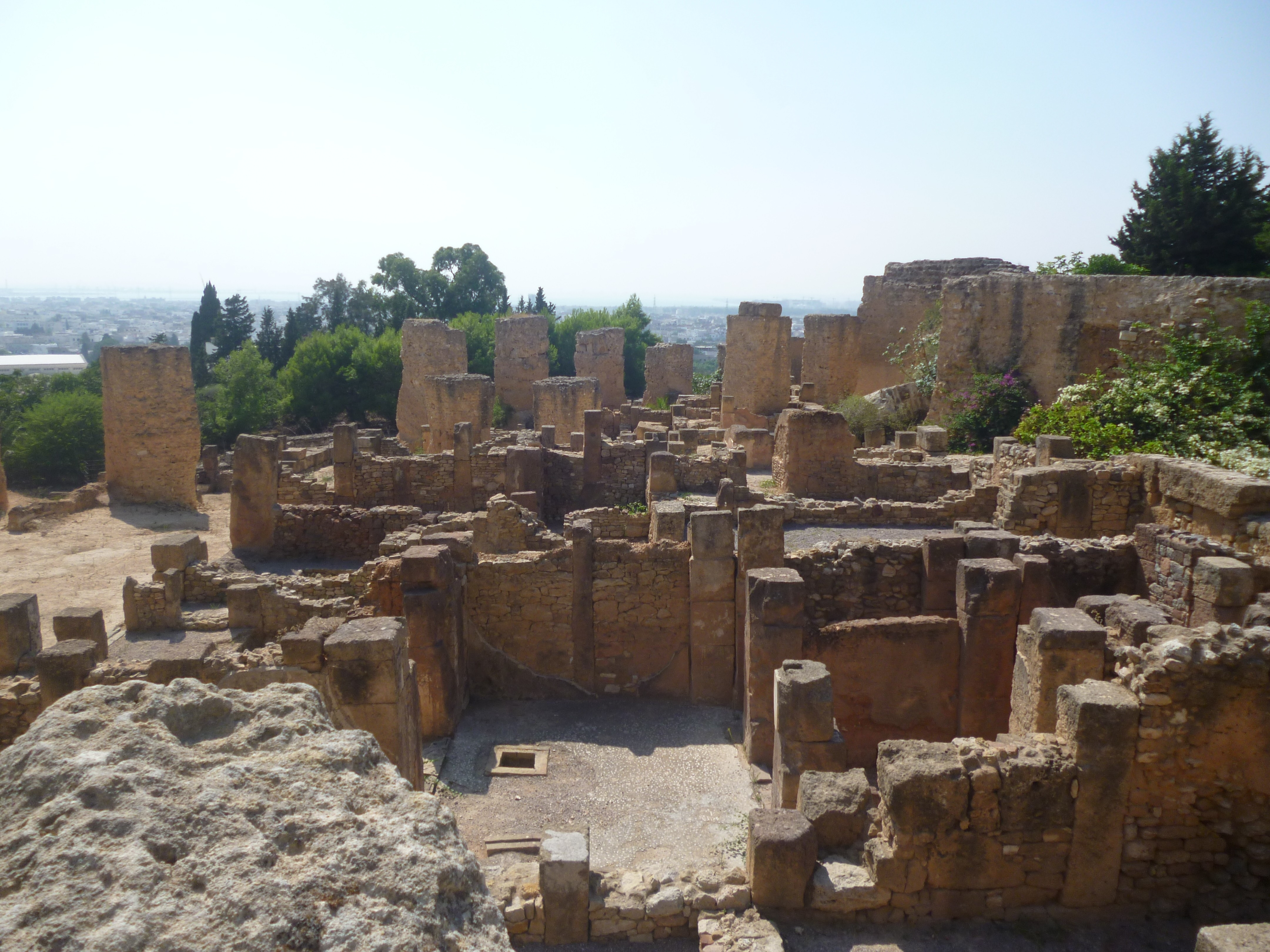
Археологические раскопки в Карфагене

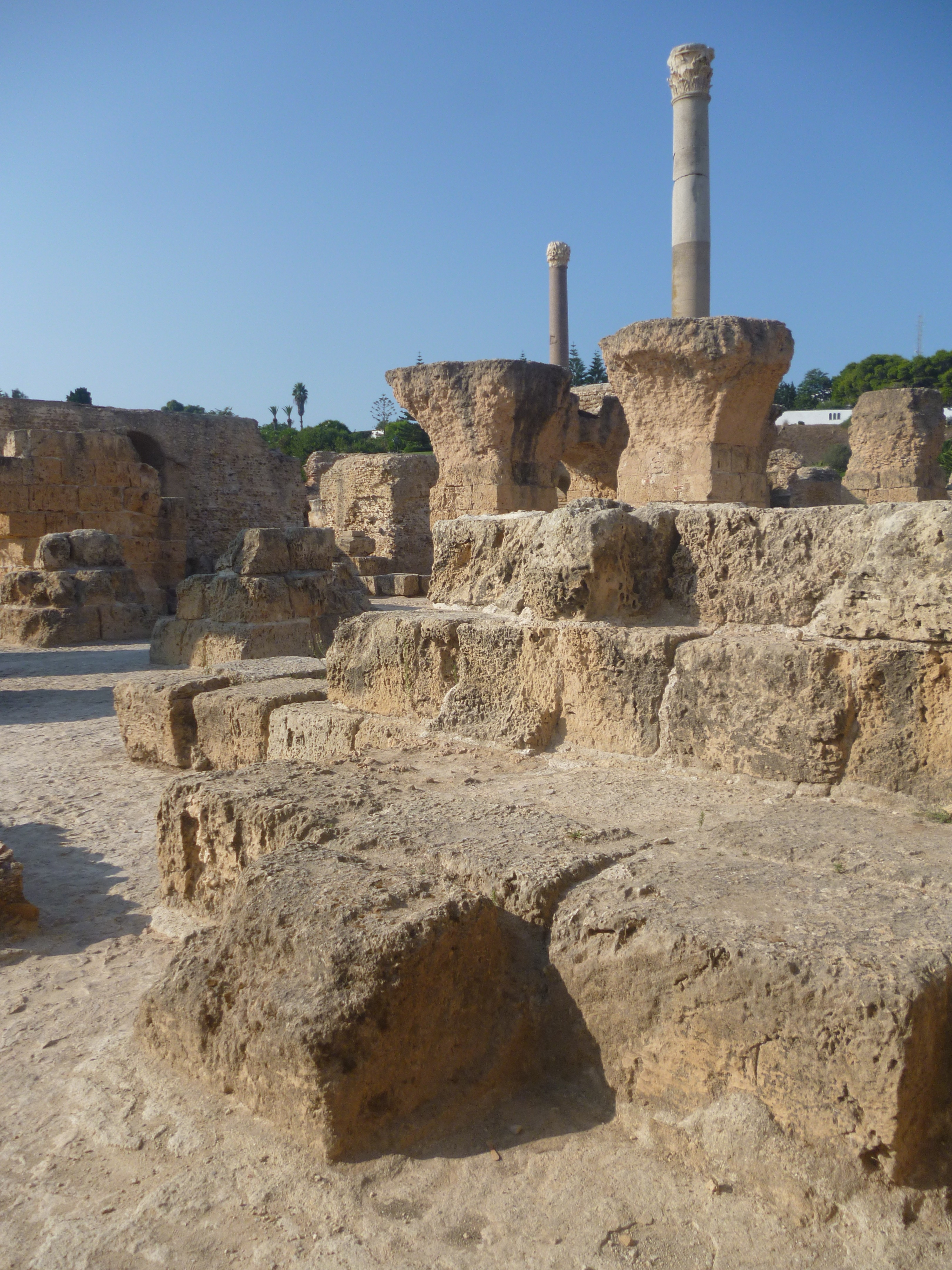
Вид двух колонн в Карфагене

Пуническая культура и сельскохозяйственные науки, прибыв в Карфаген из восточного Средиземноморья, постепенно адаптировались к местным африканским условиям. Торговая гавань в Карфагене была развита после заселения близлежащего пунического города Утика, и в конечном итоге окружающая африканская сельская местность была введена в орбиту пунических городских центров, сначала в коммерческом, а затем в политическом отношении. Затем последовало прямое управление пуническими землевладельцами возделыванием соседних земель. 28-томный труд по сельскому хозяйству, написанный на пуническом языке отставным генералом армии Магоном, был переведён на латынь, а затем на греческий. Оригинал и оба перевода были утеряны, однако часть текста Магона сохранилась в других латинских произведениях. Оливковые деревья (например прививка), фруктовые деревья (гранат, миндаль, инжир, финиковая пальма), виноградарство, пчеловодство, крупный рогатый скот, овцы, домашняя птица, орудия труда и управление хозяйством были среди древних тем, что изучал Магон. Кроме того, Магон обращается к искусству винодела (здесь это разновидность хереса).
В пуническом земледельческом обществе, согласно Магону, главными производителями были мелкие землевладельцы. Они были, как пишут два современных историка, жили при своём хозяйстве. Скорее всего, Магон был «хозяином относительно скромного поместья, из которого, благодаря большим личным усилиям, он извлекал максимальный доход». Магон советовал землевладельцам, ради их собственных «утилитарных» интересов, бережно и хорошо относиться к своим управляющим и рабочим или к их надсмотрщикам и рабам. Однако в другом месте эти авторы предполагают, что землевладение в сельской местности также обеспечило новую базу власти среди городской знати для тех, кто жил в своих загородных виллах. Многие, сельское хозяйство стало рассматриваться как альтернатива городской коммерции. Другой современный историк полагает, что чаще всего это был городской купец из Карфагена, который владел сельскохозяйственными угодьями с некоторой прибылью, а также уединялся там во время летней жары. Может показаться, что Магон предвосхитил такое мнение и вместо этого дал этот противоположный совет (цитируемый римским писателем Колумеллой):
Человек, приобретающий поместье, должен продать свой дом, иначе он предпочтёт жить в городе, а не в деревне. Всякий, кто предпочитает жить в городе, не нуждается в поместье в деревне. Тот, кто купил землю, должен продать свой городской дом, чтобы у него не было желания поклоняться домашним богам города, а не богам страны; человек, который получает большее удовольствие от своего городского проживания, не будет нуждаться в загородном поместье.
Вопросы, связанные с сельским землеустройством, также раскрывают глубинные особенности пунического общества, его структуру и стратификацию. Наёмных рабочих можно было бы считать «сельским пролетариатом», нанятых из местных берберов. Остались ли берберские землевладельцы рядом с пуническими фермами, неясно. Некоторые берберы стали издольщиками. Рабы, приобретённые для сельскохозяйственных работ, часто были военнопленными. В землях, находящихся вне политического контроля пунийцев, независимые берберы выращивали зерно и разводили лошадей на своих землях. Однако в пределах пунических владений, окружавших город-государство Карфаген, помимо обычных квазифеодальных различий между господином и крестьянином или господином и крепостным существовали этнические различия. Эта присущая сельской местности нестабильность привлекала нежелательное внимание потенциальных захватчиков. Однако в течение длительного времени Карфаген был в состоянии справиться с этими социальными трудностями.
Многочисленные амфоры с пуническими знаками, найденные впоследствии около древних средиземноморских прибрежных поселений, свидетельствуют о карфагенской торговле местным оливковым маслом и вином. Сельскохозяйственное производство Карфагена высоко ценилось древними и соперничало с римским — когда-то они были конкурентами, например, за урожай оливок. При римском правлении, однако, производство зерна (пшеницы и ячменя) для экспорта резко возросло; однако позже экспорт уменьшился с ростом экспорта зерна из римского Египта. После этого вокруг Карфагена были восстановлены оливковые рощи и виноградники. Посетители нескольких растущих районов, которые окружали город, с восхищением писали о пышных зелёных садах, фруктовых садах, полях, оросительных каналах, живых изгородях (как границах), а также о множестве процветающих фермерских хозяйств, расположенных по всему сельскому ландшафту.
Соответственно, греческий автор Диодор Сицилийский (I век до н. э.), имевший доступ к древним сочинениям, впоследствии утраченным, и на которых он основывал большую часть своих сочинений, описал сельскохозяйственные земли близ города Карфагена около 310 года до н. э.:
Он был разделён на рыночные сады и сады всевозможных фруктовых деревьев, с множеством потоков воды, текущих в каналах, орошающих каждую часть. Повсюду стояли загородные дома, богато построенные и покрытые штукатуркой. … Часть земли была засажена виноградными лозами, часть-оливками и другими плодоносящими деревьями. За ними на равнинах паслись скот и овцы, а на лугах паслись лошади.

#### Городская торговля и коммерция

Карта Средиземноморья в 218 году до н. э.

Карфагенские купцы были отчасти наследниками средиземноморской торговли, развитой Финикией, а также наследниками соперничества с греческими купцами. Соответственно, деловая активность одновременно стимулировалась и оспаривалась. Кипр был одним из первых мест проведения подобных коммерческих конкурсов. Финикийцы тогда отважились проникнуть в западное Средиземноморье, основав торговые посты, включая Утику и Карфаген. Греки последовали за ними, выйдя в западные моря, где продолжалось торговое соперничество. В конце концов это привело бы, особенно на Сицилии, к нескольким войнам. Хотя товары греческого производства обычно считались превосходящими по дизайну, Карфаген также производил торговые товары в изобилии. То, что Карфаген стал функционировать как производственный колосс, было показано во время Третьей Пунической войны с Римом. Карфаген оказавшийся перед лицом роковой римской осады, «внезапно организовал производство оружия» с большим мастерством и эффективностью. Согласно Страбону (63 год до н. э. — 21 год н. э.) в его Географии:
[Карфаген] каждый день производил сто сорок готовых щитов, триста мечей, пятьсот копий и тысячу снарядов для катапульт… Кроме того, [Карфаген, хотя и окружённый римлянами] построил сто двадцать палубных кораблей за два месяца… ибо старые бревна хранились в готовности, а большое количество квалифицированных рабочих содержалось за государственный счёт
Текстильная промышленность в Карфагене, вероятно, началась в частных домах, но существование профессиональных ткачей указывает на то, что своего рода фабричная система возникла позже. Изделия включали вышивку, ковры и использование пурпурной краски мурекс (которой славился карфагенский остров Джерба). Слесари развивали специальные навыки, то есть делали различное оружие для армии, а также предметы домашнего обихода, такие как ножи, вилки, ножницы, зеркала и бритвы (все предметы, найденные в гробницах). Произведения искусства из металлов включали вазы и светильники из бронзы, а также чаши и тарелки. Другие изделия производились такими ремёсленниками, как гончары, стеклодувы и ювелиры. Надписи на обетной стеле указывают на то, что многие из них были не рабами, а «свободными гражданами».

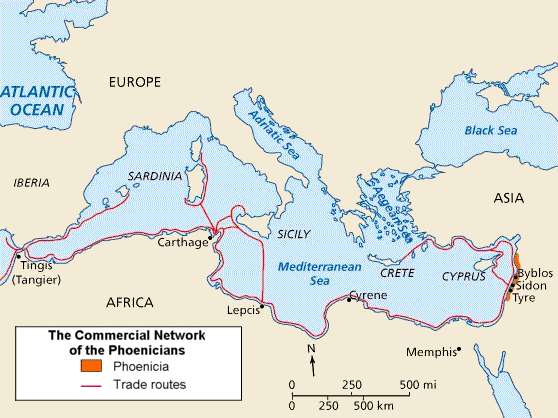
Торговые пути Финикии (Библос, Сидон, Тир) и Карфагена.

Финикийские и пунические торговые предприятия часто управлялись как семейное хозяйство, заставляя работать своих членов семьи и подчинённых клиентов. Такие семейные предприятия могли бы выполнять различные задачи: владеть и обслуживать корабли, обеспечивать капитана и команду; вести переговоры за границей, либо путём бартера, либо купли-продажи, своих собственных промышленных товаров и торговых товаров, а также местных продуктов (металлов, продуктов питания и т. д.). Для перевозки и торговли в других местах; они посылали своих агентов на отдаленные аванпосты, чтобы установить длительные контакты с местными, а затем создать склад отгруженных товаров для обмена, а в конечном итоге, возможно, и поселение. Через несколько поколений такая деятельность привела к созданию широкой сети торговых операций. Вспомогательным был рост взаимности между различными семейными хозяйствами, иностранными и отечественными.
Государственная защита была распространена на морских торговцев финикийского города Тир, а позднее и дочерним городом-государством Карфагена. Стефан Гселль, известный французский историк древней Северной Африки, обобщил основные принципы, которыми руководствовались гражданские правители Карфагена в отношении его политики в области торговли и коммерции:
- открывать и поддерживать рынки для своих торговцев, вступая в прямые контакты с иностранными народами, используя либо переговоры по договору, либо военно-морскую мощь, либо обеспечивая безопасность изолированных торговых станций.
- сохранение рынков исключительно для карфагенских купцов или там, где конкуренция не могла быть устранена, для регулирования торговли с помощью спонсируемых государством соглашений с его коммерческими конкурентами.
- подавление пиратства и поощрение способности Карфагена свободно перемещаться по морям[144].

Как финикийцы, так и пунийцы были хорошо известны в древности своей секретностью вообще и особенно в отношении торговых контактов и торговых путей. Обе культуры преуспели в коммерческих сделках. Греческий географ Страбон (63 год до н. э. — 21 год н. э.) писал, что до своего падения (в 146 году до н. э.) Карфаген имел население 700 000 человек и руководил союзом 300 городов. Греческий историк Полибий (ок. 203—120 годы до н. э.) называл Карфаген «самым богатым городом в мире».

### Современность
Карфаген — это преимущественно жилой город, поэтому здесь нет значительной экономической деятельности. Однако культурное влияние археологических раскопок и очарование некоторых соседних муниципалитетов делают Карфаген центром туристических маршрутов и привилегированным местом для экскурсий. Однако в городе практически отсутствует инфраструктура в этом районе; отсутствие больших пляжей, ближайший расположен севернее, несомненно, является одной из причин этого.

## Транспорт

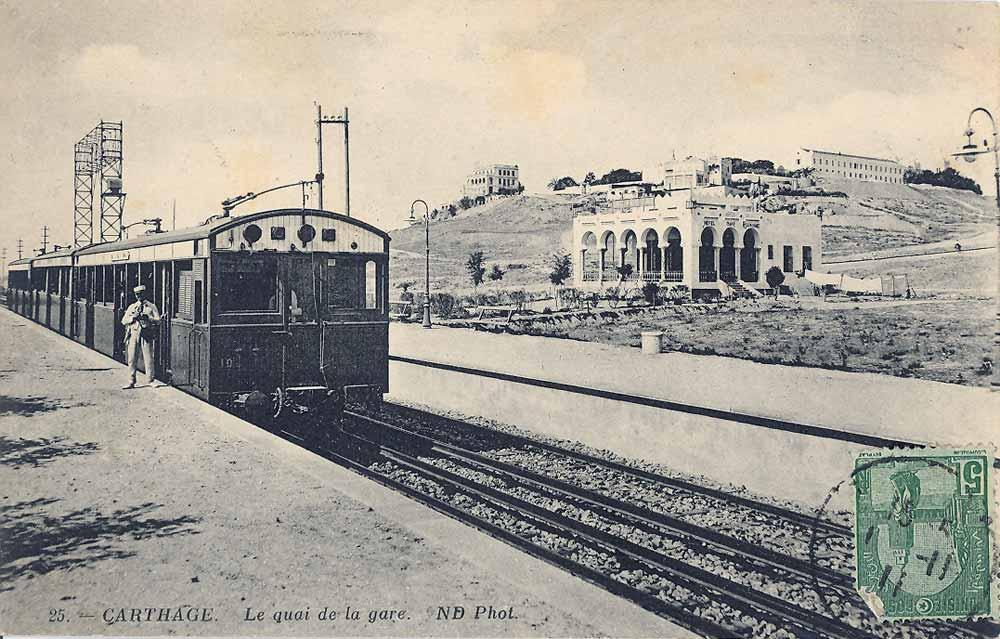
Перрон карфагенского вокзала

Карфаген обслуживается железнодорожной линией TGM, которая проходит через город и соединяет его с Хальк-эль-Уэд и Тунисом на юго-западе и Сиди-Бу-Саид и Ла-Марса на севере. В пригороде есть шесть железнодорожных станций: Карфаген Саламбо (названный в честь Саламбо, вымышленной дочери Гамилькара), Карфаген Бирса (названный в честь холма Бирса), Карфаген Дермех (Dermèche), Карфаген Ганнибал (названный в честь Ганнибала), Карфаген президентство (названный в честь президентского дворца) и Карфаген Амилькар (названный в честь Гамилькара).
Различные автобусные маршруты тунисской транспортной компании соединяют город с другими точками агломерации, такими как Арьяна и Тунис.

## Культура
Карфагенский международный фестиваль — известное культурное событие, которое проводится каждое лето в античном театре. Дни кино в Карфагене, кинофестиваль инициированный в 1966 году министерством культуры Туниса, проходит без перерыва с момента своего создания, чередуясь с Карфагенским театральным фестивалем.

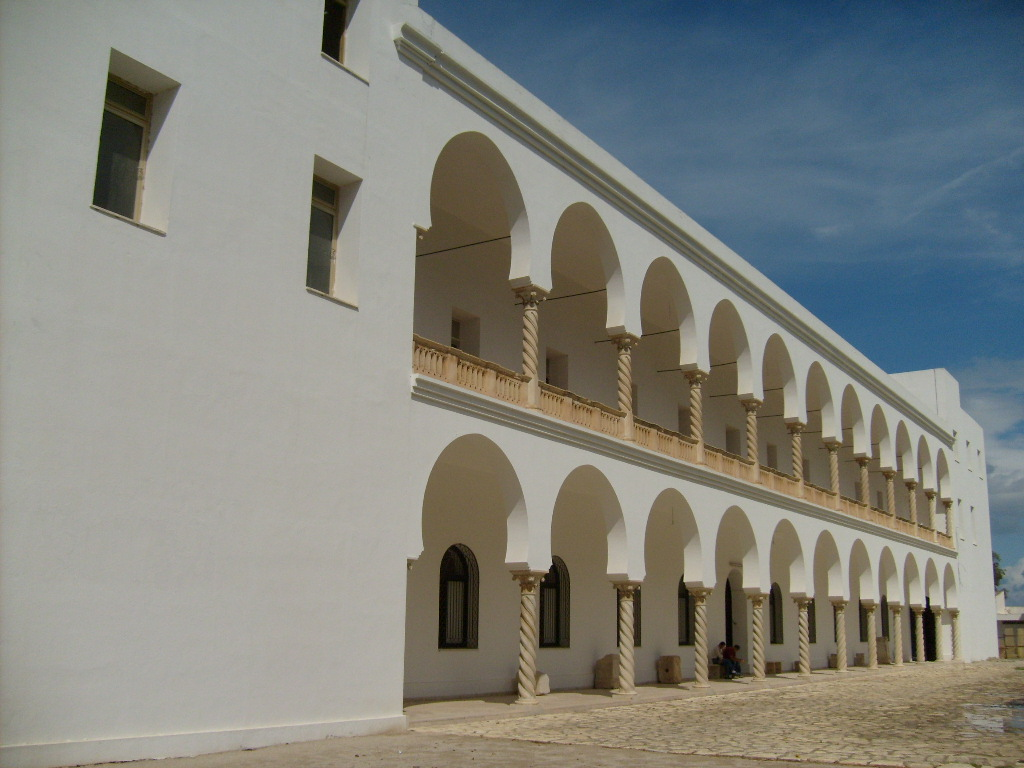
Фасад Карфагенского национального музея.

На холме Бирса находится Национальный музей Карфагена. Это позволяет посетителю понять масштабы объектов города в пуническую и римскую эпох. Некоторые из лучших экспонатов, найденные во время раскопок с XIX века, находятся там, а другие представлены в Национальном музее Бардо близ Туниса. В непосредственной близости располагается собор Святого Людовика теперь использующийся для культурных мероприятий. Здесь регулярно проводятся выставки и концерты, в том числе джазовый фестиваль в Карфагене, созданный в 2005 году.
К числу других учреждений, действующих в Карфагене, относится Тунисская академия наук, литературы и искусств, расположенная с 1983 года в бывшем дворце, принадлежащем генералу Зарруку, военному министру Садок-Бея, который был приобретён в 1922 году Мухаммедом аль-Хабибом и завещан Мухаммеду аль-Амину, последнему представителю династии Хусейнидов. Национальный институт морской науки и техники, основанный в 1924 году, является государственным научно-исследовательским учреждением, базирующимся в Саламбо. Он владеет небольшим океанографическим музеем Саламбо.
Что касается образования, то в городе есть несколько известных учреждений, таких как Карфагенский институт высших коммерческих исследований и Высший институт кадров для детей. Образовательная сеть также насчитывает пять школ и четыре лицея28, включая Карфагенский лицей, построенный в 1952 году.
Скудные остатки того, что когда-то было великим городом, отражены в поэме Летиции Элизабет Лэндон Карфаген, опубликованной в 1836 году с цитатами из дневника сэра Гренвилла Темпла.

## Спорт
Карфагенский спортивный союз — спортивный клуб, представляющий Карфаген и известный своими волейбольными выступлениями; Карфагенский женский клуб — женский волейбольный клуб. Карфагенский теннисный клуб также активен в городе.

## Города-побратимы
У Карфагена есть следующие города-побратимы:
1. Картахена, Испания (c 10 января 1989 года)
2. Экс-ан-Прованс, Франция (c 28 января 1993 года)
3. Версаль, Франция (c 28 июня 1998 года)
4. Тир, Ливан (c 20 октября 2002 года)